# Chronologie de Lyon sous la Révolution
 (janvier 2025).
La mise en forme du texte ne suit pas les recommandations de Wikipédia : il faut le « wikifier ».
Les points d'amélioration suivants sont les cas les plus fréquents. Le détail des points à revoir est peut-être précisé sur la page de discussion.
- Les titres sont pré-formatés par le logiciel. Ils ne sont ni en capitales, ni en gras.
- Le texte ne doit pas être écrit en capitales (les noms de famille non plus), ni en gras, ni en italique, ni en « petit »…
- Le gras n'est utilisé que pour surligner le titre de l'article dans l'introduction, une seule fois.
- L'italique est rarement utilisé : mots en langue étrangère, titres d'œuvres, noms de bateaux, etc.
- Les citations ne sont pas en italique mais en corps de texte normal. Elles sont entourées par des guillemets français : « et ».
- Les listes à puces sont à éviter, des paragraphes rédigés étant largement préférés. Les tableaux sont à réserver à la présentation de données structurées (résultats, etc.).
- Les appels de note de bas de page (petits chiffres en exposant, introduits par l'outil «  Source ») sont à placer entre la fin de phrase et le point final[comme ça].
- Les liens internes (vers d'autres articles de Wikipédia) sont à choisir avec parcimonie. Créez des liens vers des articles approfondissant le sujet. Les termes génériques sans rapport avec le sujet sont à éviter, ainsi que les répétitions de liens vers un même terme.
- Les liens externes sont à placer uniquement dans une section « Liens externes », à la fin de l'article. Ces liens sont à choisir avec parcimonie suivant les règles définies. Si un lien sert de source à l'article, son insertion dans le texte est à faire par les notes de bas de page.
- La présentation des références doit suivre les conventions bibliographiques. Il est recommandé d'utiliser les modèles {{Ouvrage}}, {{Chapitre}}, {{Article}}, {{Lien web}} et/ou {{Bibliographie}}. Le mode d'édition visuel peut mettre en forme automatiquement les références.
- Insérer une infobox (cadre d'informations à droite) n'est pas obligatoire pour parachever la mise en page.

Pour une aide détaillée, merci de consulter Aide:Wikification.
Si vous pensez que ces points ont été résolus, vous pouvez retirer ce bandeau et améliorer la mise en forme d'un autre article.
Cet article propose une chronologie détaillée des évènements se déroulant à Lyon pendant période révolutionnaire. Il mentionne également les événements nationaux qui impactent la ville par leur importance. Ces derniers sont notés en vert.
La période des dix années révolutionnaires, s'étalant de 1789 à 1799, se découpe en quatre grandes parties :
- les années agitées, entre le printemps 1789 et l'été 1792 ;
- les années violentes, jusqu'au printemps 1793 ;
- les années traumatiques, jusqu'au printemps 1795 ;
- et les années difficiles, jusqu'à l'automne 1799.

Dans les années traumatiques se détachent cinq moments clés :
- le 29 mai 1793, les sections modérées majoritaires se soulèvent contre les Chalier, entraînant 43 morts lors d'affrontements place des Terreaux ; Joseph Chalier est arrêté le lendemain ;
- Lyon proclame le divorce avec la Convention, face à la montagnadisation de cette dernière, lors de la fête civique du 29 juin, et confirme la scission en guillotinant Chalier le 16 juillet 1793 ;
- le 7 août 1793, Lyon est assiégée par la Convention ; l'armée de la République entre à Lyon le 9 octobre ;
- la 12 octobre 1793, la Convention prend un décret appelant à la destruction de Lyon ;
- après la chute de Robespierre, Lyon passe de la Terreur rouge à la Terreur blanche.

## 1787
En février et mars, Le ministre Calonne réunit une Assemblée des notables pour tenter de résoudre la crise financière. Elle échoue a trouver des solutions.

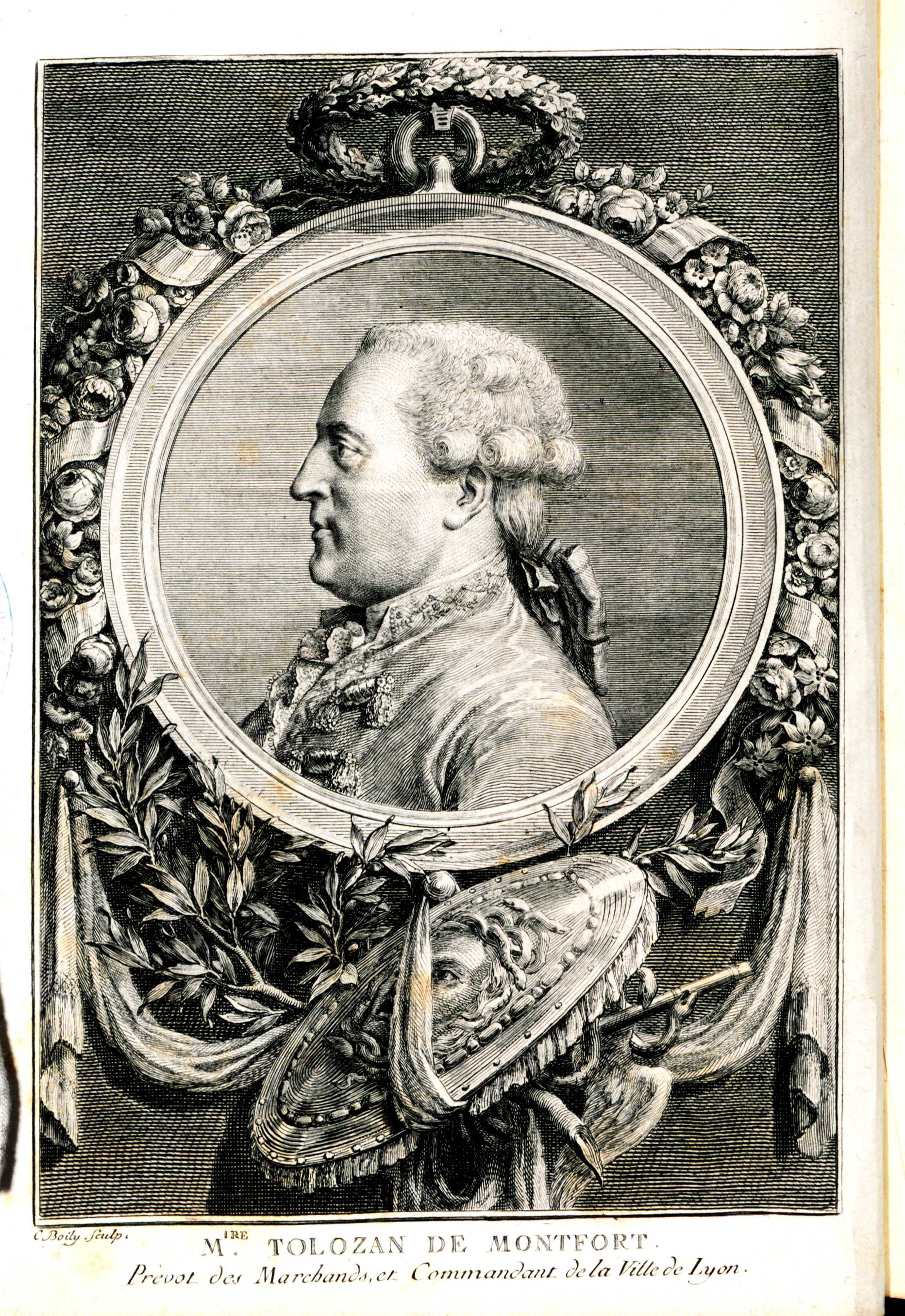
Portrait de Louis Tolozan de Montfort.

Réunie à partir du 22 février, cette assemblée ne comprend qu'un lyonnais, Tolozan de Motfort.
Le 16 juillet, le parlement de Paris en appelle aux États généraux.

## 1788

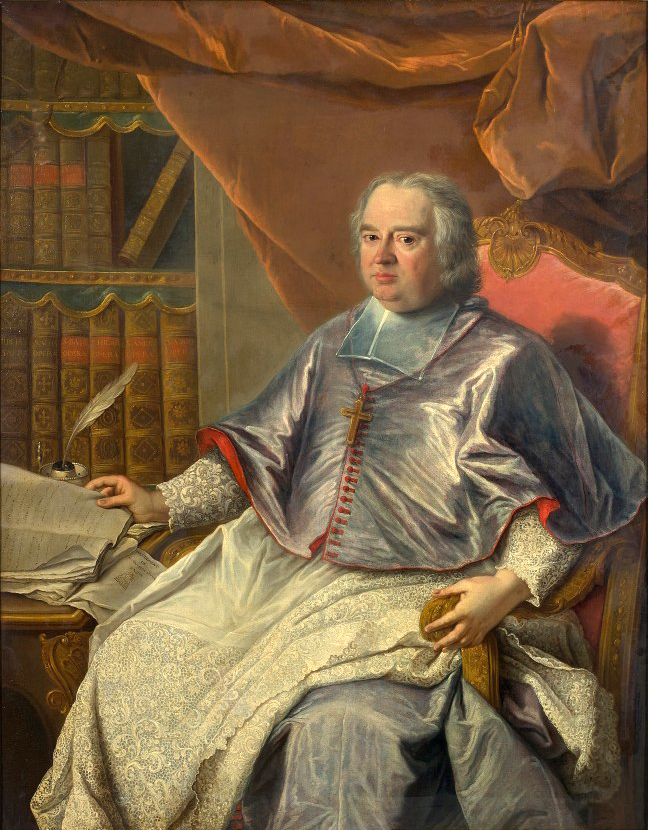
Antoine de Malvin de Montazet, archevêque de Lyon.

Le 21 janvier, une lettre de cachet demandée par Antoine de Malvin de Montazet, François Bonjour, curé de Fareins, est arrêté et les Fareinistes sont dispersés.
En mars, devant l'état de misère des ouvriers lyonnais, Louis XVI engage le Consulat à avancer 300000 livres pour soutenir l'approvisionnement des nécessiteux. En contrepartie, il fait don pour 20 ans à la ville des droits qu'ils perçoit sur les aspirants à la maîtrise.
Le 2 mai, l'archevêque Montazet meurt à Paris.
Des troubles ont lieu à Grenoble, avec la journée des Tuiles, durant les mois de mai et juin.
Le 8 août, le roi Louis XVI convoque les États généraux pour le 1er mai 1789.
Le 30 août, le Consulat pose la première pierre du futur pont de l'Archevêché, achevé en 1808.
Septembre 1788 : annonce des États généraux.
Le 8 octobre, M. de Castellas, doyen de l'église, comte de Lyon, prend possession de l'archevêché au nom du nouvel évêque, Yves-Alexandre de Marbeuf. Ce dernier, restant à la cour du roi, envoie une lettre pastorale exhortant ses fidèles lyonnais à secourir les ouvriers sans travail.
M. Tolozan de Montfort envoie un mémoire en décembre, s'appuyant sur les derniers états généraux, pour réclamer que ce soit le Consulat qui organise la préparation, les élections des députés, tout en se réservant la moitié de ces derniers. Il demande également que ce soit le Consulat qui rédige les cahiers de doléances.
En décembre, l'hiver est très rigoureux et des ateliers de charité sont établis dans les cinq élections de la généralité de Lyon, avec des distributions de riz.

## 1789
En 1789, la population lyonnaise est d'environ 120 000 habitants sans compter les faubourgs de Vaise, La Croix-Rousse et La Guillotière, soit 150 000 habitants au total.

### Janvier 1789
En janvier, l'hiver est très rigoureux et le premier redoux provoque une débâcle des glaces sur le Rhône.
Le 12 janvier, la première assemblée des citoyens se réunit dans le réfectoire des Carmes des Terreaux. Les trois cents personnes qui se réunissent rédigent des propositions pour les Cahiers de doléances, et surtout les modalités d'élection des députés, dans l'idée d'empêcher le Consulat de confisquer les élections à son profit.
Le 15 janvier, l'assemblée se réunit pour la deuxième fois aux Carmes, et prenant conscience de la hardiesse de certaines de ses propositions, elle insiste sur le fait que seule l'assemblée du Tiers état décide en dernier ressort.
Le 17 janvier, la débâcle des glaces commence sur la Saône, et le pont de Serin est emporté.
Les propositions de l'assemblée des citoyens sont critiquées dans une requête remise au Consulat le 17 janvier. Il est reproché un cens trop élevé, la division de Lyon en six arrondissement et l'exclusion du Consulat. Ce dernier, trop heureux de cette protestation s'empresse de d'interdire les assemblées particulières, en attendant les lettres officielles de convocation.
Malgré l’interdiction du Consulat deux jours plus tôt, les membres de l'assemblée des citoyens se réunissent à nouveau aux Carmes, mais sans acter quoi que ce soit.
Le 22, le Consulat provoque une assemblée des notables où Tolozan de Montfort lit le mémoire qui défend sa prétention à contrôler les élections des députés. Il la défend devant l'assemblée et fait voter une adresse au roi pour le remercier de la convocation des États généraux.
Le 28 janvier est lue dans les églises, lors des offices, la lettre de carême d'Yves Alexandre de Marbeuf dans laquelle il fustige la « subversion générale menaçant toutes les institutions du royaume ». Cette opposition aux volontés réformatrices est très mal reçue par de nombreuses personnes et déclenchent de vives réactions. L'archevêque craint alors de se rendre à Lyon.

### Février 1789
Le 10 février, est éditée et diffusée une brochure qui s'attaque à nouveau à la prétention du Consulat de contrôler la désignation des députés.
Le 13, arrivent les lettres royales convoquant officiellement les État généraux et détaillant les modalités d'élection. Les polémiques s'arrêtent et un débat électoral s'engage.
La convocation pour l'assemblée générale élisant les députés est publiée, fixant la date du 14 mars. Une polémique s'engage pour la répartition des électeurs entre la ville et le plat pays.
Entre le 25 et le 28, les 68 assemblées partielles se réunissent et élisent les membres de l'assemblée générale ; 42 d'entre elles sont des assemblées de corporation. La réunion de la Grande fabrique se tient dans la cathédrale Saint-Jean et puisque tout le monde a le droit de s'exprimer la participation électorale est forte. Les 34 élus sont tous des ouvriers, en grande partie des meneurs de la révolte de 1786. Le meneur de ce groupe est Denis Monnet.

### Mars 1789
Au début du mois, les marchands-fabricants en soie, exclus complètement de la députation lors du vote du 28 février, protestent et demandent de disposer d'une députation à part. Tolozan de Montfort, envoie une lettre à Necker qui constate la validité du vote, mais la déplore. Necker refuse de créer une exception pour les marchands-fabricants.
À partir du 14 mars, l'assemblée générale des trois ordres se réunit dans l'église des Cordeliers, elle est présidée par le lieutenant général Laurent Basset, assisté de l'avocat en la sénéchaussée Pierre-Thomas Rambaud et un greffier nommé Fléchet. L'assemblée se compose de 300 représentants de la noblesse, de 317 représentants du clergé et de 350 du Tiers état, répartis en 200 issus du plat pays et 150 de la ville de Lyon. Les discours sont consensuels, la noblesse propose immédiatement de renoncer à ses exemptions fiscales. Il est décidé que chaque ordre procéderait séparément à la rédaction de ses cahiers de doléances et à l'élection de ses députés.
Les élus du tiers état se divisent sur le choix des huit députés entre le plat pays et la cité lyonnaise. Après demande officielle à Necker, ce dernier décide le 24 mars que chaque partie élirait quatre députés.
Entre le 26 et le 30 mars, les 152 électeurs du Tiers-État de la ville de Lyon élisent Jean-Jacques Millanois, avocat, Jean-André Périsse du Luc, imprimeur-libraire, Benoît Guillaume Couderc et Pierre-Louis Goudard, négociants.

### Avril 1789
le 2 avril, Tolozan de Montfort est envoyé à Versailles pour obtenir le droit de subventionner les boulangers au sortir de l'hiver afin d'éviter une flambée des prix du pain. En son absence, le Consulat est dirigé par le premier échevin Imbert-Colomès.
Le 4 avril a lieu la séance de clôture des travaux des assemblées des trois ordres dans l'église des Cordeliers. Les cahiers de doléances sont remis au lieutenant général Basset et les députés élus prêtent serment d'exécuter tout ce qui est contenu dans les cahiers.

### mai 1789
Les États généraux sont officiellement ouvert par le roi le 5 mai.

### Juin 1789
Le 20 juin, prestation du serment du Jeu de paume.
À la fin du mois, des troubles ont lieu aux barrières d'octrois entre les représentants de la municipalité et des Lyonnais qui accusent cette taxe de renchérir le coût de la vie. Au cours de ces émotions, le mai planté en 1786 devant l'hôtel Tolozan est brûlé.
Le 29 juin, la nouvelle de la réunion des trois ordres arrive au cercle des Terreaux, lieu de réunion de la bourgeoisie libérale, situé en face du pont Morand. Aussitôt diffusée en ville, elle provoque des scènes de liesse et la foule acclame Necker et le roi.
Le lendemain 30 juin, le Consulat organise pour fêter la nouvelle trois jours d'illumination de l'hôtel de ville et invite les Lyonnais à pavoiser. Un Te Deum est chanté dans la cathédrale de Lyon, organisé par les chanoines-comtes.

### Juillet 1789
Les manifestations contre les octrois se renforcent au début du mois, se transformant en émeutes. Entre le 1er et le 3, les barrières sont attaquées et détruites. Imbert-Colomès interdit les attroupements et demandent aux « bons citoyens » de s'enrôler dans des compagnies de volontaires pour maintenir l'ordre. Ces compagnies sont immédiatement nommées les Muscadins par la population lyonnaise qui fait référence aux serviteurs des puissants négociants déjà appelés ainsi auparavant,,.
Le 3, il demande également de l'aide aux dragons de Monsieur stationnés à Vienne et aux Suisses de Sonnenberg de Grenoble. L'ensemble des troupes réprime les mouvements de foule, faisant un mort à la porte de Vaise. Les meneurs sont arrêtés.
Le 5 juillet, l'ordre est revenu, mais pour la première fois, des troupes stationnent dans la cité lyonnaise.
Le 7 juillet, le présidial rend sa sentence contre les meneurs arrêtés. L'un est condamné à mort et pendu, un autre est condamné aux galères et le troisième à l'exposition et au bannissement.
Le 9 juillet, le Consulat ordonne aux personnes qui ont fait entrer des marchandises sans payer l'octroi de se déclarer et de payer. Il procède à des visites domiciliaires pour trouver les coupables et interdit les attroupements de plus de quatre personnes.
Demandées par le Consulat, des lettres-patentes royales, imposant le rétablissement des octrois, arrivent à Lyon le 12 juillet.
Le 14 juillet, la nouvelle du renvoi de Necker est connue à Lyon, provoquant des émotions. Des placards sont affichés, accusant les aristocrates de mener un complot contre la volonté du tiers état et réclament des armes pour défendre ces derniers.
A Paris, le même jour, le renvoi de Necket provoque la prise de la Bastille. Le lendemain 15 juillet, Necker est rappelé par le roi.
Pour montrer une volonté d'unité, Imbert-Colomès organise une réunion des trois ordres à l'hôtel de ville le 17 juillet ; cela montre officiellement son respect du roi et de l'assemblée nationale nouvellement constituée. Cette déclaration est appréciée par le roi et l'Assemblée, qui renvoient des déclarations de satisfaction.
À partir du 20 juillet, début de la Grande Peur à divers endroits en France.
Le 26, un Te Deum et des prières sont organisés dans toutes les églises de la ville, pour célébrer le retour au calme.
À partir du 27 juillet, la Grande Peur s'empare du Dauphiné. Imbert-Colomès envoie des troupes pour secourir les nobles agressés et ceux-ci vainquent les brûleurs de château. À leur retour le 30 juillet, ces troupes sont prises à partie à la Guillotière, ils reçoivent des pierres et des tuiles. Ils doivent à leur tour être soutenus par d'autres troupes.

### Août 1789
Durant la nuit du 4 août, les députés lyonnais renoncent aux privilèges dont bénéficient leur cité.
Le 8 août, un nouveau tarif est décidé entre les marchands de soie et les maîtres d'atelier.
Le 9 août, devant le climat toujours très troublé, le prévôt général de la maréchaussée de Lyon interdit à son tour les rassemblements.
Le 17 août, les troubles persistent et le Consulat décide pour éviter les émeutes de désarmer la population. Les citoyens à qui ont avait confié des armes doivent les rendre.
Le 25 août, les officiers des dragons de Monsieur prêtent devant le Consulat le serment d'être fidèles à la nation, au roi et à la loi.
Le 26 août, vote de la Déclaration des droits de l'homme.

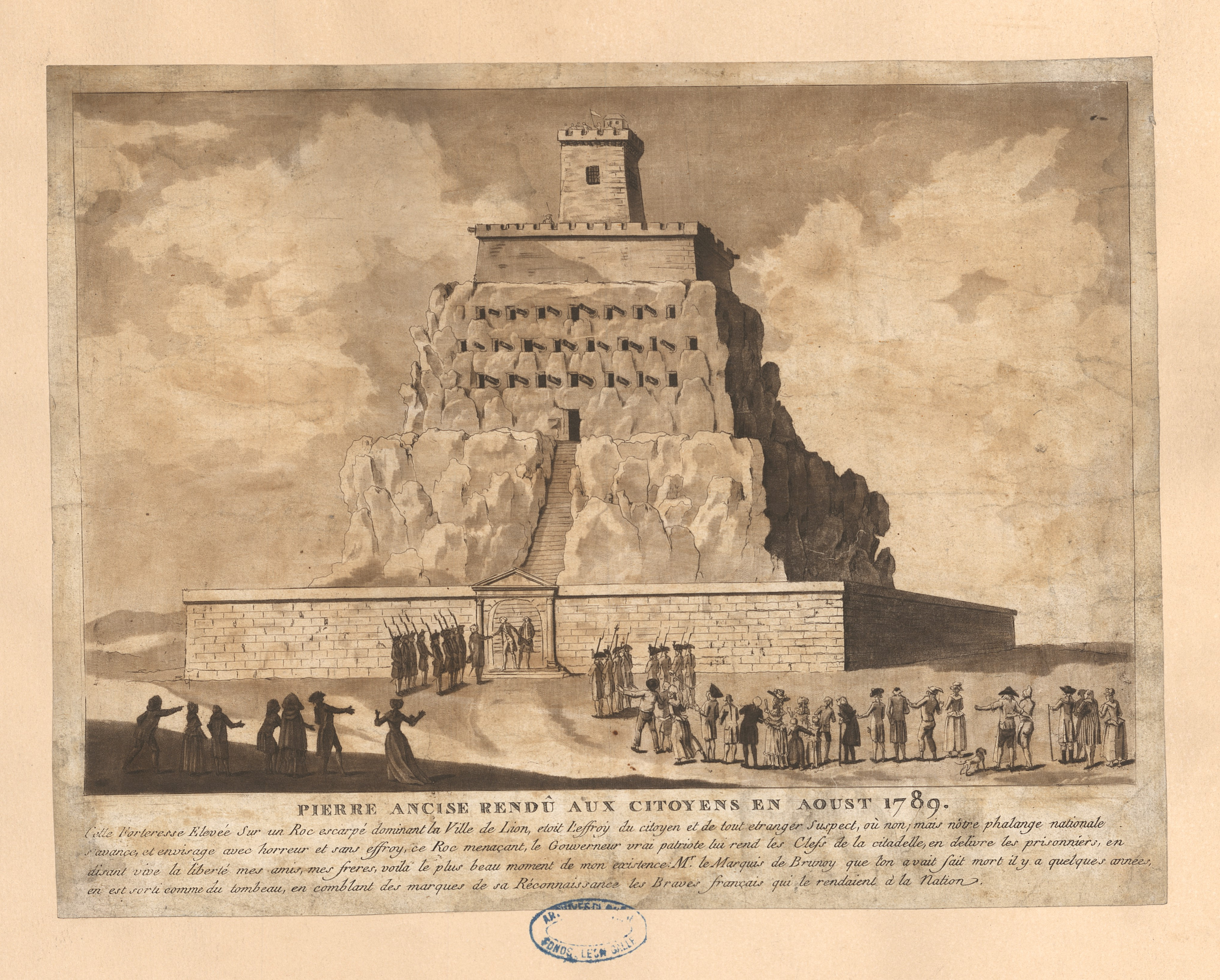
Affiche de propagande de la prise du château de Pierre Scize.

Durant le mois d’août, le Consulat tente de montrer sa participation à la Révolution en orchestrant une prise symbolique du Château de Pierre Scize, sur le modèle de la prise de la Bastille. Il en promeut l'importance notamment par l'impression de gravures commémoratives

### Septembre 1789
Le 1er septembre, parait Le Courrier de Lyon, publié par Luc-Antoine Champagneux, financé par Jean-Marie Roland, dans lequel il écrit ainsi que Madame Roland ,,.
Le 5 septembre, les officiers supérieurs des régiments de dragons de Monsieur et des Suisses de Sonnemberg reçoivent le titre de citoyens de Lyon.
À la fin du mois, le Consulat envoie des délégations auprès des autres villes le long de la Saône pour obtenir la libre circulation des grains.

### Octobre 1789
Les 5 et 6 octobre, Marche sur versailles pour ramener le roi à Paris.
Des manifestations ont lieu les 13, 14 et 15 octobre pour réclamer le départ des troupes suisses. Des menaces de mort sont lancées contre Imbert-Colomès.
Lors d'une réunion du comité des électeurs le 16 octobre, Imbert-Colomès, accompagné des membres du Consulat et des officiers de la milice vient offrir sa démission. L'assemblée, ne pouvant pas le remplacer, repousse cette démission. Certaines personnes proposent toutefois l'instauration d'une municipalité élue. D'autres se plaignent de la place trop importante occupée dans le maintien de l'ordre des volontaires et des soldats étrangers.
Le 20 octobre, lors d'une réunion du Consulat, avec des officiers de la milice bourgeoise et des officiers subalternes des 28 quartiers, Imbert-Colomès réaffirme la place principale de la milice dans le maintien de l'ordre, les volontaires n'étant que des auxiliaires.
Le 22 octobre, est créé une société philanthropique avec un bureau central et des commissaires dans chaque quartiers. Elle est alimentée par des dons.
Le 23 octobre, pour se prémunir du danger des étrangers, rendus responsables des désordres de la ville, un système de visa obligatoire est institué.

### Novembre 1789
Durant le mois de novembre, l'approvisionnement en grains connait des difficultés, le Consulat multiplie les émissaires pour le faire venir.
Le 2 novembre, les biens du clergé sont mis à la disposition de la nation.
Le 10 novembre, le Consulat met en application le décret du 6 octobre sur la contribution patriotique.
Le 20 novembre, durant une réunion de la société philanthropique, Imbert-Colomès lit des lettres de Necker annonçant l'envoi par le roi de 25000 livres pour soulager la misère de la Fabrique.

### Décembre 1789
Le 12 décembre, la société des amis de la Constitution se crée ; il s'agit du deuxième club lyonnais. Elle se réunit maison du concert, place des Cordeliers. Elle compte une quarantaine de membres et est affiliée à la société des Jacobins de Paris. Surtout composée de bourgeois, elle accueille Vitet, Frossard, Gilibert, etc.
Le 14, parait à Lyon le décret sur la constitution des municipalités par élection au suffrage censitaire. Il prévoit pour la ville un maire, 20 officiers municipaux, 42 notables, un procureur et son substitut.
Le 17 décembre, Mathon de la Cour envoie une lettre au roi pour lui proposer de venir s'installer à Lyon. Outre le réveil des affaires que l'installation de la cour provoquerait, il ambitionne surtout de soustraire le roi de l'influence de l'Assemblée et du peuple parisien.
Les 28 et 29 décembre, l'agronome anglais Arthur Young s'arrête à Lyon. Il est frappé par la misère et l'état sinistre des fabriques de soies. Il estime que plus de 20000 personnes sont démunies.

## 1790

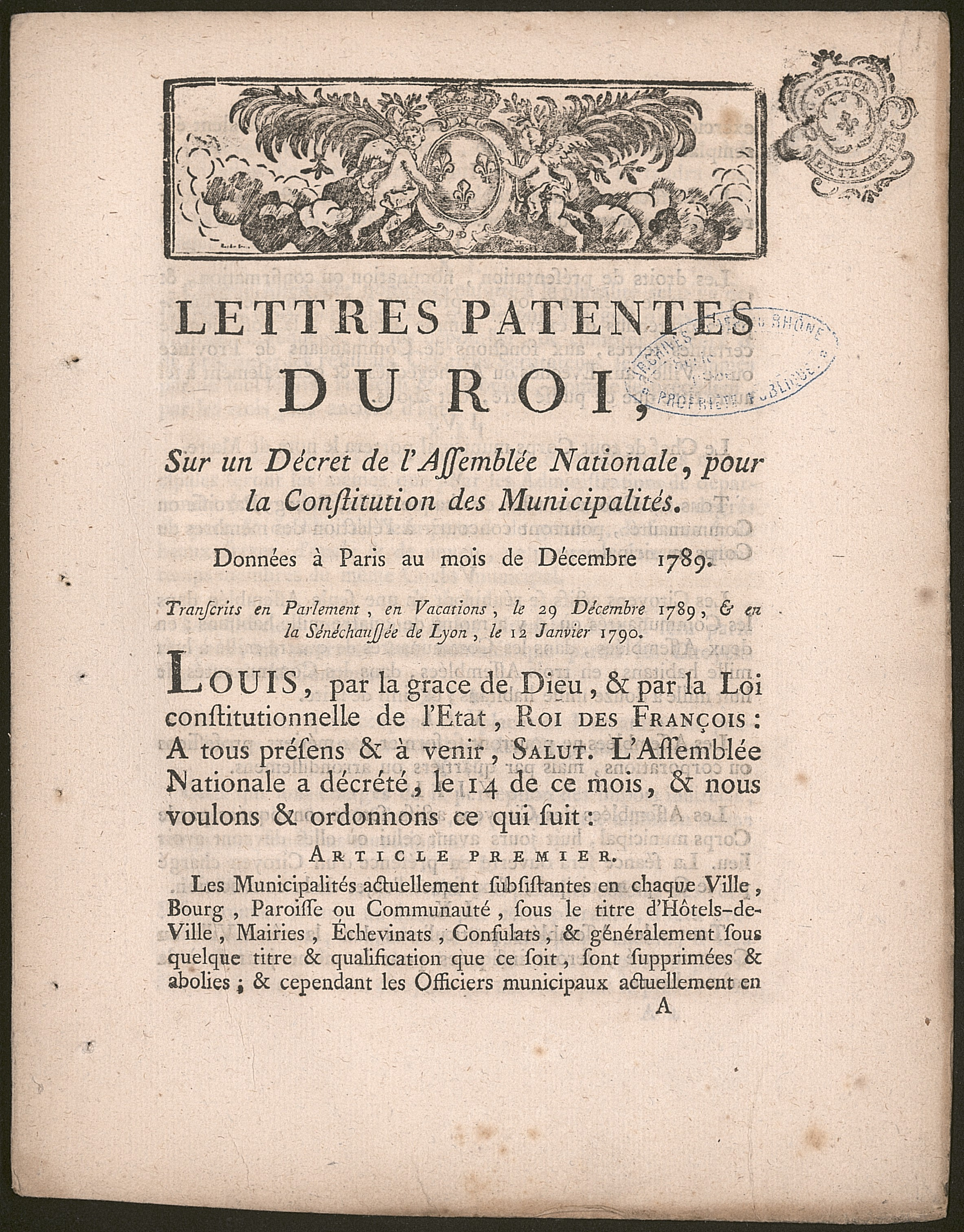
Lettres patentes royales validant la loi de décembre 1789 supprimant tous les anciens corps municipaux et organisant l'élection des nouveaux. ADRML.

### Janvier 1790
Le 11 janvier, une assemblée de citoyens lyonnais se réunissent spontanément dans l'église des Jacobins pour préparer les élections municipales, et débattre des modalités de votes. La question du taux de la journée de travail, pour définir le cens électoral, est évoqué ainsi que l'organisation de la garde nationale.
Le lendemain, le 12 janvier, les officiers de la garde bourgeoise donnent leurs démission, mais restent en fonction jusqu'à l'élection de la garde nationale. Le même jour, le Consulat annonce par voie d'affichage que la valeur retenue pour la journée de travail est de 20 sous, ce qui implique une valeur de 3 livres pour être électeur et 10 livres pour être éligible. Des protestations s'élèvent trouvant cette valeur trop élevée.
Publication du décret de la Constituante qui institue le département de Rhône-et-Loire. Il est construit en regroupant à peu près les anciennes provinces de la généralité de Lyon soit le Lyonnais, le Beaujolais et le Forez.
Le 14 janvier, l'assemblée des citoyens réunie aux Jacobins invite le Consulat à réunir les citoyens de chaque quartier pour procéder à l'élection des officiers de la garde nationale. Le lendemain, une délégation de cette assemblée n'obtient qu'une réponse très alambiquée du Consulat.
Après quelques jours de pression, Imbert-Colomès fait placarder une ordonnance municipale qui convoque les citoyens assurant le service du guet pour procéder à l'élection des officiers de la garde nationale les 26 à 29 janvier.
Le 27 janvier, Chalier écrit une lettre au journal "Les Révolutions de Paris" où il annonce que « en dépit de sa municipalité aristocratique, Lyon a enfin ses milices organisées en garde nationale ». Cependant, Imbert-Colomès ne dissout pas les compagnies de volontaires, des Muscadins, qui sont directement sous ses ordres.

### Février 1790

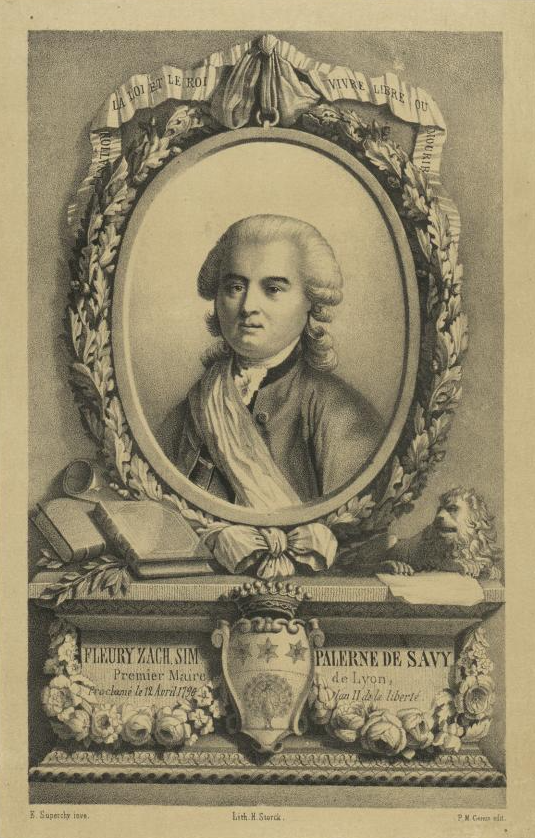
Palerne de Savy, premier maire de Lyon. Gravure conservée à la Bibliothèque de Saint-Étienne.

Durant le mois de février, des discussions de contestations traversent le débat public de la ville et du département. En premier lieu, une partie de la bourgeoisie lyonnaise, qui refuse l'assignat, qui chasse la bonne monnaie, s'élève contre la création d'une caisse d'escompte. Par ailleurs, l'opposition d'une partie des élites du département à la localisation du chef-lieu à Lyon entraîne des contre-propositions. Comme celle de réunir l'assemblée départementale alternativement dans plusieurs villes du département. Mais les opposants dans leur majorité préfèrent la création ex nihilo d'un chef-lieu au niveau du point le plus central de la nouvelle entité administrative.
Le 5 février, Imbert-Colomès veut confier la garde de l'arsenal aux volontaires de la garde bourgeoise. La garde nationale refuse ce qui provoque une grande tension.
Le 6 février ont lieu officiellement des modifications territoriales entre provinces à la suite de la création des départements. Trois paroisses du Franc-Lyonnais ont été placés en Bresse, en échange Caluire et une partie de la Croix-Rousse sont intégrées au département de Rhône-et-Loire. Le décret intègre également la commune de la Guillotière à Lyon.

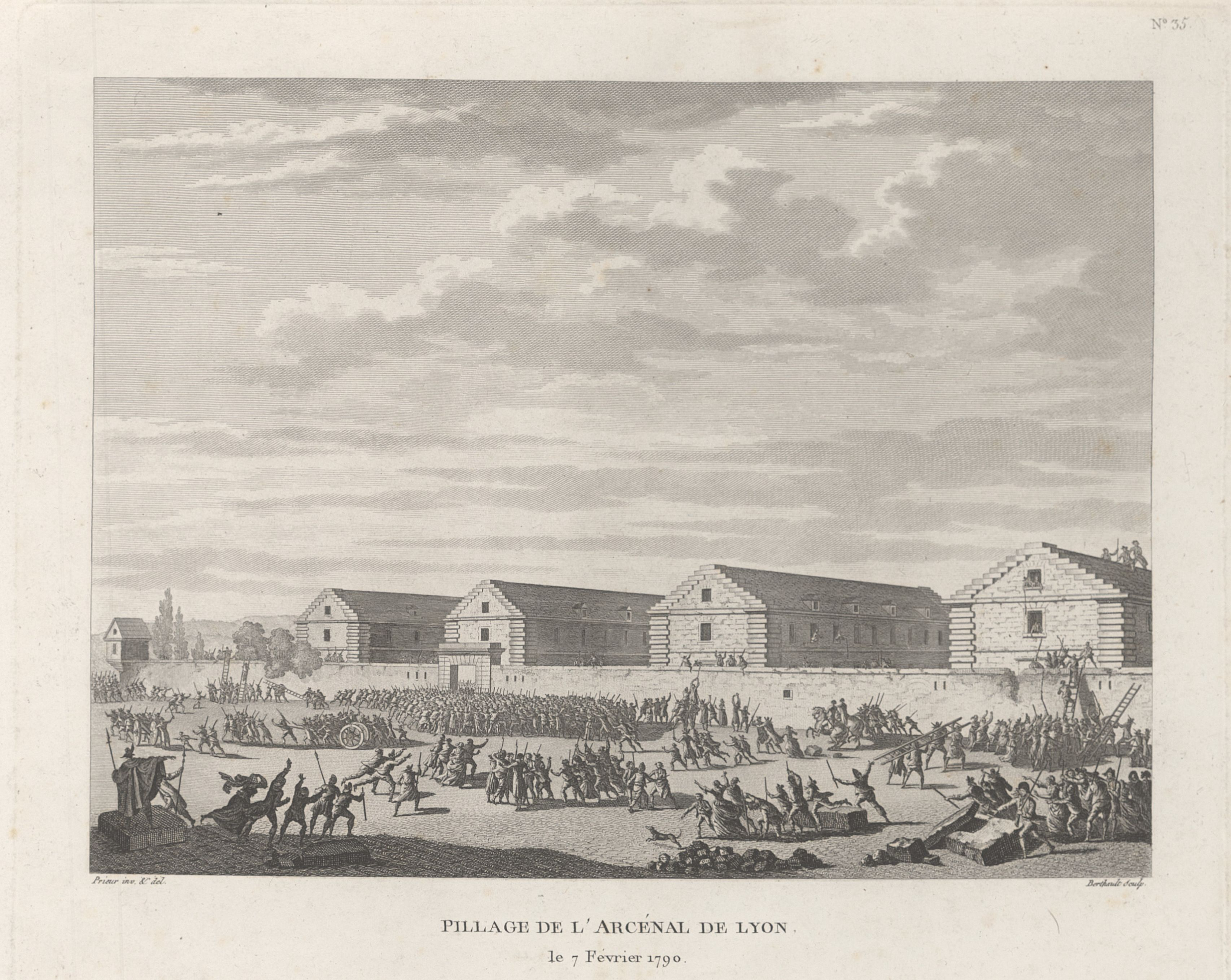
Pillage de l'Arsenal de Lyon, 7 février 1790

Le 7 février, Imbert-Colomès tente un coup de force pour prendre l'arsenal. Deux cents volontaires de la garde bourgeoise commandés par le capitaine Coujarod vont pour en prendre possession, mais très vite, la foule les entoure et des bagarres éclatent. Cela dégénère lorsque la foule, anticipant la prise des armes par le Consulat, pille l'arsenal. Les Suisses de Sonnemberg sont appelés en renfort, mais la population les retarde en les bombardant de projectiles. La garde nationale parvient à rétablir l'ordre le soir, mais ne peut empêcher la foule d'aller à la demeure d'Imbert-Colomès afin de le pendre à une lanterne. Ce dernier doit son salut aux Suisses qui ralentissent l'émeute et permettent sa fuite par les toits.
Le 8 février, réfugié à Bourg-en-Bresse, Imbert-Colomès envoie sa démission ; les compagnies de la garde bourgeoise sont dissoutes dans les jours qui suivent.
Le 11 février, à la nouvelle de l'acceptation par le roi du départ d'Imbert-Colomès, une grande cérémonie publique dans une ville illuminée célèbre l'unité des échevins, des officiers et des citoyens.
Le 12 février, les 33 sections de la garde élisent M. Dervieu de Villars comme commandant en chef.
Le 16 février, sous la pression des députés de la constituante, le Consulat abaisse le taux de la journée de travail à 10 sous. Il y a alors 4450 citoyens éligibles à Lyon et le nombre d'électeurs augmente considérablement.
Le 22 février, débutent les élections municipales, dans le cadre des sections.
Le 25, élection du premier maire de Lyon, Palerme de Savy, avec 5500voix sur 5900 votants. Parmi les officiers municipaux élus, il y a de nombreux anciens échevins ; parmi les 42 notables élus : Roland de la Platière, Vitet, Challier et Pressavin.
Le 28 février, dans un geste d'apaisement, le commandant des Suisses de Sonnemberg, le lieutenant-colonet de Gugy, publie un pardon officiel vis-à-vis de ceux qui ont tiré sur ses troupes.

### Avril 1790

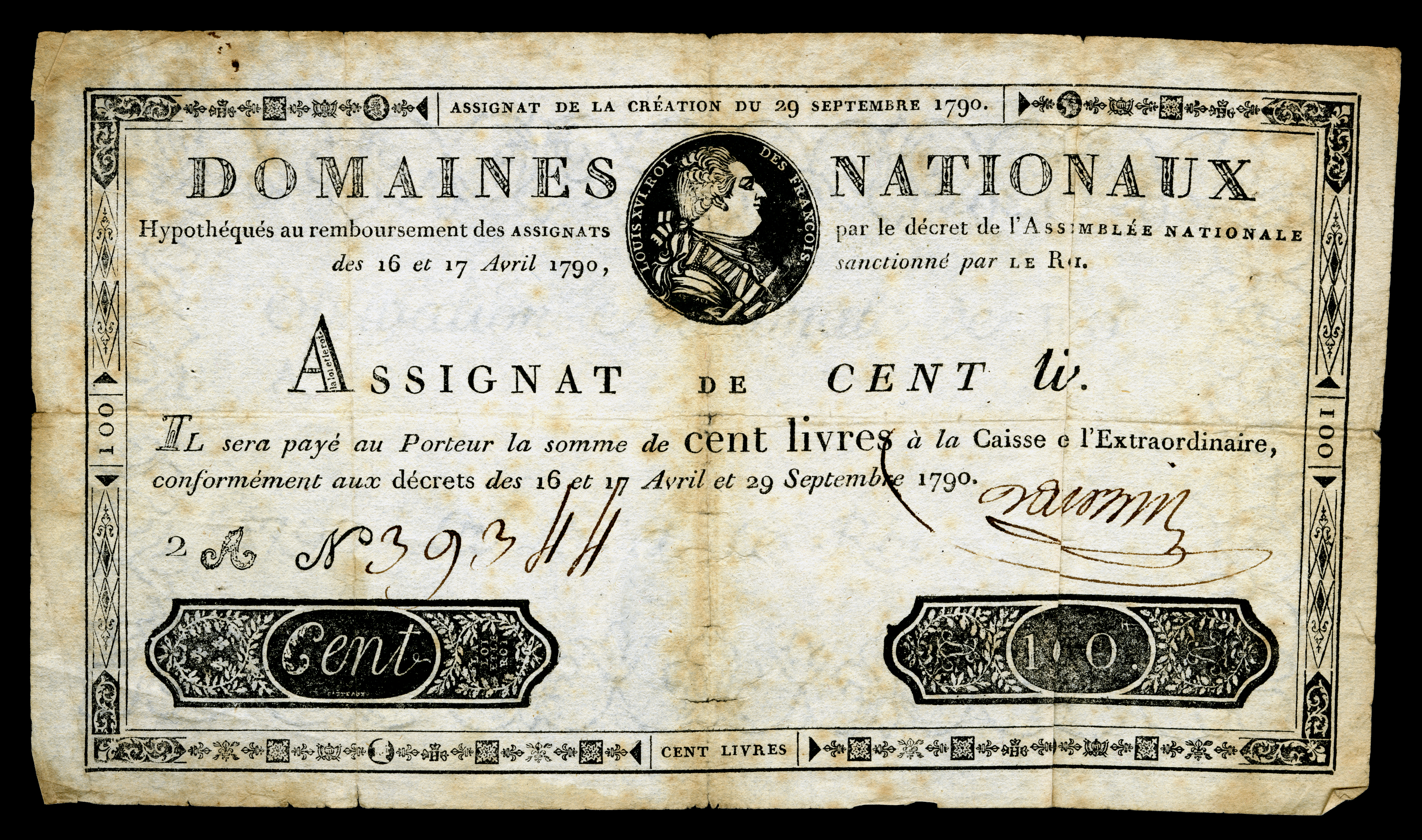
Assignat de 100 livres gagés sur les domaines nationaux. Musée national d'histoire américaine.

Le 12 avril, a lieu l'installation officielle de la nouvelle municipalité élue. Devant le peuple, assemblé place des Terreaux, le Consulat passe le pouvoir à Palerme de Savy et aux officiers qui prêtent serment. À la sortie de la messe à la cathédrale avec un Te deum, la foule crie « Vive la nation, vive le roi, vive le Maire ! » La garde nationale défile et prête serment à son tour. Les festivités s'accompagnent alors des cloches, d'un feu d'artifice et d'illumination dans toue la ville.
Le 13, un membre de la commune propose d'élever une statue à Louis XVI pour le remercier de porter les réformes. Une souscription est ouverte.
La nouvelle municipalité cherche à gérer l'énorme déficit de la commune. Elle crée des commissions qui publient des rapports détaillant la situation. Elle envoient un courrier à l'Assemblée constituante demandant à l'État de reconnaître les dettes de Lyon comme dette nationale. L'assemblée refuse, et les ressources manquant, la municipalité se reporte sur l'emprunt.
Le 17 avril, l'assignat reçoit cours de monnaie.
Des débats agitent la population lyonnaise concernant la possibilité de créer des tribunes ouvertes au peuple dans la salle de l'assemblée générale de la commune. Roland soutient cette ouverture tandis que les membres de la municipalité y sont opposés. Des pétitions et des contre-pétitions se succèdent.

### Mai 1790

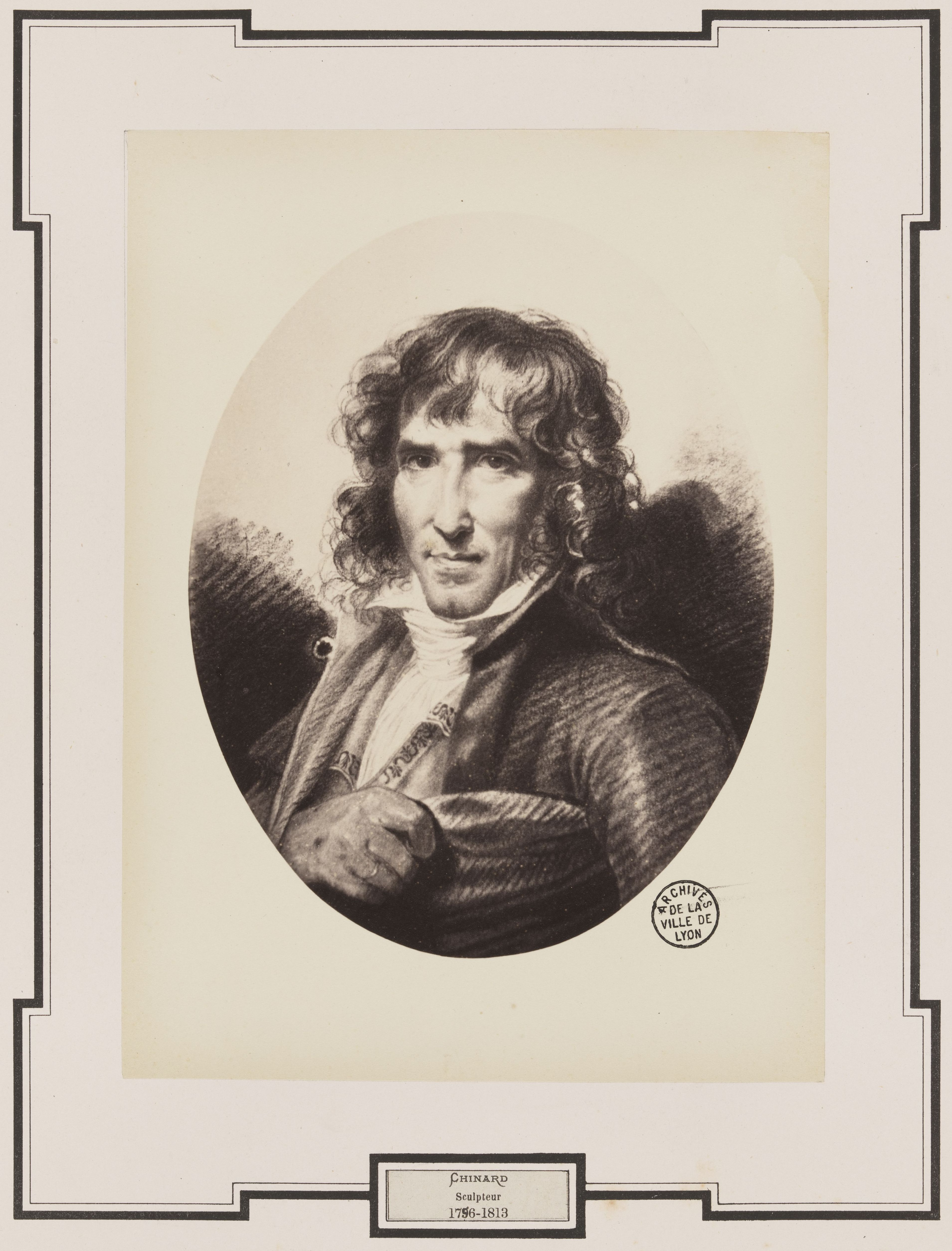
Portrait de Joseph Chinard, sculpteur lyonnais révolutionnaire. gravure de Jean-François Armbruster. Archives municipales de Lyon.

Au sein du district de Lyon, de nouvelles subdivisions administratives sont créées, les cantons. Au nombre de 30 le 10 mai, ils sont portés à 31 le 18 mai et représentent pour 28 aux quartiers de la ville et trois pour la Guillotière, Vaise et Cuire-la-Croix-Rousse.
La question religieuse s'invite dans les débats de la ville. À la suite du décret du 13 avril de l'Assemblée constituante refusant de reconnaître la religion catholique comme religion officielle de la nation, 306 députés ecclésiastiques rédigent une protestation. Parmi les quatre députés ecclésiastiques lyonnais, trois l'ont signé, mais pas Charrier de la Roche. Des notables de la ville rédigent un libelle s'élevant contre la protestation des députés ecclésiastiques. La municipalité à son tour s'indigne et déclare que ce libelle est illégal. Le clergé lyonnais n'apporte pas de soutien officiel à la protestation des 306.
Le 17 mai, la question de l'ouverture d'une tribune librement accessible dans la salle de l'assemblée générale est tranchée par le vote au sein des sections. Les électeurs se prononcent pour.
Le 20 mai, début des élections départementales. Les citoyens se réunissent au sein des cantons pour choisir un collège d'électeurs, dont le nombre est la proportion de 1 pour 100 citoyens actifs. Il y a donc 177 électeurs à choisir pour le district de Lyon. Le même jour, la municipalité décrète la liberté de construire des fours pour cuire du pain pour le peuple. elle anticipe ainsi la prochaine loi Le Chapelier.

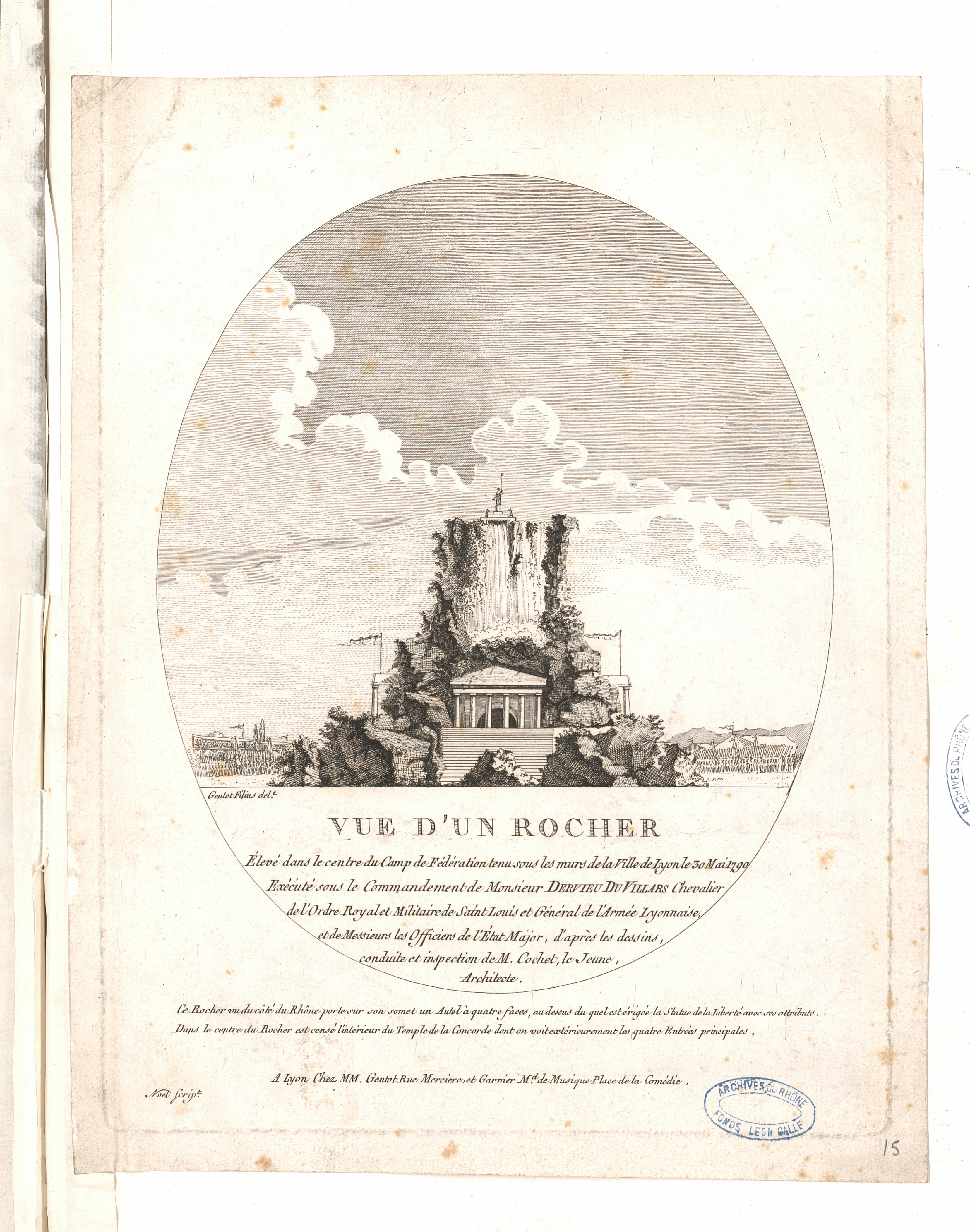
Gravure du rocher et construction élevé lors du camp fédératif du 30 mai 1790. ADRML.

Le 23 mai, des troubles ont lieu à la Guillotière, un grand nombre d'habitants refusant son rattachement à Lyon.
Le 30 mai, et les deux jours suivants, une grande fête de la fédération se tient au Grand-Camp de Villeurbanne. 50 000 fédérés de Lyon et de tout l'est de la France se rassemblent pour écouter des discours, tenir de banquets et prêter des serments de fidélité à la nation, au roi et à la loi. Une messe est prononcée devant une statue colossale de la liberté érigée par Joseph Chinard pour l'occasion.

### Juin 1790
Devant les difficultés d'approvisionnement et le risque aigu de manque de grain, la municipalité décrète les 6 et 8 juin le blocage de la livre circulation de grains, et l'obligation de fabriquer une seule qualité de pain à 3 sous la livre. Cela lèse des possédants qui font imprimer une adresse ironique contre les tenants de cette mesure.
Le 7 juin, le conseil général de la commune approuve le décret du 13 avril sur la religion catholique et déclare être attaché à tous les décrets de l'Assemblée constituante.
Tenue des élections départementales entre le 9 et le 15 juin. Le président est l'avocat de Villefranche M. Pezant, parmi les 35 membres de l'assemblée départementale, se trouvent de nombreux membres du conseil municipal, qui doivent donc être remplacés.
Entre le 22 et le 28 juin se tiennent les élections pour les conseils généraux de district. À nouveau, plusieurs membres de la municipalité sont élus et doivent être remplacés.
Malgré les mesures du début du mois, le problème des subsistances s'aggrave et la fin du mois connait des conflits entre les taxateurs et les tenants de la liberté du commerce, et donc des prix.

### Juillet 1790
La municipalité acte ses difficultés financières et demande à l'état un emprunt de 2 millions de livres. Le 3 juillet, l'assemblée nationale accepte mais impose un remboursement sur dix ans et surtout refuse de procéder à une avance. La municipalité acte alors l'impossibilité de procéder à un emprunt, personne n'acceptant de lui prêter et se tourne vers une souscription patriotique, qui n'a aucun succès.
Pour résoudre les problèmes frumentaires, des brochures de Rolland et Blot circulent depuis le printemps proposant de supprimer les octrois et d'asseoir le budget de la commune sur une taxe locative. Le 5 juillet, la section Porte-froc organise une pétition réclamant cette solution, elle est suivie de quelques autres sections.
Le 8 juillet, la municipalité organise l'inauguration de l'arbre de la liberté sur la place des Terreaux. Mais la manifestation, qui réunit un grand nombre d'habitants, est immédiatement l'occasion de porter la revendication de supprimer les octrois par une grande foule, dont de nombreuses femmes. La municipalité répond en expliquant qu'elle n'a pas la compétence pour supprimer les octrois, mais le ton monte. Au sein de nombreuses sections, de commissaire sont nommés pour porter plus officiellement cette revendication.
Le lendemain, les postes d'octrois sont envahis par la population et la garde nationale, qui fraternisent. Ils sont ouverts et les denrées entrent librement. La patache de l'octroi de Vaise sur la Saône est détachée. La municipalité envoie immédiatement un courrier à l'Assemblée nationale pour exposer la situation.
Les 9 et 12 juillet, l'assemblée du département constitue son directoire.
Le 10 juillet, l'ensemble des commissaires désignés par les sections viennent à l'hôtel de ville en réclamant la suppression immédiate des octrois, en invoquant la formule « Salus populi, suprema lex ». La foule s'empare de la place des Terreaux et menace la mairie. Le conseil municipal, sous la pression, accepte la suppression des octrois, décret immédiatement imprimé et affiché.
Le 12 juillet, vote de la Constitution civile du clergé.
Le 14 juillet, fête de la fédération à Paris. La fête de la prise de la Bastille se déroule à Lyon place Bellecour, qui prend alors le nom de place de la Fédération. « A cette occasion, Chalier qui avait ramené une pierre de l aBastille, la fait baiser comme une relique à tous ces partisans ».
Par deux fois entre le 15 et le 17 juillet, en raison des temps d'aller-retour des nouvelles entre Lyon et Paris, l'Assemblée nationale fait savoir que les octrois doivent être perçus et que les décisions de la municipalité lyonnaise sont nulles. Les sections manifestent et rédigent une adresse à l'Assemblée pour défendre leurs revendications. Le 20, la décision de l'Assemblée d'imposer à ceux qui ont fait entrer des marchandises sans payer l'octroi de se déclarer et de payer est placardée en ville.
Le 19 juillet, une bagarre entraine la mort d'un soldat suisse du régiment de Sonnemberg dans des conditions abominables. La garde nationale n'intervient que quand tout est fini.
Le 24 juillet, démission du capitaine de la garde M. Dervieu du Villars, à la suite de son rappel à ses obligations par la municipalité.
Le 26 juillet, une émeute réclame à nouveau l'abolition des octrois, et le rétablissement de Dervieu de Villars. La foule tente d'envahir l'arsenal, mais la garde nationale réagit, commandée par le général Foissac. Les suisses appelés en renfort subissent un fusillade et répliquent.
Le 27 juillet, la loi martiale est proclamée. Le 28, un comité militaire composé de membres de la garde nationale, de la maréchaussée et des régiments procèdent à des visites domiciliaires pour désarmer le quartier de Pierre-Scize.

Rapport du maire de Lyon sur les émeutes contre l'octroi, 27 juillet 1790. ADRML 2L90
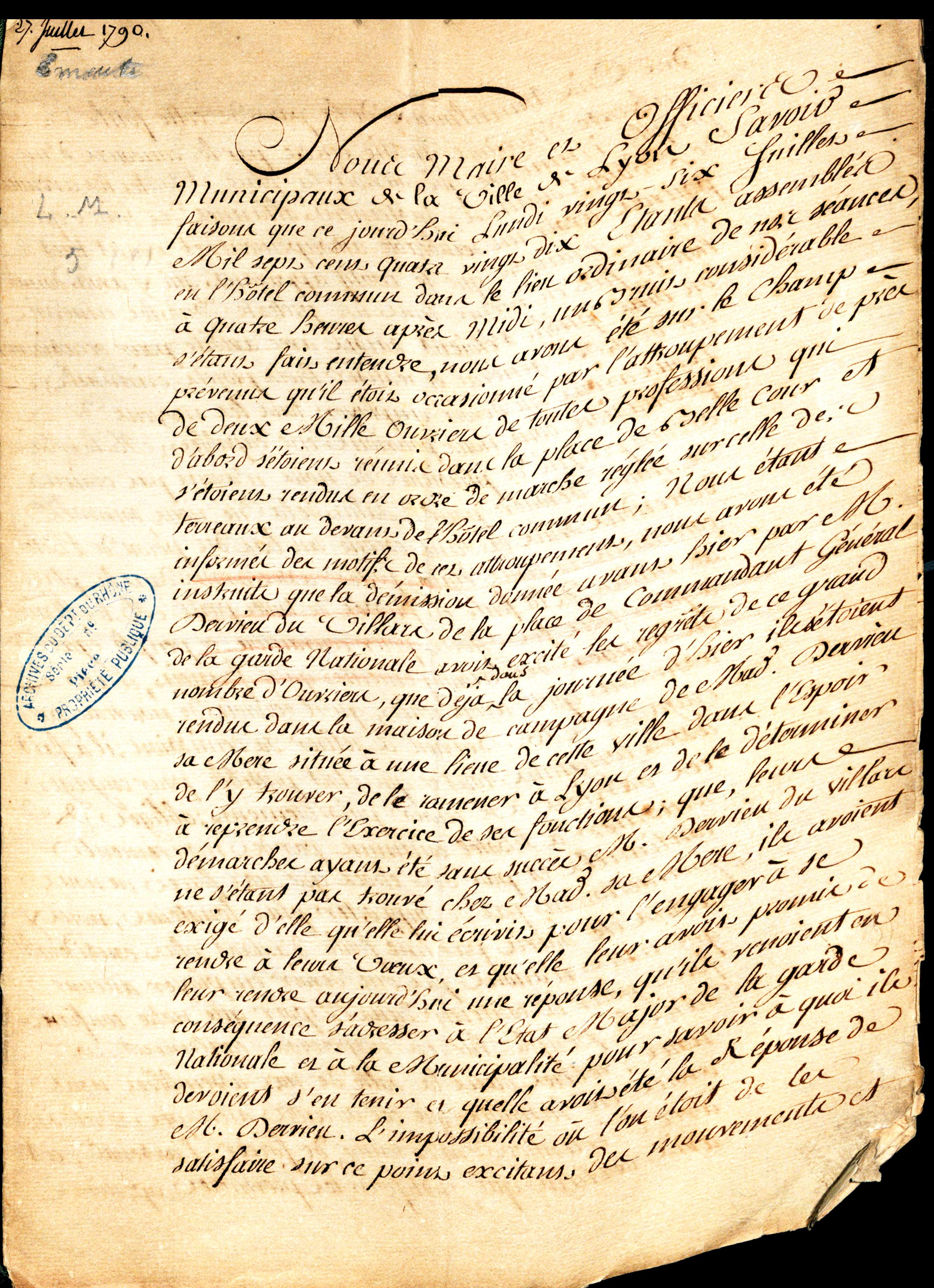
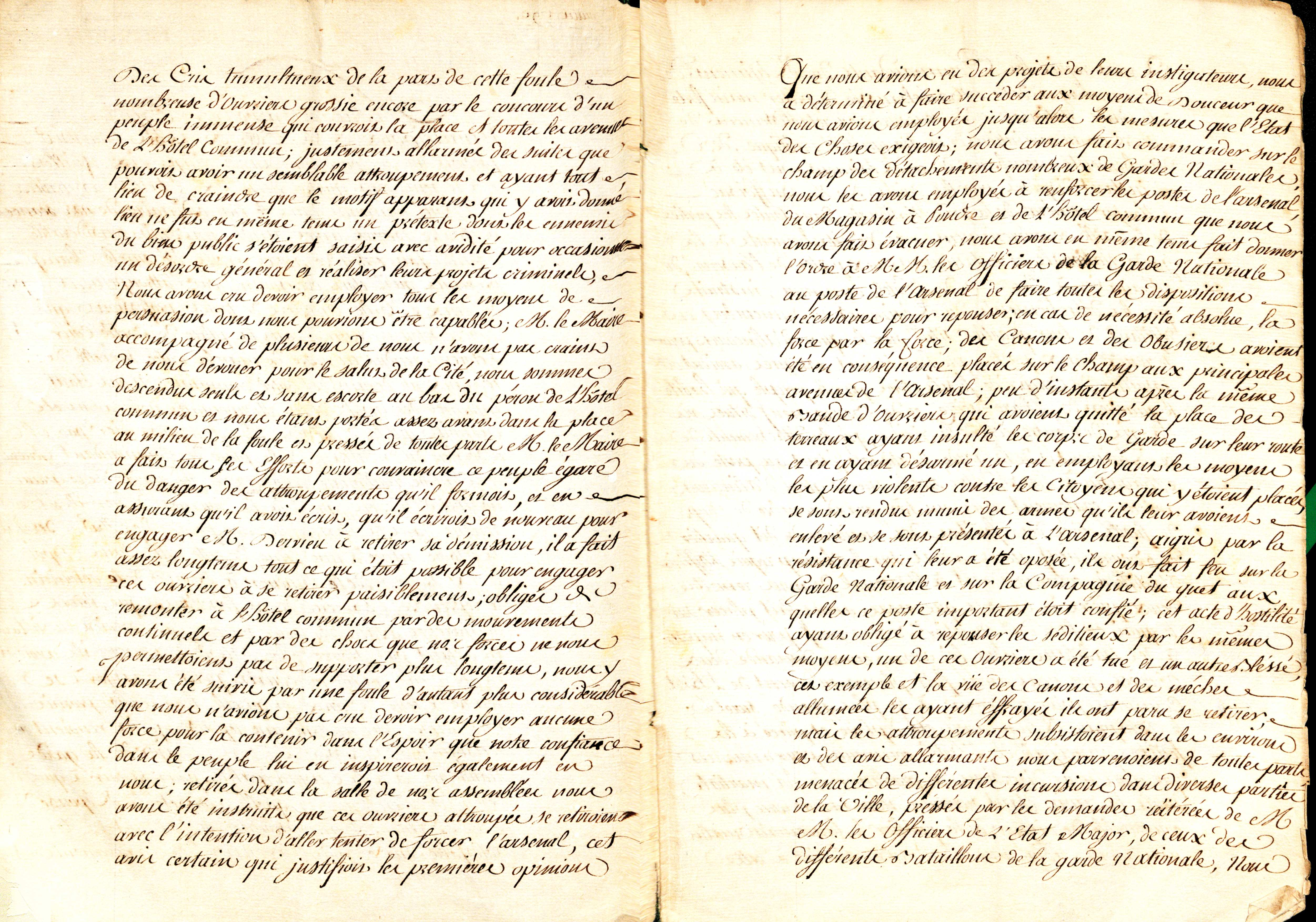
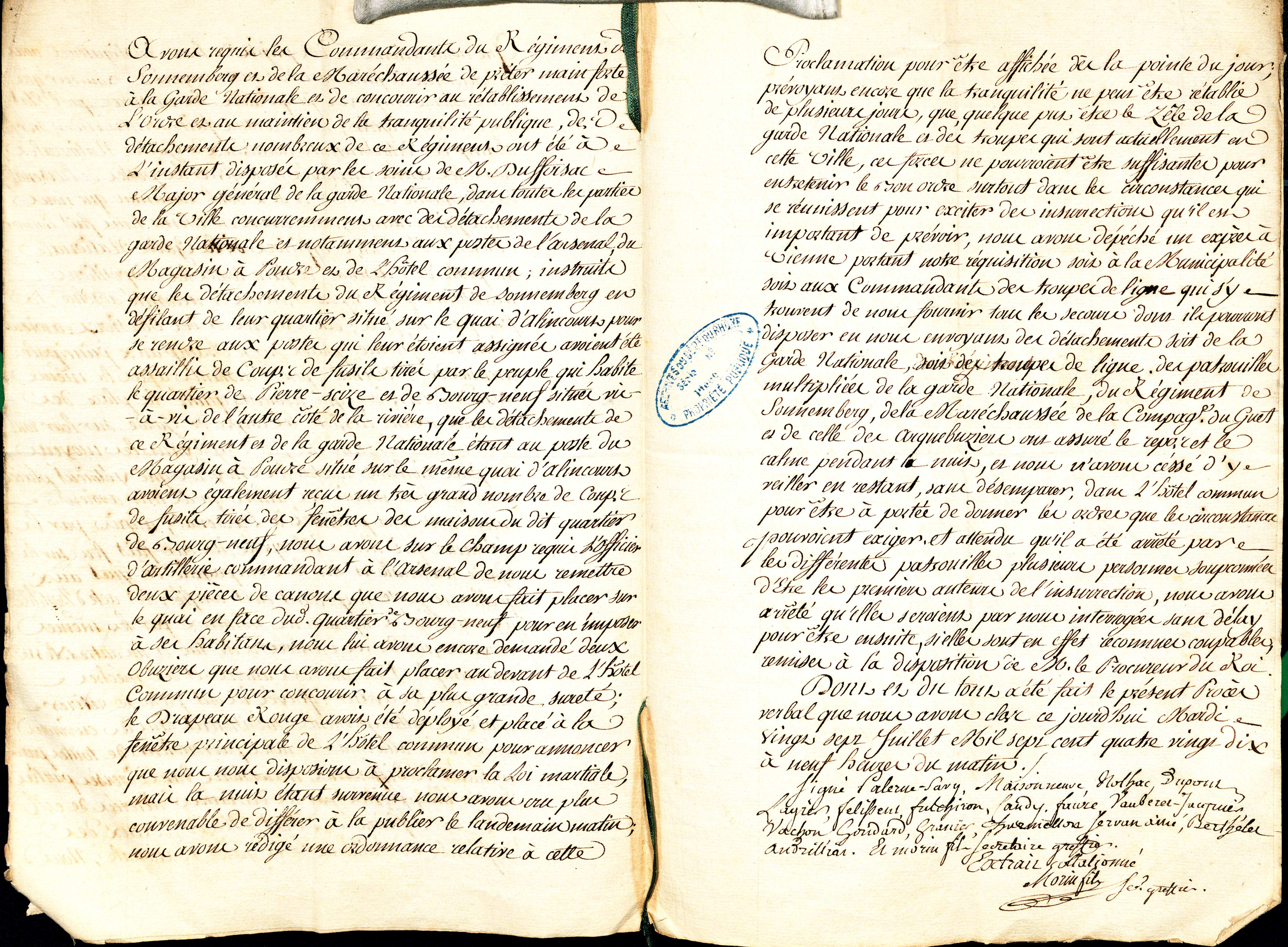

### Août 1790
Le 1er août, le député de Lyon Jean-André Périsse-Duluc annonce à l'Assemblée constituante que le calme est revenu à Lyon.
Les publications satiriques et calomnieuses contre la municipalité se multipliant, cette dernière interdit le 6 août la diffusion de textes non autorisés.
Le 9 août, la municipalité est avertie de l'envoi par l'Assemblée de troupes décidé par le ministre de la guerre. Elles sont commandées par M. de la Chapelle et comptent deux escadrons de chasseurs d'Alsace et de Bretagne, les bataillons de La Marck, de Monsieur et de la marine.
Traduits en justice, les citoyens Chabrand et Riton sont reconnus coupables de l'insurrection du 26 juillet et condamnés à la pendaison le 17 août. Le même jour, les premiers régiments envoyés par l'Assemblée arrivent et la loi martiale est levée.
Le 18 août, M. de la Chapelle est reçu par la municipalité.
Le 18 août, rassemblement contre-révolutionnaire au camps de Jalès.
Le 20 août, la municipalité affiche enfin les décrets de l'Assemblée concernant les octrois, les barrières sont rétablies le lendemain. La recherche des fraudeurs, qui doivent s'acquitter de ce qu'ils ont soustrait est rude, les finances de la municipalité étant au plus bas.
Le prix du pain est encore abaissé à 2 sous 6 deniers la livre le 23 août. Mais la fabrication des pains de luxe est à nouveau autorisée.

### Septembre 1790
Le 9 septembre, la chambre de commerce de Lyon envoie une adresse à l'Assemblée où elle exprime son opposition à l'assignat.
Le 10 septembre a lieu la première réunion de la Société populaire des amis de la Constitution. Construite en s'appuyant sur les 31 sections de la ville, elle organise ses actions via un club central et sa contribution étant modeste, elle a vite un grand nombre d'adhérents, allant jusqu'à 3000.
Le 17, Rolland revient à Lyon pour siéger au conseil général de Lyon. Il proteste contre la présence de troupes dans l'hôtel de ville et l'interdiction de la présence du peuple aux tribunes.
Durant la seconde partie du mois, le conseil général du district tient sa session annuelle. Il la passe à travailler sur le montant des impositions, l'inventaire des biens nationaux et un projet d'organisation scolaire.

### Octobre 1790
Le 2 octobre, les assassins du soldat suisses du 19 juillet sont l'un pendu et l'autre roué et exposé sur sa roue. Le même jour, le décret sur la Constitution civile du clergé est publiée et affichée.
Le 7 octobre, le curé de Saint-Just est le premier a prêter serment.
Le 10, lors d'une réunion interne, une partie du chapitre de Saint-Jean refuse tout à la fois la constitution civile du clergé et l'aliénation de leurs biens. Le compte-rendu de cette opposition n'est rendu public que plus tard.
Le 18 octobre, une caisse patriotique est ouverte pour organiser la division des assignats en mandats de faible valeur utilisables pour payer de la main-d'œuvre et des combustibles.
Le 20 octobre, le roi Louis XVI annonce sa décision de ne pas fuir Paris pour Lyon, préférant un départ vers l'est. Il souhaite éviter de tomber sous l'influence du comte d'Artois et des princes qui l'entourent. Ce projet était organisé par le Salon français, Imber-Colomès et les royalistes lyonnais. Les milieux royalistes lyonnais apprennent la nouvelle déut novembre.
Le 22 octobre, la municipalité interdit de porter une autre cocarde que celle du roi, la bleu - blanc - rouge.
Le 25 octobre, la municipalité produit un nouveau rapport sur les finances catastrophiques de la ville, sur ses dettes et demande à nouveau une prise en charge par la Nation.

### Novembre 1790
Au début du mois, deux affaires contre-révolutionnaires éclatent dans la région. On découvre que M. de Bussy fait confectionner dans le Beaujolais des uniformes aux couleurs du comte d'Artois. À la même période, un convoi d'armes remontant la Saône et à la destination floue est arrêtée et immédiatement suspectée de devoir fournir de troupes contre-révolutionnaires.
Des tensions entre membres de la municipalité éclatent, certains accusant M. de la Chapelle de vouloir « organiser la Saint-Barthélémy des patriotes ». Il est officiellement défendu par la majorité.
Le 3 novembre s'ouvre la session ordinaire du conseil général du département.
Le 5 novembre, il est procédé au tirage au sort de la série montante de la moitié des officiers et des notables du conseil municipal.
Le 8 novembre, le directoire du département dénonce le fait qu'aucun article de la constitution civile du clergé n'est encore appliqué à Lyon, dont la présence de l'évêque, la suppression des titres et offices non autorisés ou la vente des biens nationaux. Trois jours plus tard, l'opposition de certains chanoines-contes à la constitution civile est rendue publique, et immédiatement dénoncée et raillée par des libelles patriotes.
Le 13 novembre circulent les premiers éléments d'un complot organisé par les émigrés de Turin devant avoir lieu à Lyon. Le 14 novembre, cinq officiers municipaux tirés au sort et impliqués dans le complot démissionnent, dont Nolhac ou Fulchiron. Ils affirment ne pas vouloir participer à la contre-révolution. Les cinq sont remplacés par des révolutionnaires affirmés, dont Pressavin, Carret ou Roland.
Le 15, le conseil du département proclame et affiche l'exécution de la constitution civile du clergé. Le directoire du district appuie la décision est demandant à l'évêque de venir dans son diocèse comme prévu par la loi.
Le 18 novembre, la caisse patriotique, grâce à la contribution de 300 négociants, est en mesure de fournir des mandats de 6 livres.
Le comité des biens nationaux du département publie un rapport le 20 dénonçant l'état dressé des biens par les différentes municipalités, qui n'a pas été fait correctement. Le même jour, une perquisition a lieu chez Terrasse de Tessonnet, où l'on ne trouve pas d'armes mais des brochures royalistes. Il est laissé en liberté. Il s'avère qu'il fait partie du complot de Turin.
L'Assemblée nationale décrète l'établissement de 12 juges de paix pour rendre la justice sur Lyon et ses faubourgs.
Le 27 novembre ont lieu les premières ventes de biens nationaux. Le même jour, une exposition montrant un modèle de la Bastille gravé dans une pierre de la forteresse, envoyée par le patriote Palloy, est ouverte à Lyon.

### Décembre 1790
Le 4 décembre, Palerme de Savy, élu au tribunal de district démissionne de son mandat de maire, de même que le procureur.
Le 5 décembre 1790, l'archevêque Marbeuf fait un discours solennel rappelant fermement que l'autorité sur le clergé ne vient que de lui et du Saint-Siège. Il refuse à nouveau tout serment.
Le 8 décembre, le capitaine du canton du Gourguillon, François Privat, est informé par Denis Monnet d'un complot royaliste dans lequel ce dernier à feint d'entrer. Il avait été recruté pour rallier des ouvriers au complot. Privat avertit alors des officiers municipaux du complot.
Le 10 décembre, la garde nationale procède tôt le matin à l'arrestation de Terrasse de Tessonnet, de Guillin de Pougelon et du marquis d'Escars. Ils sont amenés à la prison de Pierre-Scize sous les huées de la foule qui chante le « Ah ! ça ira ».
Le 13 décembre, le conseil général du département reçoit un courrier officiel de Marbeuf refusant de venir à Lyon et le prêter serment. Le département ne rend pas la lettre publique mais supprime le traitement de l’ecclésiastique. Les contrôles visant les contre-révolutionaires sont renforcés par la proclamation concernant la sureté et la tranquillité publique du 15 décembre.

Proclamation de l'assemblée de Rhône-et-Loire sur la tranquillité publique, 15 décembre 1790. ADRML 1L385
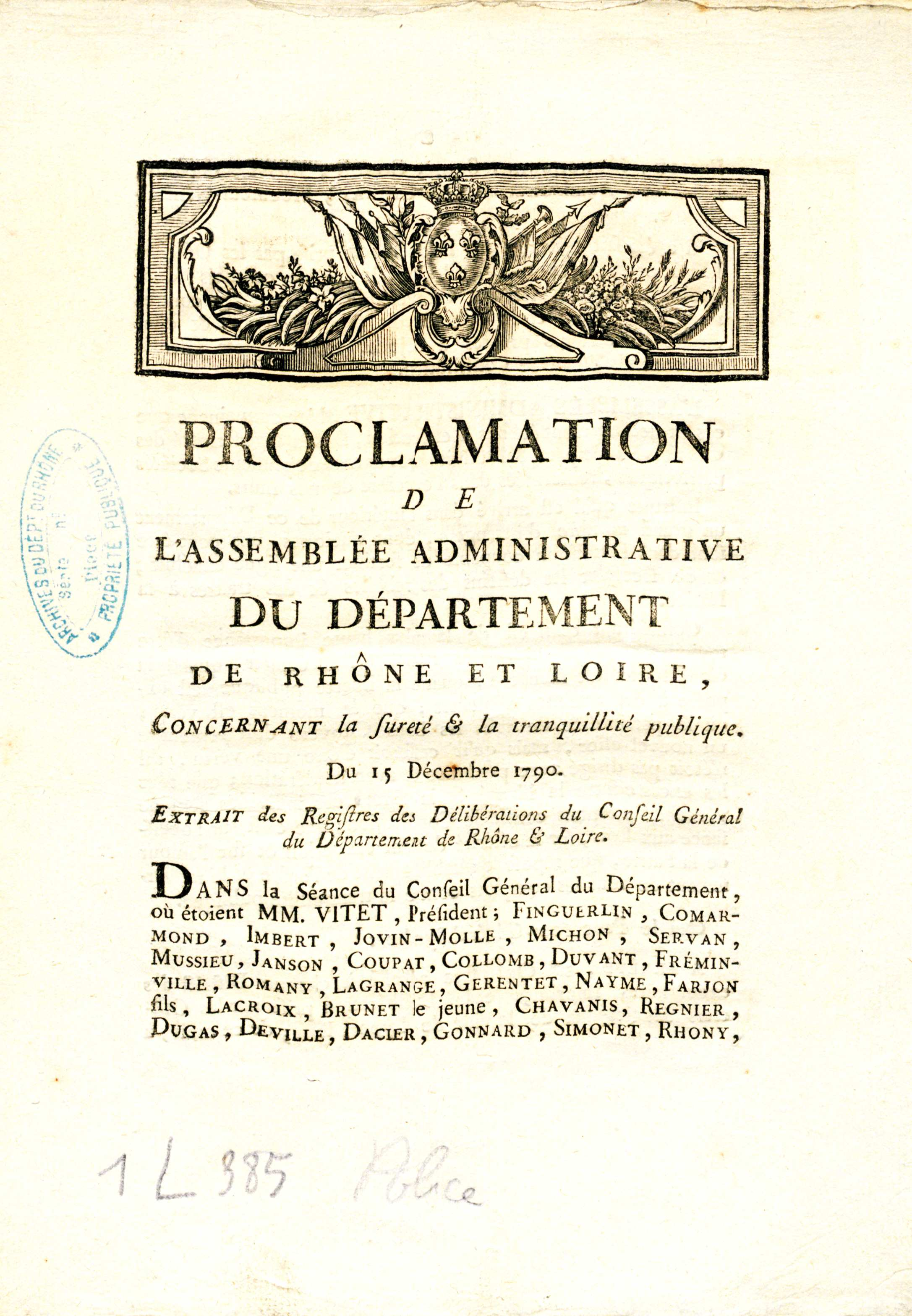
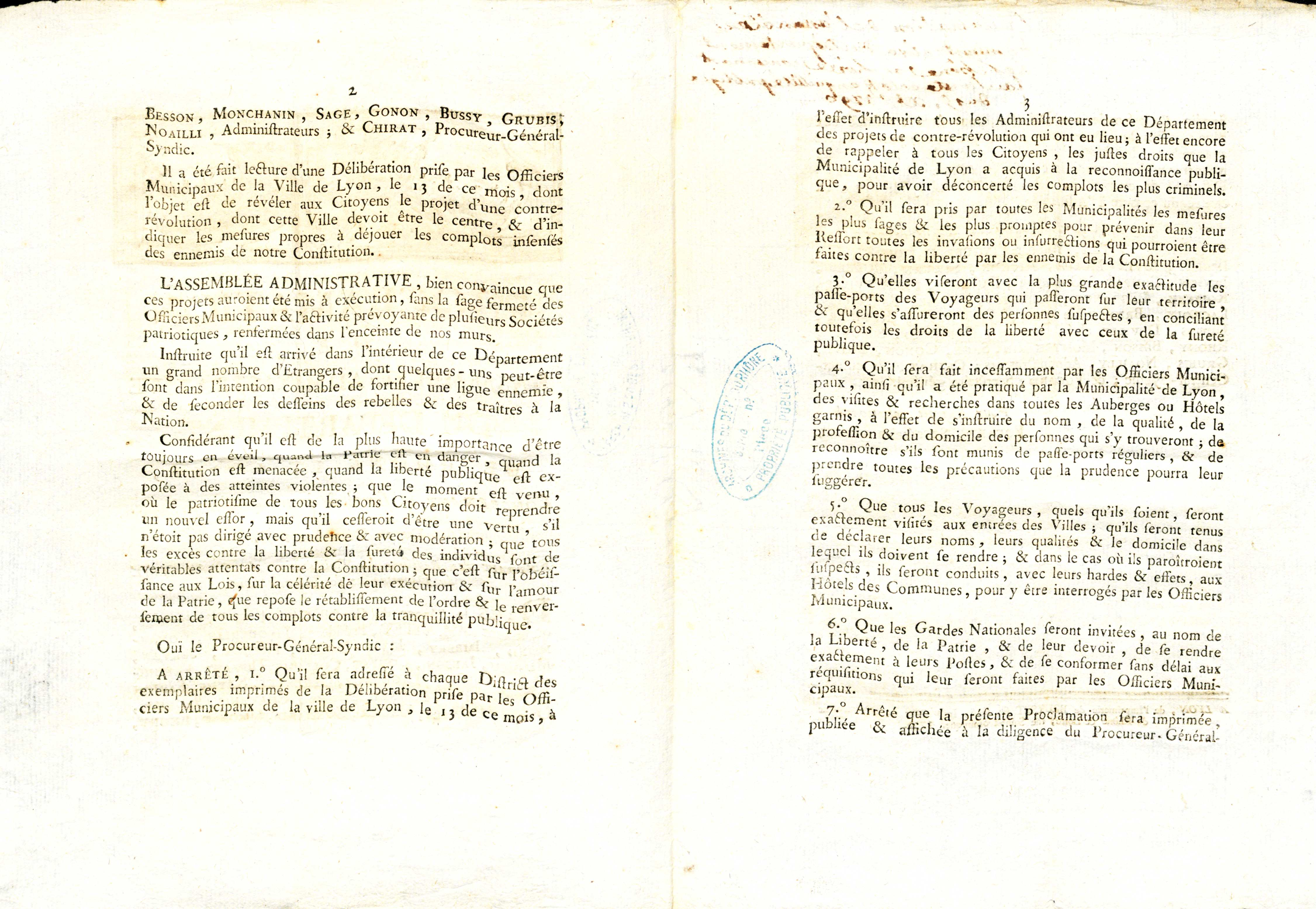
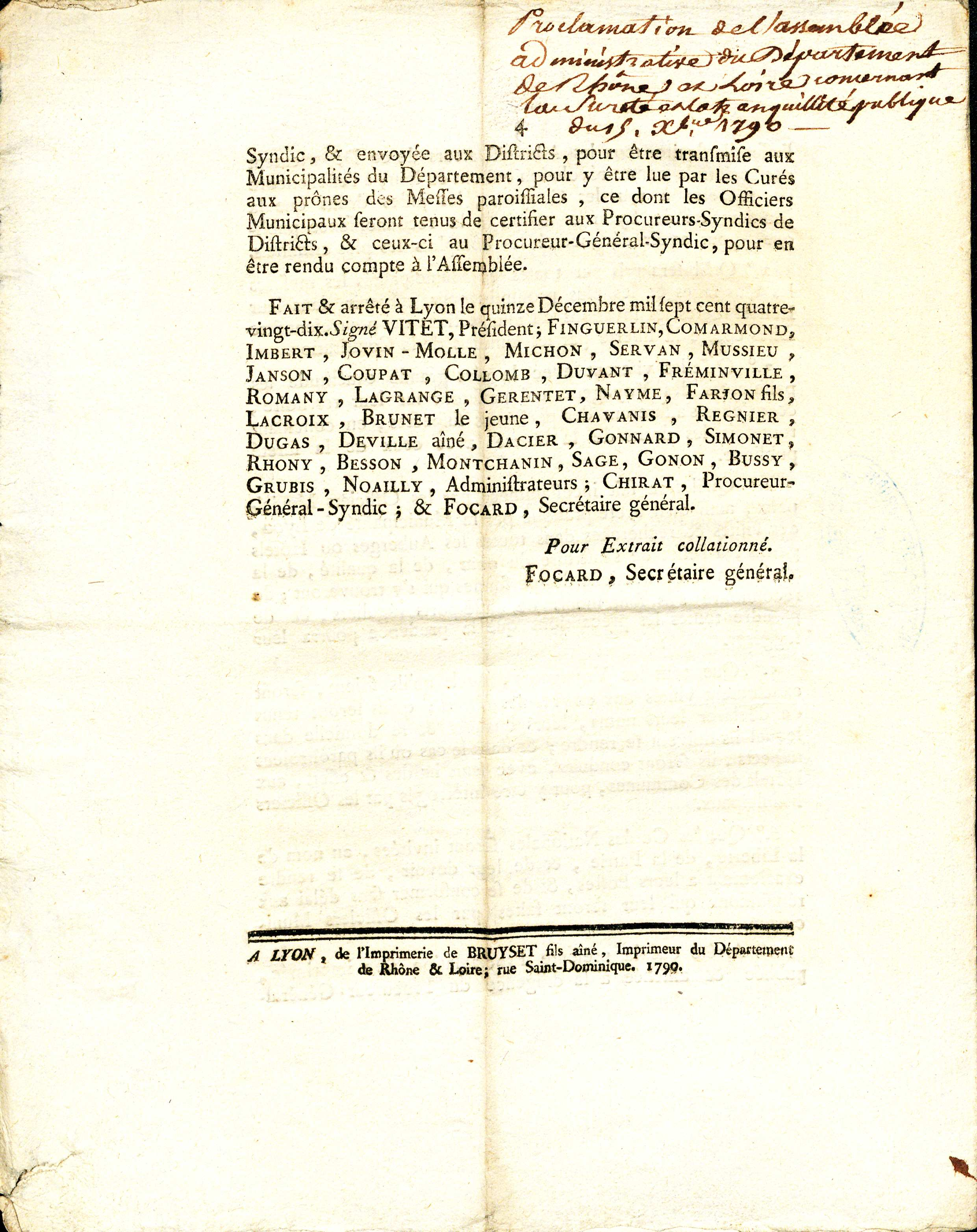

En remplacement de Palerme de Savy, Louis Vitet est élu maire de Lyon le 16 décembre.
L'assemblée nationale décrète que les conspirateurs de Lyon doivent être transférés pour jugement à Paris par la Haute cour.
Deux chanoines-comtes impliqués dans la conspiration royaliste, M. de Pingon et de Rully sont arrêtés le 22 décembre. Ils se faisaient passer pour des marchands drapiers et tentaient d'organiser leur voyage en Savoie.
Le 23 décembre, la nouvelle municipalité est installée. Elle comprend Pressavin, Berthelet, Roland, Nivière-Chol entre autres. Chalier est membre de la commission du commerce, et Champagneux de celle de la police.
À la fin du mois, la société philanthropique et de bienfaisance chrétienne recense 23000 indigents à Lyon pour une population d'environ 150000 habitants.
Tous les curés ont prêté le serment constitutionnel.
Les patriotes obtiennent le départ du régiment de La Marck et M. de la Chapelle est congédié.

## 1791

### Janvier 1791
Naissance du journal de la Société populaire des amis de la Constitution avec la parution le 16 janvier du premier numéro, centrés sur la dénonciation de la propagande anti-constitutionnelle.

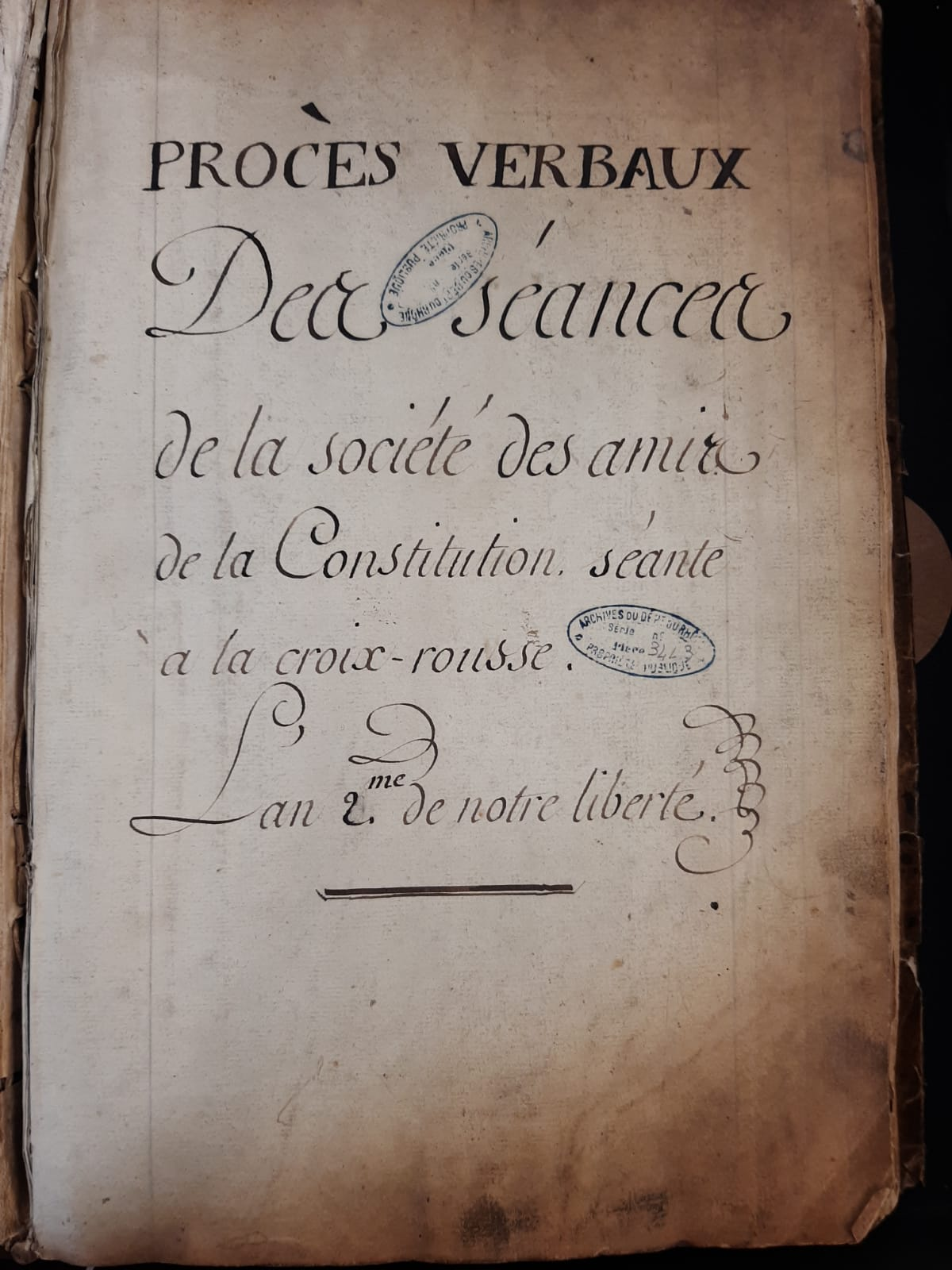
Page de garde des Procès verbaux de la société des amis de la constitution de la Croix-Rousse
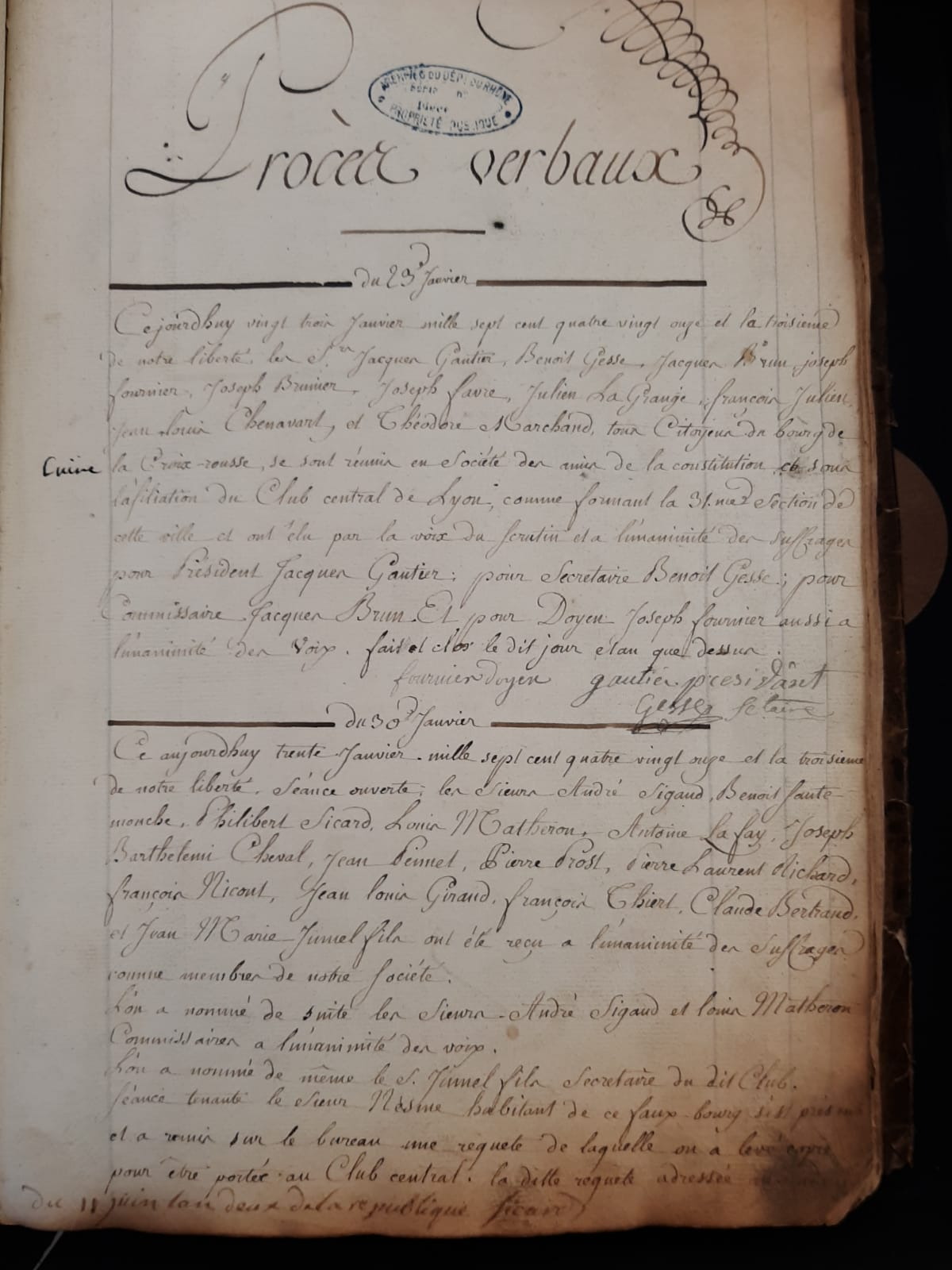
PV des 29 et 30 janvier.
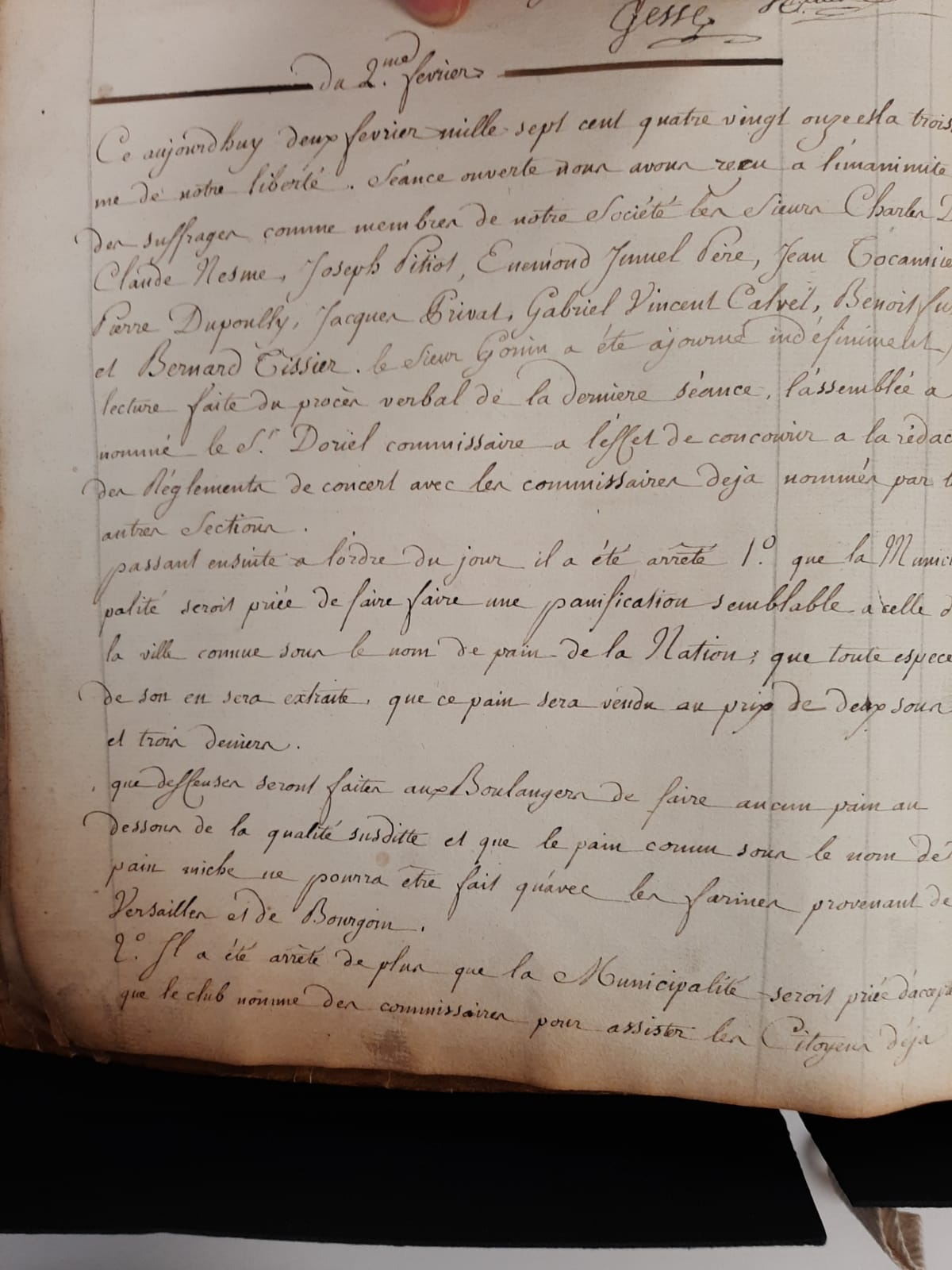
Demande de la section de la Croix rousse du 2 février à la municipalité de réguler la qualité et le prix du pain, ainsi que de confier le contrôle des boulangers aux sections populaires.
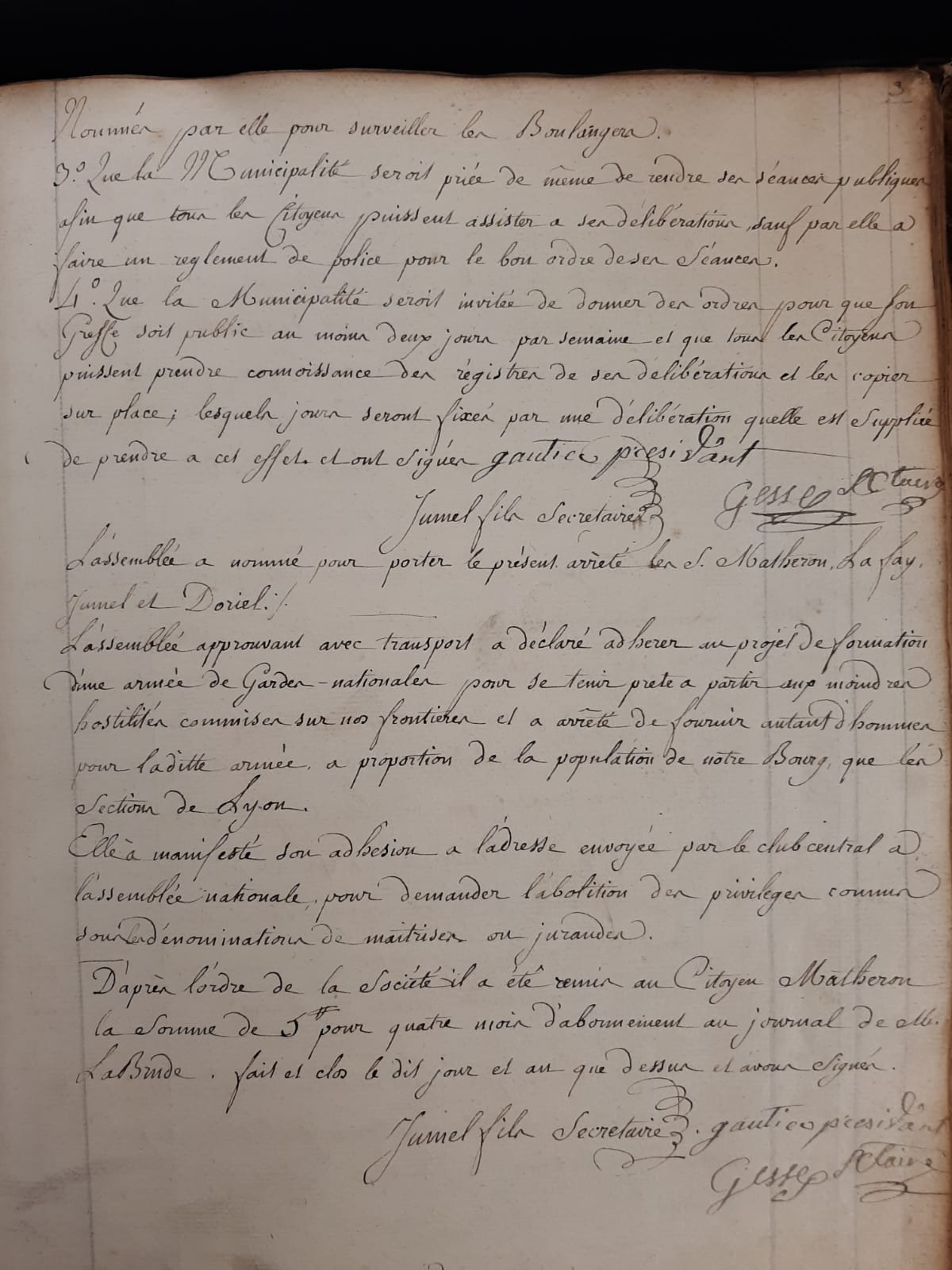

Le 17 janvier, un nouvel élément de la réorganisation du pays s'établit avec l'élection des juges de paix dans les douze cantons de Lyon et des alentours.
Le 27 janvier, le conseil municipal tente de réduire les dépenses pour équilibrer son budget, il décide d'une mesure d'économie de 200000 livres.

### Février 1791
La municipalité tente de réguler la fabrication du pain pour répondre aux difficultés la population. Un comité de panification est désigné par les 32 assemblées primaires le 6 février.
Le 17 février, constatant que Yves Alexandre de Marbeuf refuse de prêter serment sur la constitution, le directoire du département décide de convoquer les électeurs pour désigner un nouvel évêque. Immédiatement, une bataille de libelles s'engage entre les deux camps catholiques.
Le 24 février, le club central de la Société populaire des amis de la Constitution obtient des pères de l'Oratoire la possibilité de tenir ses réunions dans la salle des jeux du Grand collège. Le 4 mars, cette société arrête son règlement et établit la liste des 31 clubs qui, dans chaque section, veillent à l'exécution des lois et au maintien de la Constitution. À cette époque, même ce club avancé n'est pas encore républicain et il s'associe le 25 mars à un Te Deum pour le rétablissement de la santé du roi malade.

### Mars 1791
L'élection le 1er mars de l'évêque constitutionnel Adrien Lamourette est immédiatement rejeté par les éléments fidèles à Yves Alexandre de Marbeuf, dont Jacques Linsolas, qui organise immédiatement un clergé parallèle. Le 1er mars 1791, les électeurs du département se réunissent dans la cathédrale Saint-Jean et élisent au titre d'évêque - le titre d'archevêque a été supprimé - Adrien Lamourette, premier évêque constitutionnel de France, issu de la congrégation des Lazaristes. Cette élection a lieu alors que bon nombre de prêtres ont acceptés de prêter serment à la Constitution, et les autorités estiment que l'église se réorganise convenablement.
Un premier conflit a lieu le 16 mars 1791, dans l'église Saint-Nizier. Un prêtre, Jacques Linsolas prononce un prêche et appelle les fidèles à prier pour « l'archevêque légitime » et non Lamourette. Des militants de la société populaire des amis de la Constitution protestent et en viennent aux mains avec des fidèles d'Yves Alexandre de Marbeuf ; Linsolas est arrêté et relâché quelques semaines plus tard.
Louis Vitet expulse des nobles suspects dont Tonduti de la Balmondière.

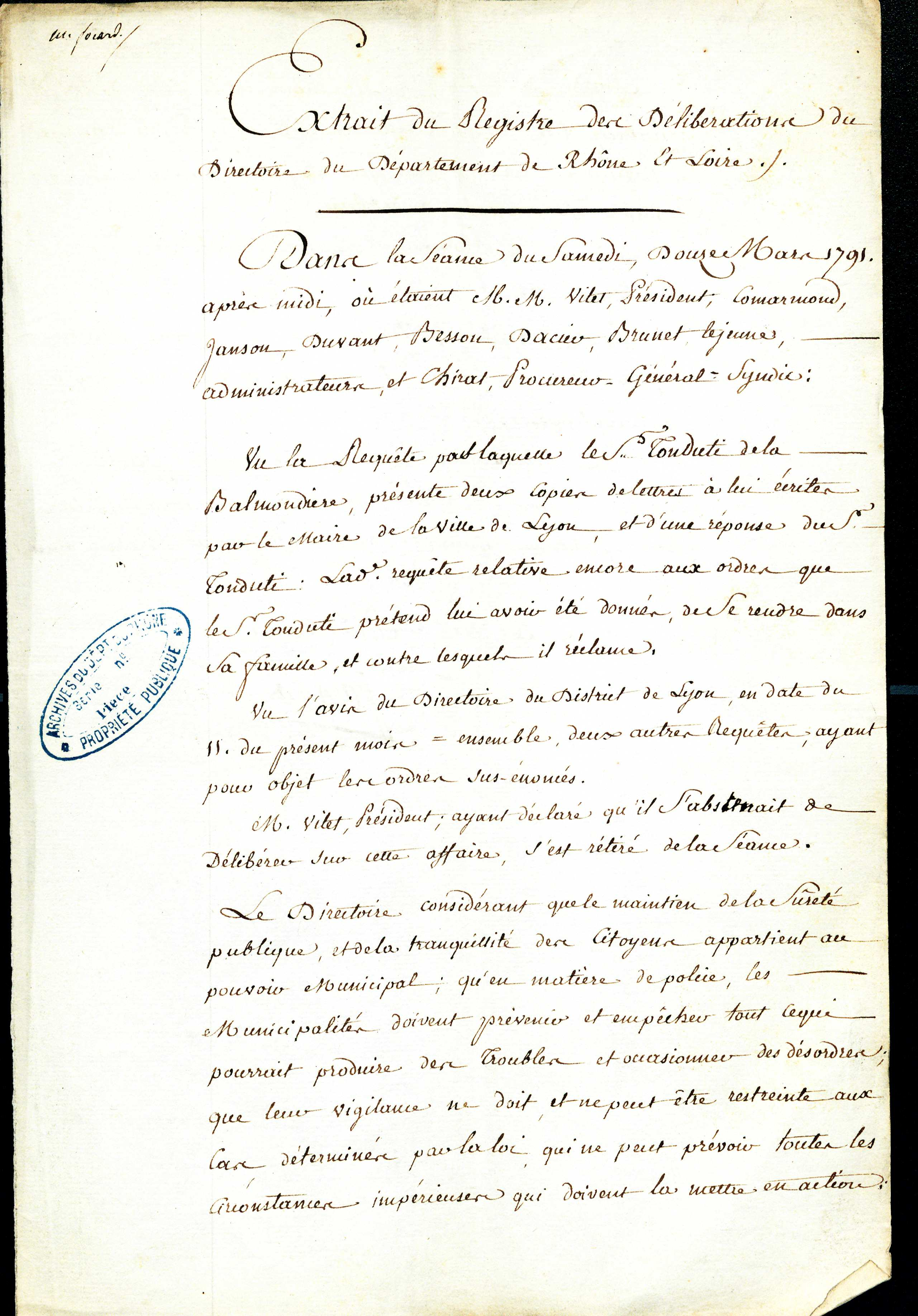
Refus du département de suspendre l'ordre d'expulsion du maire Vitet à l'encontre de Tonduti de la Balmondière. ADRML.
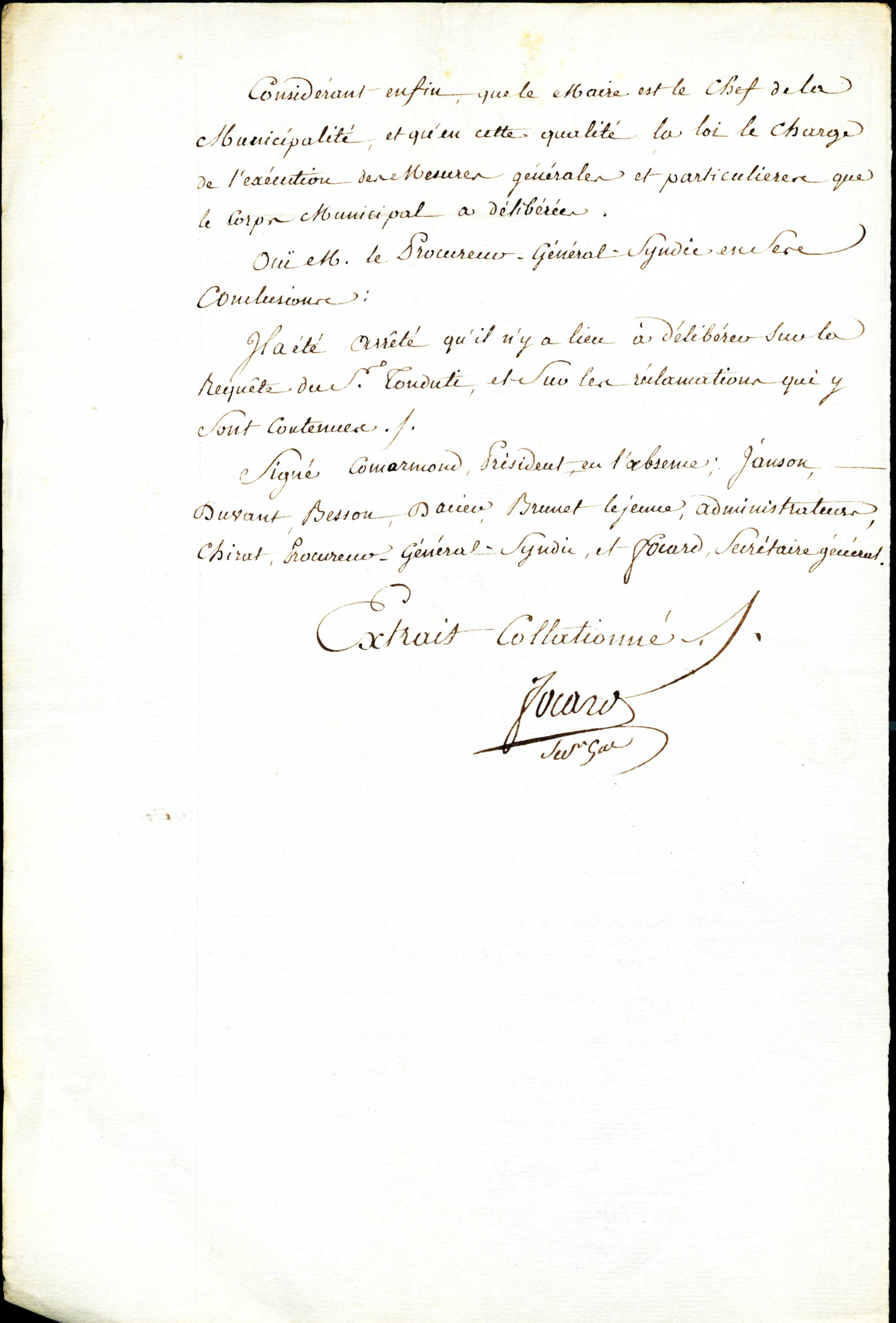
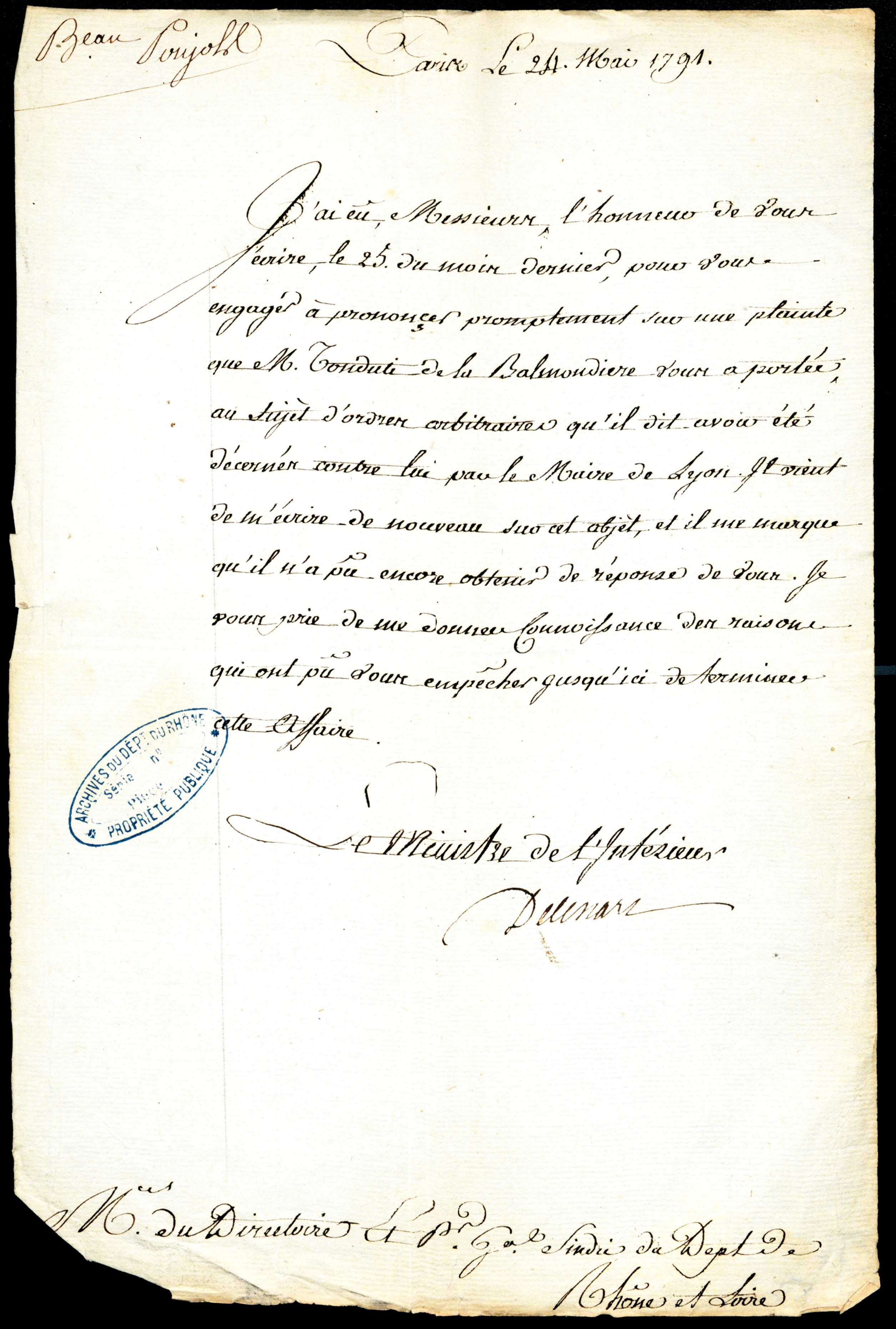
Refus du ministère de l'intérieur d'intercéder contre l'ordre de Vitet.

### Avril 1791
Le 2 avril, lancement du troisième grand journal d'opinion lyonnais : le « Journal de Lyon », ou « Moniteur du département de Rhône-et-Loire ». Il est publié par Prudhomme, frère de Louis-Marie Prudhomme, et est animé par Carrier et l'abbé Laussel. Il s'impose rapidement comme journal des patriotes face à celui de Mathon de la Cour, « Journal de Lyon et du département de Rhône-et-Loire », monarchiste.
Le 5 avril, la nouvelle de la mort de Mirabeau arrive à Lyon, la mairie décrète immédiatement un deuil de la ville de huit jours. Le 8, la Société du Concert fait célébrer une messe à l'église de Cordeliers, Nicolas Jolyclerc prononce l'oraison funèbre. Une séance publique est organisée dans l'église le soir et plus de 6000 personnes y assistent.
En avril, une polémique a lieu autour du journal de Lyon. À la suite d'un article où deux notables sont accusés de spéculer sur les grains, le tribunal de district condamne le journal. Le 26 avril, la Société populaire de la section de Saint-Nizier proteste contre cette condamnation.

### Mai 1791
Le 1er mai, les octrois sont officiellement abrogés par l'Assemblée nationale.

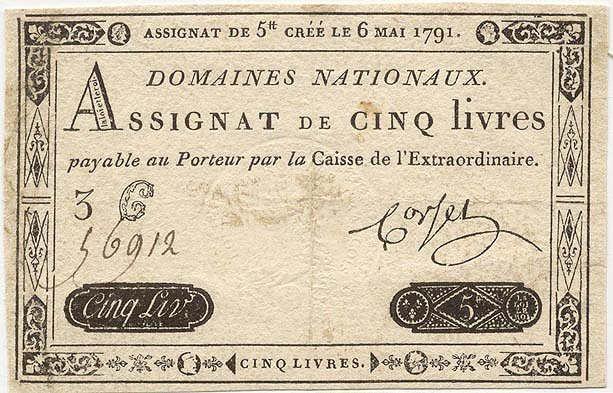
Assignat de 5 livres.

Une caisse patriotique est fondée le 2 mai, la caisse de la chapellerie, destinée à changer les assignats de forts montants en assignats de faible montant. Ce symbole de la crise monétaire qui sévit est aggravé par le fait que cette même caisse se permet de remettre en circulation les assignats reçus en dépôt.
Le 4 mai, la Guillotière est réuni à la ville de Lyon dans le cadre de la création du département de Rhône-et-Loire.
Le 21 mai, un tribunal de commerce est établi à Lyon par décret à la suite de la loi des 16 et 24 août 1790.
En mai, la Société des amis de la Constitution reçoit l'évêque Lamourette qui y prononce un discours patriotique.
Devant la quantité d'affiches ou de lettres traitant du conflit religieux et venant de Marbeuf ou des éléments réfractaires de l'Église, La municipalité décide pour le respect du repos public de réutiliser un règlement de 1731 imposant une autorisation des autorités municipales pour la publication de toute déclaration officielle venant de Rome ou d'une personne prétendant mandatée par elle. Marbeuf et ses soutiens sont évidemment les premiers visés.
Le 31 mai, le conseil municipal publie les délibérations de ses revenus et de ses charges, dressées par M. Champagneux. Il établit que les revenus de la ville s'élèvent à 136000 livres, que ces charges s'élèvent à 700000 livres et que sa dette est de 39 millions de livres. Pour faire face aux dépenses, la ville décide d'augmenter ses recettes en prélevant des centimes additionnels sur les nouvelles impositions.

### Juin 1791
Un conflit se dénoue le 9 juin entre le major général de la garde nationale Frachon et la Municipalité. Il lui est reproché de vouloir organiser une unité d'élite séparée du reste de la garde, et la mairie rappelle le principe de l'égalité entre tous les citoyens et qu'aucune unité d'élite ne peut être constituée.
Le 10 juin, un premier conflit direct a lieu entre la municipalité et l'assemblée du département. Trois membres de la municipalité saisissent le manuscrit d'un discours contre la Constituante que M. Imbert de Montbrison avait prononcé en décembre 1790 ; ce discours impliquant d'autres membres de l'assemblée départementale. Ce manuscrit est publié, Imbert est emprisonné et les notables du départements sont obligés de se rétracter. Le tribunal de district se déclarant incompétent, il est relâché.
La nouvelle de la fuite du roi les 20 et 21 juin déclenche de nombreux troubles, essentiellement ruraux,.

### Juillet 1791
Les administrateurs de l'Hôtel-Dieu tentent de vendre des terrains situés aux Brotteaux. Les élus du district de Lyon s'y opposent car ces ventes, qui doivent intervenir dans le cadre de la vente des biens nationaux, n'ont pas encore été avalisées par l'assemblée nationale.

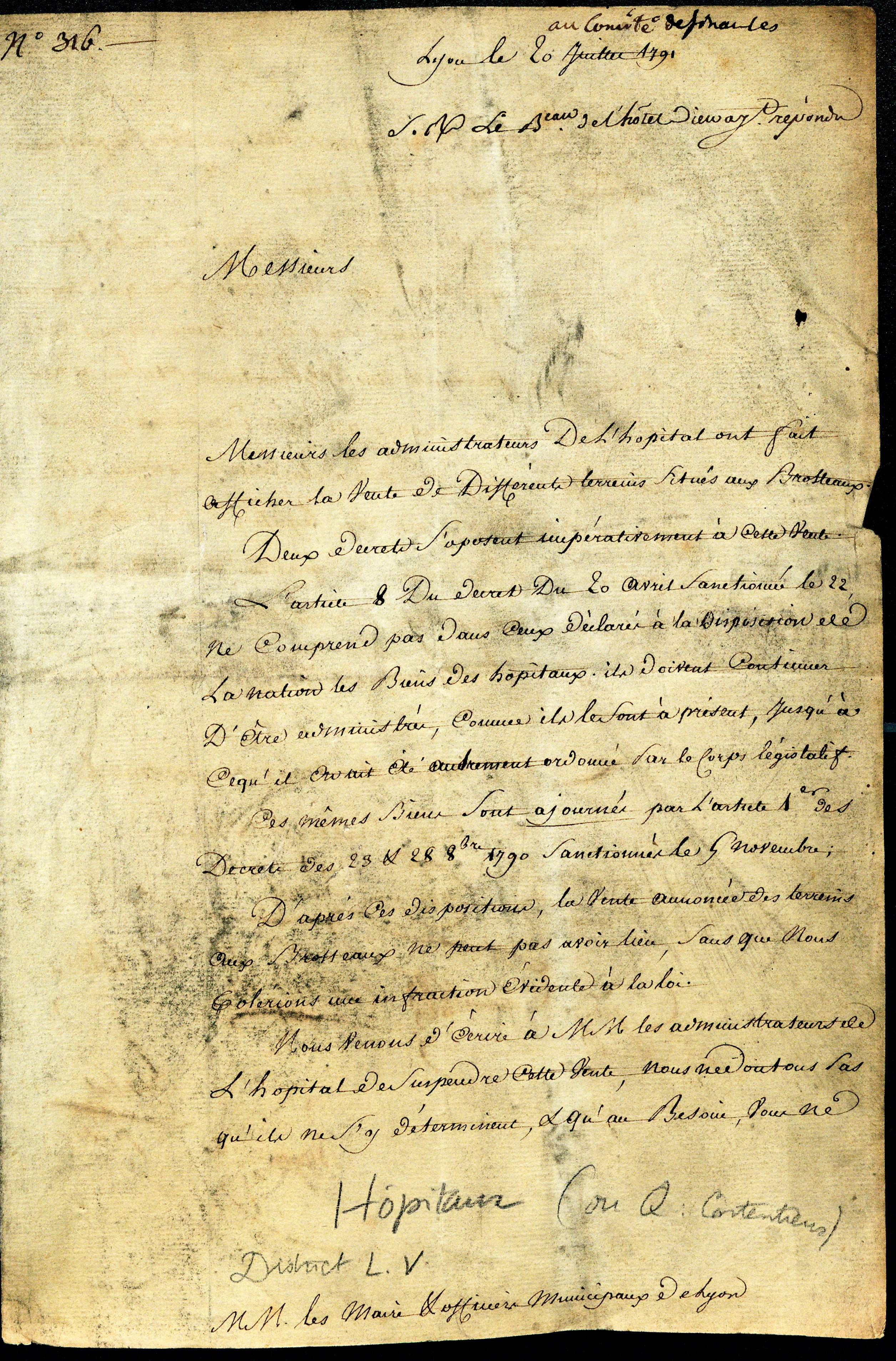
Lettre des élus du district au comité des finances de l'Hôtel-Dieu (recto). ADRML
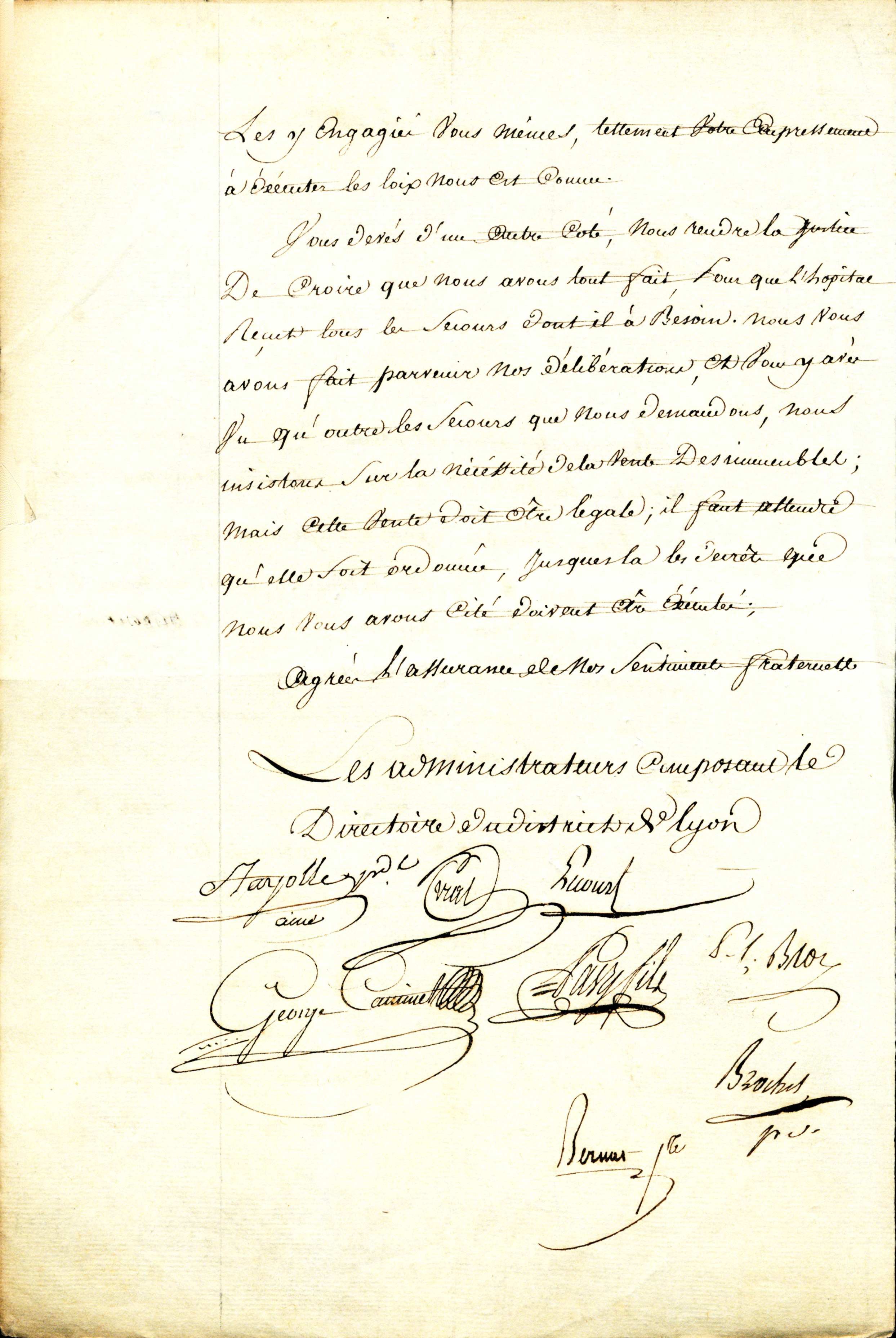
(verso)

## 1792

### Hiver 1792
Le début de l'année 1792 voit encore poindre une disette, pour prévenir de nouveaux débordements, des troupes sont massées près de la ville, ce qui ajoute encore à l'inquiétude. Le chômage et la hausse des prix entretiennent le ressentiment. L'ambiance à Lyon est à la méfiance généralisée contre ses adversaires réels ou supposés, alimentée par le conflit religieux qui a attisé les tensions durant l'année 1791. Les rhétoriques du complot circulent dans tous les camps.

### Printemps 1792
L'annonce de l'entrée en guerre contre l'Autriche le 20 avril 1792, et surtout les premiers revers subi par le gouvernement, exacerbent les oppositions. Les royalistes accusent le gouvernement d'incompétence et de mener la France à la ruine. Les patriotes attaquent toutes opinions négatives comme des traitrises pour faire le jeu de l'ennemi. L'un des points de débat le plus vif est le roi. Les différents courants conservateurs font signer des pétitions en faveur de la réhabilitation du roi, tandis que les mouvements révolutionnaires, dont le Club central, commencent à parler de la nécessité de sa destitution.

### Été 1792
Les évènements du 10 août 1792 marquent un tournant. La suspension du roi et les mesures de combat contre les ennemis de l'intérieur, dont l'exil forcé des prêtres réfractaires, impactent la situation lyonnaise. L'administration départementale, de tendance monarchiste, est démise de ces fonctions, ce qui renforce les moyens d'action de la municipalité lyonnaise. Celle-ci ordonne la destruction de tous les signes de la royauté et de la féodalité ; la statue de Louis XIV de la place Bellecour est abattue et fondue en août. Les monarchistes se font discrets, espérant que les armées autrichiennes et prussiennes renversent le gouvernement révolutionnaire et rétablissent l'Ancien Régime.
Le 28 août, Joseph Chalier rentre à Lyon ; avec ses proches il entre sur la scène politique et attaque les bourgeois sur le thème de la justice sociale.
Le 9 septembre, des vétérans de la garde nationale s'attaquent au château de Pierre Scize, et tuent les officiers du régiment Royal-Pologne cavalerie qui y étaient emprisonnés depuis le 23 août, portant leurs têtes sur des piques jusque sur la scène du théâtre des Célestins.

### Automne 1792

#### Septembre
Le 9 septembre, huit officiers royalistes du régiment de cavalerie Royal-Pologne, jusqu'alors détenus au château de Pierre-Scize, sont massacrés par une foule émeutière. Leurs têtes sont coupées et mises sur des piques, puis promenées dans les rues. Trois prêtres réfractaires sont aussi tués par les émeutiers, avant que Louis Vitet et la garde nationale ne rétablissent l'ordre.
Du 4 au 10 septembre, l'assemblée des électeurs de Rhône-et-Loire élit ses représentants à la Convention. Sont élus entre autres Louis Vitet, Joseph-Marie Cusset, François Xavier Lanthenas, Claude Javogues ou Jean-Baptiste Pressavin. Avec les autres conventionnels, Vitet quitte son siège de maire, qui demeure vacant, pour aller siéger à Paris.
Les éléments ouvriers, toujours sensibles aux problèmes de la cherté des denrées, provoquent des émeutes entre les 15 et 17 septembre. La foule, dont de nombreuses femmes, exige des prix obligatoires des produits de première nécessité. Le 17, lors d'un mouvement incontrôlé, des coups de feu sont échangés et un soldat et un passant sont tués. Les autorités sont affaiblies par l'envoi de volontaire à la guerre et elles appellent la troupe de ligne pour quadriller la ville, perquisitionner les fauteurs de troubles, confisquer des armes et arrêter plus de 300 personnes. Cela calme la population.
Dans le même temps, les nouvelles de la guerre s'améliorent. Les rumeurs d'invasion piémontaise se révèlent fausses, l'armée française attaque et s'empare de la Savoie et le 21 septembre, elle remporte sa première grande victoire à Valmy. En même temps que l'arrivée de cette nouvelle, Lyon apprend l'abolition de la royauté et la fondation de la République française. Les monarchistes, abasourdis, ne réagissent pas à ces nouvelles, restant prudents ; le changement de régime se déroule sans heurt à Lyon.

#### Novembre
Le 26, à la suite des réclamations de Chalier et de ses partisans, une manifestation est organisée pour obliger la municipalité la taxation des denrées et l'installation de la guillotine sur la place Bellecour. Il s'agit pour les plus acharnés de terroriser leurs ennemis. Elle est déplacée trois jours plus tard dans la prison de Roanne.

## 1793

### Janvier 1793
Des émotions et des mouvements de foule ont lieu durant tout le mois de janvier concernant la mise à mort de Louis XVI.
Le 6 janvier, François Laussel, le procureur de la commune, publie une adresse approuvée par le Conseil général demandant le jugement du « traitre Capet ».
Le 16 janvier, les députés de Rhône-et-Loire qui votent la mort du roi sont : Dupuis fils, Dubouchet, Pressavin, Pointe, Javogues, Moulin et Cusset.
Le 20 janvier, Le fronton de l'Hôtel-Dieu est modifié, le mot de Charité est remplacé par celui de Fraternité.
Le 24 janvier, Chalier et ses partisans obtiennent, à la suite de l'annonce de la mort de Louis XVI, que la guillotine soit à nouveau installée en ville, sur la place des Terreaux, alors renommée place de la Liberté. Chalier y organise une cérémonie d'action de grâce laïque en remerciant le ciel d'avoir permis au peuple de punir le tyran. Il proclame que cette mise à mort marque le début de la régénération de la société, qui s'accomplira lorsque tous les contre-révolutionnaires seront tués.
Le 30 janvier, une querelle éclate entre les volontaires stationnés dans la caserne à Serin et des citoyens. Le représentant Vitet, insulté, fait marcher la garde nationale, qui disperse les volontaires.

### Février 1793
Le 3 février, sur la place Bellecour, une cérémonie civique réunit les corps administratifs et judiciaires pour rendre hommage au sarcophage de Le Pelletier de Saint-Fargeau, proclamé premier martyr de la Révolution. Des discours sont prononcés par Chalier, Laussel, Hidins et Nivière-Chol.

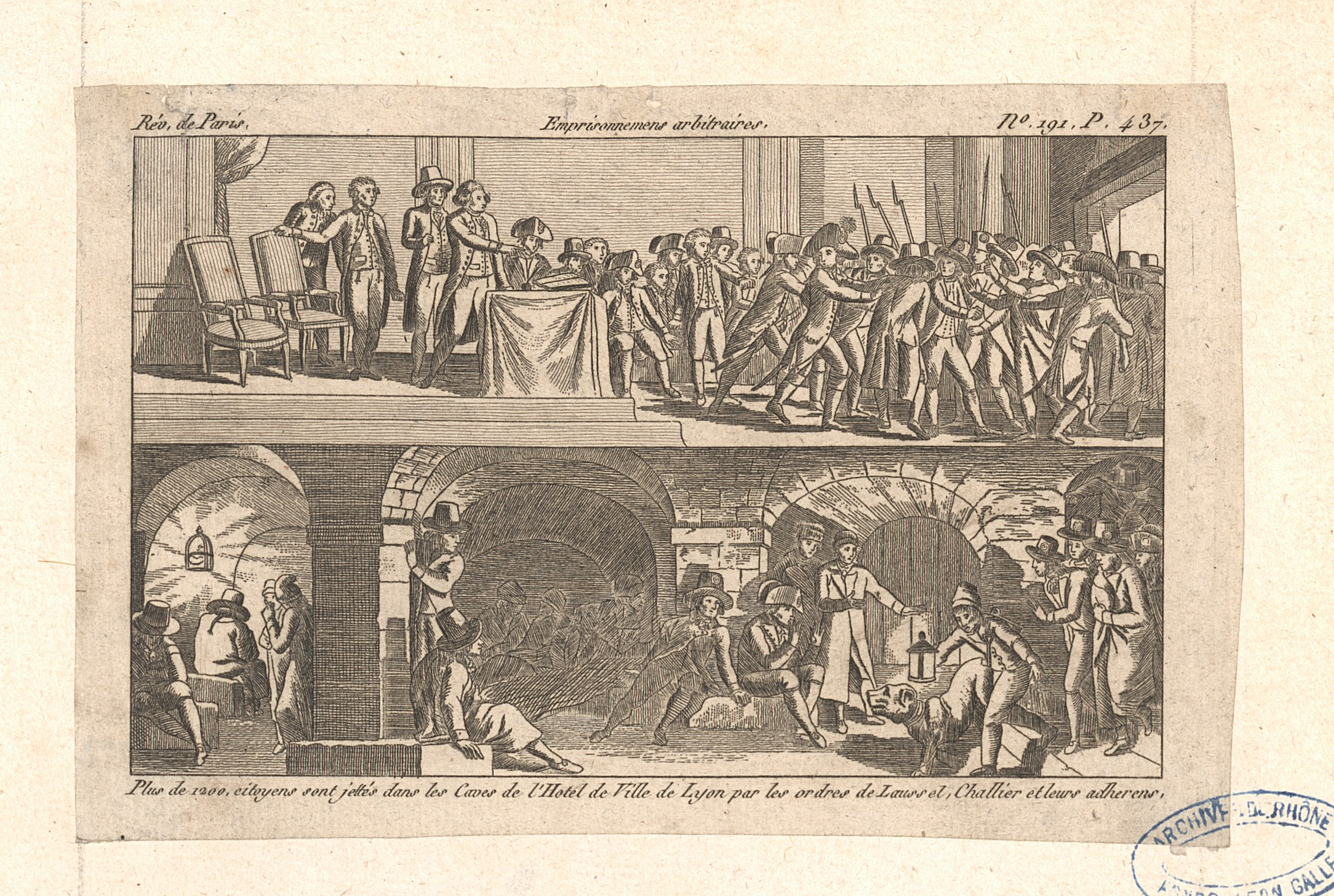
Emprisonnement de citoyens lyonnais sur ordre de la municipalité de Chalier.

À partir du 5 février, le conseil général de la commune, tenu par le parti révolutionnaire, entame des perquisitions pour débusquer les ennemis du peuple qui seraient cachés dans la ville, ils arrêtent plus de 300 personnes. Chalier, au club central, réclame l'instauration d'un tribunal révolutionnaire pour juger le plus vite possible ces suspects. Les tenants de l'instauration de ce tribunal sont Montfalcon, Revol, Carteron, Roulot, Hidins ou Fernex.
Le 7 février, le maire Nivière-Chol démissionne, le département refuse sa démission, mais il réitère sa décision, le 9 il est remplacé temporairement par Noël.
Le 18 février, les sections confirment la réélection de Nivière-Chol à plus de 75%. Des sections accusent, notamment par la voix de Gilibert, les clubs patriotiques de provoquer le désordre. Des amis de Chalier, qui est introuvable, sont molestés par la foule. Le Club central est saccagé et symboliquement, une effigie de Rousseau qui s'y trouvait est clouée à l'Arbre de la liberté.
Le 19, l'agitation continue. Nivière-Chol refuse la fonction de maire. Chalier et le tribunal de district écrivent au Comité de sûreté générale pour dénoncer leurs opposants comme des ennemis de la Révolution.
Le 24, les sections votent à nouveau pour élire un maire et deux noms arrivent à égalité : Bertrand et Gilibert.
Le 25, Tallien, à la Convention, présente un rapport décrivant Lyon comme un foyer contre-révolutionnaire. Ordre est donné d'envoyer sur le champ trois commissaires pour rétablir l'ordre. Au même moment, Gilibert est arrêté, d'abord conduit à la cave de l'hôtel de ville, puis dans la prison de Roanne sur ordre de Laussel. D'autres arrestations ont lieu, alors des patriotes fuient dans les campagnes.
Le 27, les sections désignent comme maire Gilibert lors d'un troisième vote. Mais il se trouve en prison. Le même jour, le 2ème bataillon de Marseille est envoyé à Lyon.

### Mars 1793
Le 2 mars, les trois commissaires de la Convention arrivent à Lyon ; il s'agit de Rovère, des Bouches-du-Rhône, de Legendre, de Paris et de Basire, de la Côte-d'Or. Immédiatement, on leur soumet de multiples plaintes et requêtes. Parmi celles-ci, Chalier leur envoie une lettre indiquant qu'il ne peut plus rester à Lyon tant ses ennemis sont nombreux. Il accuse également les volontaires de Marseille d'être contre lui.
Durant la première quinzaine, la situation lyonnaise est très précaire économiquement. Le prix du pain s'envole et les volontaires du département sont très mal nourris et mal équipés.
Le 4 mars, sur demande des commissaires, Gilibert démissionne, et reste en prison.
Carrier, dans le Journal de Lyon du 5 mars, proteste de la vision donnée de la ville de Lyon. Il accuse les plus extrêmes dont Laussel, de déformer la réalité pour discréditer et réduire à néant leurs opposants.
Le 8, le commissaire Basire renvoie les volontaires marseillais chez eux.
Le 9, nouvelle élection du maire. Bertrand est élu à plus de 65%. Le même jour, plus de 800 citoyens se rassemblent au couvent des Augustins pour protester contre la municipalité. Les commissaires la reçoivent mal et la diffusent aux extrémistes. Ces derniers, en représailles, détruisent l'obélisque de la place Confort.
Le 13 mars, le procureur Laussel et son secrétaire sont arrêtés pour prévarication, ils sont relevés de leurs fonctions.
Le 17 mars, la municipalité proclame la patrie en danger et enjoint les citoyens de s'enrôler lors d'une cérémonie civique. Le même jour, des patriotes poussent les commissaires à créer à Lyon une société des Jacobins.
Le Conseil général de la commune envoie une adresse à la Convention lui demandant la sanction de la Constitution par le peuple après le retour à la paix, la fixation du maximum sur les grains et l'hypothèques des assignats sur les propriétés foncières et mobilières.

### avril 1793
Au début d'avril, le Club central est remplacé par la société lyonnaise des Jacobins, où l'admission ne se fait que par parrainage. Le but de cette transformation est de ne plus dépendre des sections, mais au contraire de les contrôler.
Le journaliste Fain, rédacteur au journal de Carrier, est emprisonné sur ordre des commissaires sur l'accusation de soutien à l'aristocratie mercantile. Il est libéré à la fin du mois.
Le 8 avril, un comité de salut public de Lyon est créé comprenant Achard et Mailland qui représentent le département, Tonion et Maccabéo pour le district et Roch, Noël et Richard pour la commune.
Une pression permanente est mise sur la population, cherchant à terroriser les adversaires des Jacobins lyonnais. Le 8, les commissaires procèdent à une arrestation de masse dans un bar à bière, sur le simple motif que certains ont l'accent marseillais, ce qui serait un indice d'être Girondin. Ils sont tous relâchés. Durant plusieurs jours, les Jacobins placardent dans toute la ville des affiches signées Chalier et Dupont-Duchambon, menaçant indistinctement de mort les aristocrates, les modérés, les accapareurs et les muscadins.
Le 15 avril, les trois commissaires sont dénoncés au club des Jacobins comme des contre-révolutionnaires. Le même jour, des Rolandins leur apportent une pétition protestant contre la mauvaise réputation de Lyon, contre l'élection de Bertrand. Chalier se procure la liste des pétitionnaires il va accuser tous ceux qui y figurent d'être contre-révolutionnaires.
Le 20 avril, la municipalité accorde à un groupe de Jacobins le droit de débarrasser la place de la fédération de tous ses ornements pour en faire un champ de manœuvre des phalanges citoyennes.
Le 22 avril, la municipalité refuse un passeport à Imbert-Colomès.

### Mai 1793
Le 6 mai, le département, le district et la municipalité appuient la demande des Jacobins auprès de la Convention pour la création d'un tribunal révolutionnaire à Lyon.
Le 9 mai, un banquet des Jacobins se tient place Bellecour, pour fêter le futur tribunal révolutionnaire.
Le 11 mai, la municipalité souhaite trouver 5 millions de livres pour financer une armée révolutionnaire. Pour cela, elle ordonne aux sections de construire une liste des « agioteurs, accapareurs, riches, capitalistes, insouciants » de leur quartier pour qu'ils soient taxés.
Les représentants de la Convention Albitte, Nioche, Gauthier, Dubois-Crancé qui se rendent à l'armée des Alpes s'arrêtent à Lyon le 13 mai. Ils s'enquièrent de la situation lyonnaise à l'occasion d'une réunion avec les corps administratifs et les tribunaux, .
Le 14 mai, l'ensemble des corps civiques et tribunaux lyonnais proclament et affichent une déclaration en 34 points dont l'essentiel est la constitution d'une armée de 6400 hommes. Ce décret décide pour la financer d'un emprunt sur les riches, De plus, il demande le départ de tous les étrangers qui n'y ont pas d'affaires à Lyon, l'obligation pour faire partie de la garde nationale d'obtenir une carte de civisme, et l'interdiction des journaux de Carrier, de Gorsas et de Brissot.
Dans le même temps, de nombreuses sections, menés par la section de la Croizette (rue Grenette), s'opposent à la propagande et aux actions des Jacobins. Elle réclame la liberté des opinions, le refus de la tyrannie jacobine et du tribunal révolutionnaire.
Le 18 mai, la Convention interdit formellement toute création d'un tribunal révolutionnaire sans son autorisation, que d'ailleurs elle ne donne pas.
Des comités de surveillance sont élus au sein des sections le 19. Ce sont le plus souvent des modérés qui sont élus. Dans la foulée, certaines sections se déclarent en permanence.
Le 21, un envoyé de la municipalité ordonne à la section Guillaume-Tell, (Saint-Pierre), de cesser d'être en permanence. Il est accueilli par des insultes.
Le 23 mai, Achard prononce un discours devant le conseil général de la commune dénonçant la permanence des sections. L'assemblée approuve le discours et établit un décret l'interdisant.
Le 24 mai, ont lieu des troubles liés à la disette. Un magasin de beurre fondu destiné à l'armée est pillé. Le lendemain, la municipalité est accusée de ne pas réussir à maintenir l'ordre, elle se défend en accusant « les malveillants de toutes origines présents dans la ville ».
Le 25 mai, le conseil du département casse l'arrêté du 23. Il ordonne aux comités de surveillance de se mettre en activité et de remplacer les comités révolutionnaires mis en place par la municipalité Chalier.
Le 26 mai, le conflit enfle entre les deux camps. Le département et la commune ne veulent plus délibérer ensemble. De nombreuses sections proclament qu'elles sont prêtes à verser leur sang pour le département. Le Comité de salut public ordonne la dissolution des rassemblements de citoyens armés. La municipalité, quant à elle, ordonne l'application sous 24 heures du décret de taxation des riches.
Le 27 mai, deux représentants en mission, Nioche et Gauthier, arrivent à Lyon alors que l'agitation est à son comble. De nombreux magasins ferment. Chalier proclame qu'il va faire un faisceau des présidents et secrétaires des sections, pour leur trancher la tête et se laver la main dans le sang.
Le 28, les représentants des sections se présentent auprès des représentants pour se plaindre de la municipalité Challier. Durant la nuit du 28 au 29, des bataillons s'assemblent, des cris « à bas la municipalité ! » retentissent. La municipalité ordonne des arrestations.
La journée du 29 mai marque un tournant : le combat s'engage entre les deux camps. Une dizaine de sections soutiennent la municipalité, les autres la combattent. Les opposants à la municipalité prennent l'arsenal et s'arment. Les sections insurgées sont dirigées par Fréminville. Les représentants tentent de concilier les partis mais vers midi, des tirs de la municipalité tuent quelques insurgés, ce qui rend toute conciliation impossible.
Les insurgés se regroupent alors en deux colonnes, l'une remontant le Rhône, dirigée par Badger et Gingenne et l'autre par la Saône, dirigé par Madinier. Vers 17 heures, la bataille s'engage entre le détachement du Rhône et les soutiens de la municipalité. La colonne se replie. Celle de la Saône attaque alors la place des Terreaux, défendue par Dupont-Duchambon. Vers 19 heures, l'Hôtel de ville est pris mais les combats se poursuivent durant une partie de la nuit. Vers 20 heures, la municipalité est déclarée dissoute, et les représentants en mission, considérés comme suspects, sont arrêtés. Vers 22 heures, le département et le district confirment la dissolution de la municipalité et ordonnent l'arrestation de Chalier, Bertrand et leurs amis. Les combats ont fait 43 morts et 115 blessés.
Le 30 mai, le juge de paix Jean-Jacques Ampère est mandaté pour instruire le procès de Challier. Une municipalité provisoire est instituée ; elle proclame immédiatement son attachement à la République une et indivisible devant les représentants en mission. Des délégations de gardes nationales du département viennent apporter leur soutien à la nouvelle municipalité.
Le 31, le maire provisoire nommé est Coindre, il fait fermer les clubs de section. Kellermann arrive à Lyon et déclare que Lyon ne verra jamais de troupes marcher contre elle.

### Juin 1793
Durant la première quinzaine du mois, des messages de sympathie arrivent à Lyon, ils proviennent de nombreuses communes du département et de tout le sud-est de la France.
Les représentants Nioche et Gauthier sont libérés, ils quittent Lyon avec Kellermann le 1er juin. La municipalité envoie immédiatement des représentants à Paris (Fréminville, Fain, Genêt-Bronze, Mollet), Bordeaux et Marseille pour expliquer les événements. Le conseil municipal décrète que les lois de la République seront exécutées, et que pour rétablir le calme, les pouvoirs de police sont concentrés dans le comité de police et de sûreté.
Le 2 juin, la municipalité interdit d'arborer aucun signe contre-révolutionnaire.
Le représentant Robert Lindet, envoyé auprès de l'armée des Alpes, passe à Lyon pour rétablir l'ordre le 8 juin.
Un certificat de notoriété est établi pour Imbert-Colomès le 10 juin.
Le 11 juin, Robert Lindet écrit à ses confrères Albitte et Dubois-Crancé en leur disant que la ville est tranquille et qu'il n'y a pas lieu de faire marcher les troupes contre elle.
Le 12 juin, l'évêque Lamourette prononce un discours à l'occasion du service funèbre célébrant les morts de l'insurrection. Il désigne les morts comme des martyrs de la loi et de l'ordre public.
Le 17, la Convention rappelle Lindet, car la municipalité lui refuse toute représentativité car la Convention est depuis le coup de force du 2 juin incomplète. La Convention exige à Lyon d'envoyer des représentants pour s'expliquer. La municipalité refuse.
Le 18, la municipalité convoque des électeurs pour les assemblées primaires.
Le 21 juin, sur proposition de Lindet, la Convention place les citoyens arrêtés lors de l'insurrection, sous la protection de la loi. Elle exige que la permanence des sections soit interdite, lorsque, selon elle, les riches dominent.
Les élections des 24 et 25 juin ne mobilisent que très peu. Mais beaucoup d'assemblées demandent que la municipalité ne s'oppose pas à la Convention.
Le Comité militaire de la ville obtient de la municipalité l'autorisation et les moyens de mettre Lyon en état de défense.
Le 27, un ancien conseiller municipal jacobin, Sautemouche libéré est assassiné et jeté dans la Saône.
Le 29, une fête civique est organisée sur la place de la Fédération. Les députés marseillais remettent aux combattants lyonnais une couronne de chêne pour leur bravoure.
Le 30 juin, les 207 députés des cantons et sections de Rhône-et-Loire se réunissent à l'Hôtel de ville sous la présidence de Gilibert. Ils prennent le titre de Commission populaire et républicaine et de salut public de Rhône-et-Loire. À la Convention, des discours insistent sur le péril que vivent les Jacobins lyonnais.

### Juillet 1793
Le 1er juillet, la commission nouvellement née prête serment de maintenir l'intégrité et l'inviolabilité de la Convention.
Le 2 juillet, des Jacobins des sections Saint-Georges et du Gourguillon crient « Vive Marat ! ». Ils sont appréhendés et désarmés.
Le 4 juillet, Hidins se pend dans la prison de Roanne. Le même jour, Birotteau et Venance, députés en fuite arrivent sur Lyon et sont accueillis par la municipalité. Ils accusent les Montagnards d'avoir pris le pouvoir par la force et de livrer la Nation aux forces coalisées. La municipalité proclame que les décret publiés par la Convention après le 31 mai sont nuls, et une force départementale est décidée.
Le général Sériziat, envoyé de Dubois-Crancé, arrive sur Lyon le 5, on lui interdit d'en repartir. La commission populaire refuse d'établir le maximum dans le département.
Le 8 juillet, Chasset, le député en fuite passe par Lyon. iI décrit Paris comme étant contrôlé par le despotisme des Montagnards. La commission populaire nomme chef de l'armée lyonnaise, le colonel Louis François Perrin de Précy que certains jugent royaliste.
La commission populaire décide de créer une commission centrale de résistance à l'oppression montagnarde avec d'autres départements. Elle envoie une délégation à Bourges, lieu de rassemblement des résistance à la Terreur montagnarde.
Couthon fait un rapport à la Convention le 11 sur la situation jugée contre-révolutionnaire de Lyon. L'assemblée décrète l'arrestation des députés du département Michet, Forrest, Patrin, Vitet et Chasset.
Une colonne armée entre à Saint-Étienne le 12 juillet, y fait fermer les clubs et s'y procure des armes et du grain. Deux députés de la Convention, Ignace Brunel et Jean-Pascal Rouyer arrivent le 12 juillet pour tenter une conciliation. Le même jour, la Convention décrète que la ville de Lyon est en état de rébellion, Elle destitue tous ceux qui participent à cette rébellion, organise une force militaire contre la ville et décide la séquestration des biens des conspirateurs. Elle autorise dans un second décret le département de Saöne-et-Loire à lever une armée contre Lyon.
Le colonel Précy arrive à Lyon le 14 juillet et prête serment. Une fête de la fédération est organisée avec des défiles, des discours, un banquet et des danses. La Convention nomme Kellermann et lui donne le pouvoir de mobiliser une armée contre Lyon.
Le 15 juillet, un tribunal est créé pour juger les dirigeants du parti montagnard, Chalier en tête.
Le 16 juillet, Chalier est guillotiné. La commission populaire nomme Pierre Thomas Rambaud à la tête de la ville, en remplacement de Gilibert, démissionnaire.
Le général Sériziat est autorisé à partir le 18, ayant refusé de servir dans l'armée lyonnaise. La commission entame des travaux de fortification sous la direction de Agniel de Chênelette,.
Le 22 juillet, Riard-Beauvernois, ami de Challier et chef du bataillon du 29 mai est guillotiné.
Le 24 juillet, à la suite des tentatives de conciliation des deux députés Brunel et Rouyer, les corps administratifs font une déclaration de rapprochement, poussés par certains de leurs membres. Cependant les éléments refusant tout compromis sont majoritaires.
Le 30 juillet, les sections de Lyon acceptent la Constitution.
Le 31 juillet, les corps administratifs de Rhône-et-Loire se réunissent à la Commission populaire pour former le Comité générale de salut public. Il envoie une adresse à tous les Français déclarant que l'insurrection du 29 mai n'est pas contre-révolutionnaire, que le peuple de Lyon se déclare contre les anarchistes féroces, qu'il réclame la suppression des décrets pris contre la ville et demeure en état de résistance.

### Août 1793
Le 1er août, le Comité de sûreté général de la commission demande aux Lyonnais de prendre les armes.
Le 2 août, la municipalité provisoire envoie une adresse à la Convention et demande la suppression des décrets pris contre la ville et déclare son respect de la Constitution.
Le Comité de salut public commence à rassembler les troupes à Macon et Bourg à partir du 4. Le comité nomme comme procureur de la commune Paul Émilien Béraud, un royaliste affiché.
Le 7 août, les premières troupes de la Convention arrivent à proximité de la ville, et entame la mise en place du siège. dès cette date et durant tout le mois, une intense correspondance est échangée entre les deux camps.
Le 8 août, à Montessuy, de premiers coups de feu sont échangés, causant des morts. Le Comité de Salut public publie le Bulletin de Rhône-et-Loire.
Le 10 août, les Lyonnais célèbrent la fête du 10 août. Ils reçoivent très peu de renfort des départements rebelles. L'armée de la Convention a également du mal à trouver des volontaires. Jacques Reverchon et Claude Javogues s'installent au château de la Barollière, à Limonest. Kellermann, Dubois-Crancé et Gauthier ont établi leur quartier général au château de la Pape.

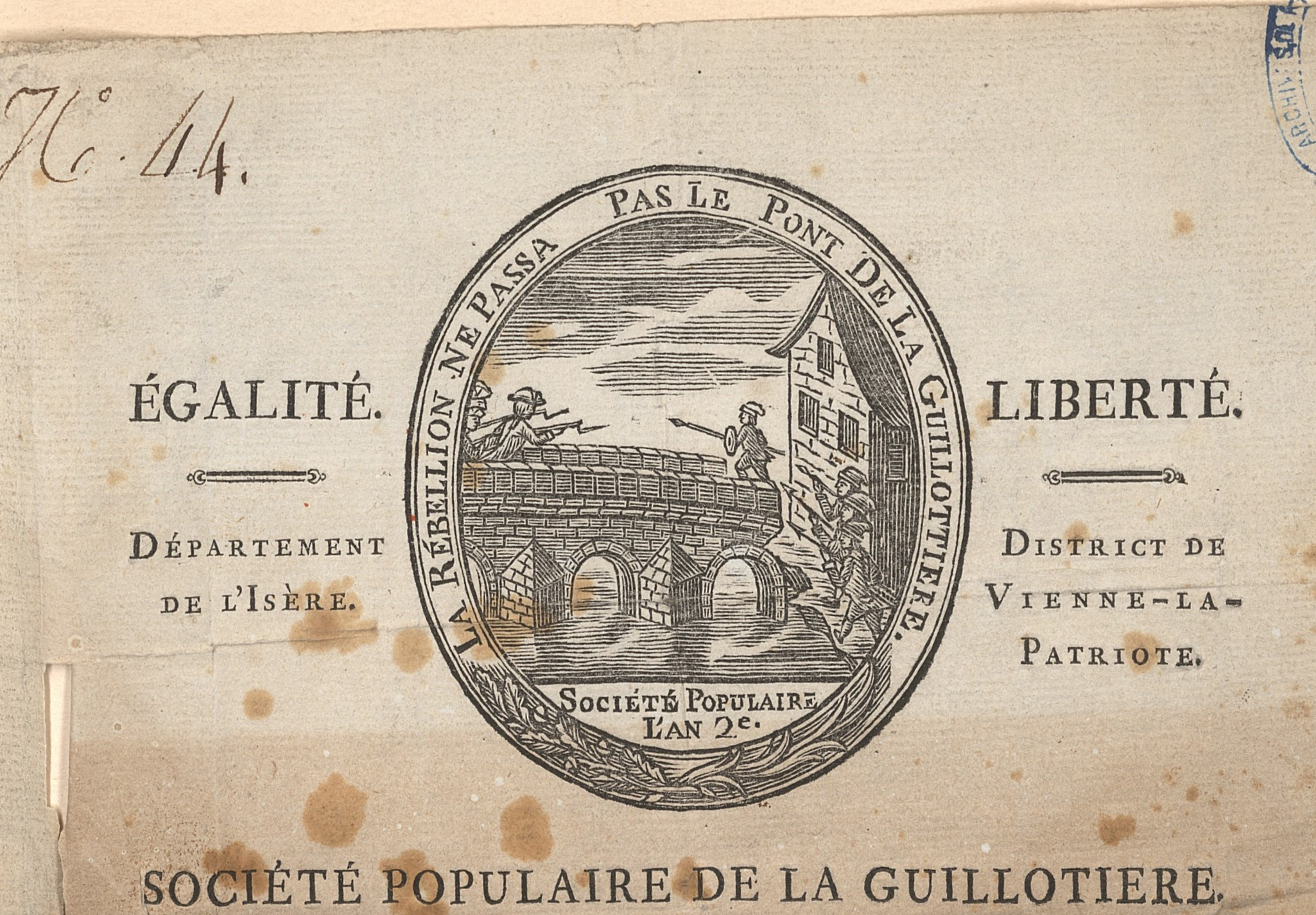
Papier à en-tête de la Société populaire de La Guillotière, 1793, ADRML

Les 10, 11 et 12 août, les représentants en mission décident de créer provisoirement un département de la Loire, divisant l'actuel, car ils ont constaté que de nombreux administrateurs départementaux s'étaient retirés de Lyon. Ils créent la municipalité de la Guillotière et la rattachent au district de Vienne.
Le 19 août, devant des flottements au sein des volontaires de l'armée de Lyon, un règlement militaire est promulgué.
Le 21 août, la Convention adjoint aux représentants du peuple déjà sur place Georges Couthon, Chateauneuf-Randon et Maignet.
À partir du 22 août, le bombardement de Lyon commence, à boulets rouges, ce qui déclenche des incendies. L'Hôtel-Dieu est le bâtiment le plus touché. Pour limiter les incendies, des tonneaux remplis d'eau sont placés dans les greniers.
Le 24 août, Vittet revient à Lyon.
Le 28 août, les commissaires qui portaient à la Convention l'adresse d'acceptation de la Constitution de la ville de Lyon sont de retour.

### Septembre 1793
Gabriel-François de la Roche-Négly, dit Rimberg ou Rimbert parvient à s'emparer le 1er septembre de gradés de la Convention : Saint-Anthelme et du général Nicolas. On fête le succès à Lyon.
Le 2 septembre, la municipalité lyonnaise se trouve obligée de créer des papiers de commerce obsidiona, l car il n'a plus d'assignats et les impôts rentrent très mal. Elle est en manque de numéraire. Cette monnaie papier, créée à hauteur de 1.5 million, est une tentative de pallier ce manque.
Les 3 et 4, on inaugure sur la façade de l'Hôtel de ville un bas-relief de Chinard.
Le 7 septembre, le citoyen Tourtoulon de la Salle parvient à arracher les mèches de brûlots lancés contre le Pont Morand, au péril de sa vie. Il est fêté en héros. Les subsistances commencent à manque à Lyon.
Le 10 septembre, la municipalité fixe un rationnement : une livre de pain par jour et par personne. Le même jour, Kellermann, qui est jugé inefficace et pas assez Montagnard est relevé de son poste et remplacé par le général François Amédée Doppet.
Montbrison tombe entre les mains des soldats de la Convention le 11 septembre. Au même moment, Javogues, qui a rassemblé 10000 hommes et Couthon et Chateauneuf-Randon, qui en ont rassemblé 30000 depuis le Puy-de-Dôme font route vers Lyon.
Le 14 septembre, la disette gagnant Lyon, la municipalité décide le départ des personnes inutiles pour la défense de la ville.
Le 15, Précy se plaint aux comités de surveillance des nombreuses désertions.
Les 16 et 17, les bombardements redoublent, les armées avancent dans la Croix-Rousse, où la maison Nérac, qui se trouve au centre des ouvrages défensifs est prise par les conventionnels.
Le 19, sommation de Châteauneuf-Randon au peuple de Lyon pour qu'il se rende. Refus des sections lyonnaises.
Dans la nuit des 23 et 24, Javogues s'empare de la redoute du pont d'Oullins.
Le 26 septembre, le général Doppet arrive à Lyon.
Le 29 septembre, un premier assaut, faisant de nombreux morts, est repoussé.

### Octobre 1793
Le 2 octobre, Couthon arrive sur Lyon, il ordonne un assaut massif, contrairement à ce que met en œuvre Dubois-Crancé.
La Convention ordonne le 6 le rappel de Dubois-Crancé, Châteauneuf-Randon et de Gauthier, jugé trop faibles et pas assez agressifs.
Les représentants de la Convention restant, Couthon, Maignet et Laporte, annoncent la nouvelle le lendemain au peuple de Lyon et lui ordonnent à nouveau de déposer les armes. Le général Arnaud proteste contre cette proposition dans laquelle il voit une simple ruse. Mais les sections acceptent la négociation.
Dans la nuit du 8 au 9 septembre, Précy et quelques proches tentent une fuite par Vaise.
Le 9 octobre marque la fin de l'insurrection lyonnaise. Le veille au soir, un accord est scellé pour arrêter les hostilités. À 7 heures du matin, le général Châteauneuf-Randon entre avec un détachement de cavalerie par la porte Saint-Irénée, suit le reste des troupes commandées par le général Doppet par Saint-Just et Vaise. Une fois les soldats installés place Bellecour, place des Terreaux et dans les rues les plus importantes, la libération de la ville est proclamée.
Le 10 octobre, les trois représentants en mission de la Convention adressent une proclamation aux citoyens lyonnais disant que la ville de Lyon est rendue à la République, que Bertrand redevient maire de Lyon, que Emery est nommé procureur et que la société populaire est réinstallée.

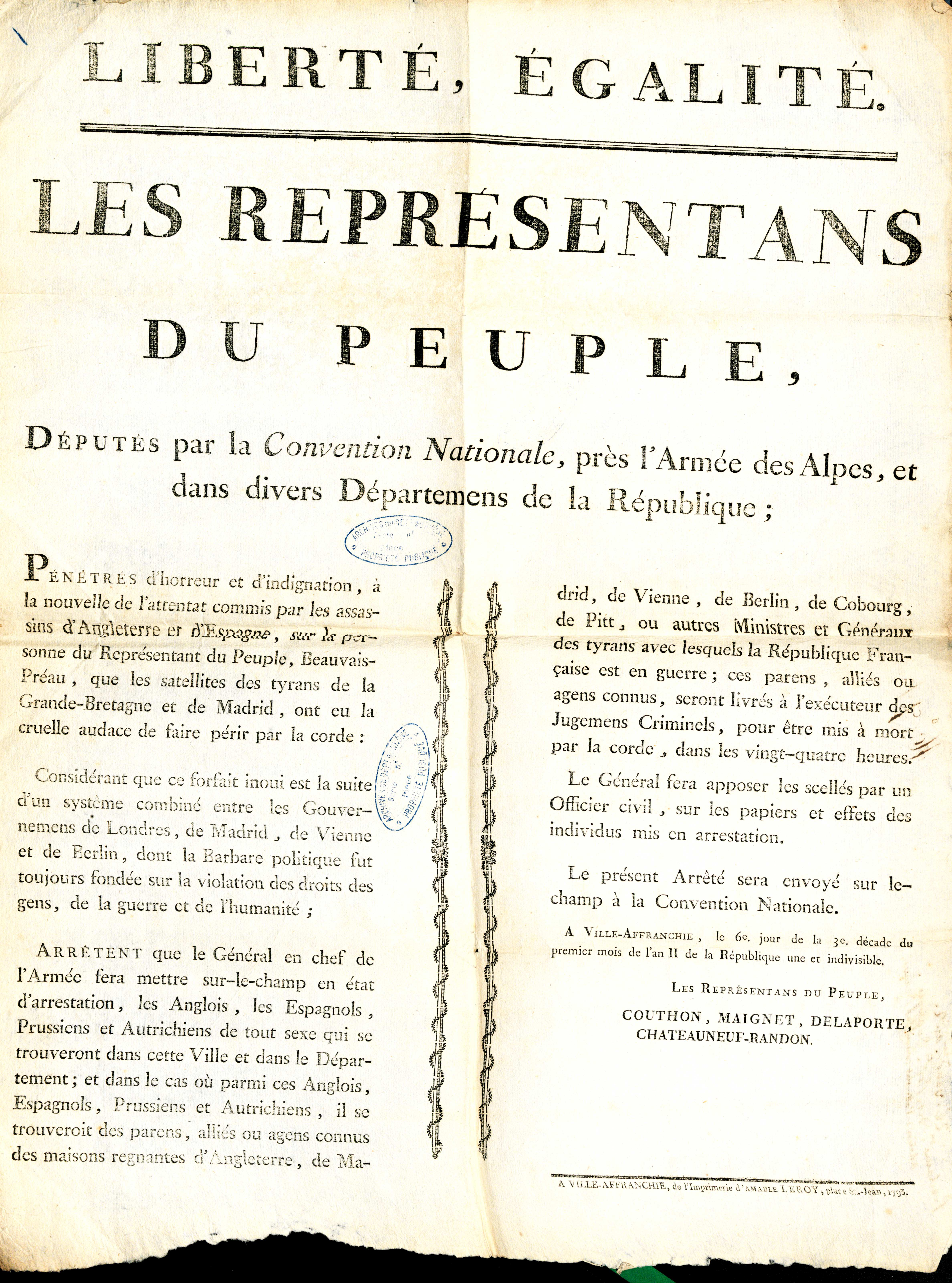
Arrêté des représentants du peuple ordonnant l'arrestation des étrangers dans le Rhône. ADRML.

Le 11 les représentants promulguent un arrêté créant deux commissions de justice populaire pour juger les non-combattants (une à Feurs et une à Lyon présidée par Dorfeuille) et une commission militaire pour juger les combattants.
Le 12, les premières exécutions ont lieu. Le même jour, la Convention décrète que « Lyon fit la guerre à la liberté, Lyon n'est plus ». elle ordonne que la ville se nomme désormais Ville-affranchie. Le même jour, les représentants en mission et les autorités municipales se rendent en procession sur la place Bellecour et prononcent un discours exposant leur projet de détruire les bâtiments et ornements qui « insultent la misère du peuple et la simplicité des mœurs républicaines ».
Le 19, Barrère propose à la Convention et celle-ci accpte que les biens des révoltés de Lyon soient considérés comme des biens d'émigrés.
Le 26, sur l'ordre du maire Bertrand, Les premiers coups de pioche sont donnés sur les façades de la place Bellecour. De même, la démolition du château de Pierre-Scize commence.
Durant la deuxième moitié du mois, les exécutions ont lieu à un rythme soutenu. Le 30 La Convention nomme Fouché et Collot d'Herbois à Lyon. Ils vont accélérer la répression.

### Novembre 1793
Le premier condamné à mort de la commission de justice populaire est guillotiné le 2 novembre.
Le 4 novembre, Collot d'Herbois arrive à Lyon.
Le 7 novembre, il envoie un premier rapport au comité de salut public en jugeant la ville « soumise mais non convertie ».
Le 8 novembre, une fête est organisée en l'honneur de Chalier. Un âne couvert des ornements pontificaux est promené en ville, avec le buste de Chalier. Linsolas, qui est présent, décrit cette scène plus tard avec horreur.
Le 10 novembre, les trois représentants Collot d'Herbois, Fouché et Laporte nomme une commission temporaire de 20 membres pour gérer la ville. Elle est organisée en une section fixe et une ambulante. Ils sot chargé en priorité de l'approvisionnement, de l'établissement des listes de contre-révolutionnaires, des séquestres, de l'ardeur des comités patriotiques, etc..
Le 14, les représentants arrêtent que tous les indigents, infirmes et démunis serotn logés et nourris par les riches de leur canton. En revanche, ils sont intraitables avec les oisifs et les mendiants capables de travailler.
Le 15, la disette étant terrible, le comité temporaire demande aux hôpitaux d'ensemencer les domaines de la Part-Dieu et de la Tête d'or.
À partir du 16, les exécutions s'accélèrent.
Parution du décret le 19 novembre officialisant la scission du département en un département du Rhône et un département de la Loire.
Le 25 novembre, arrivée de l'armée révolutionnaire à Lyon.
Le 27 novembre, les représentants remplacent les deux tribunaux civils et militaires mis en place à la fin du siège par une commission révolutionnaire, nommée le tribunal des Sept, qui juge sur le champ par la liberté ou la mort. Le président est Parein. L'anciennen commission militaire avait statué sur 176 cas pour 106 condamnations à mort.

### Décembre 1793

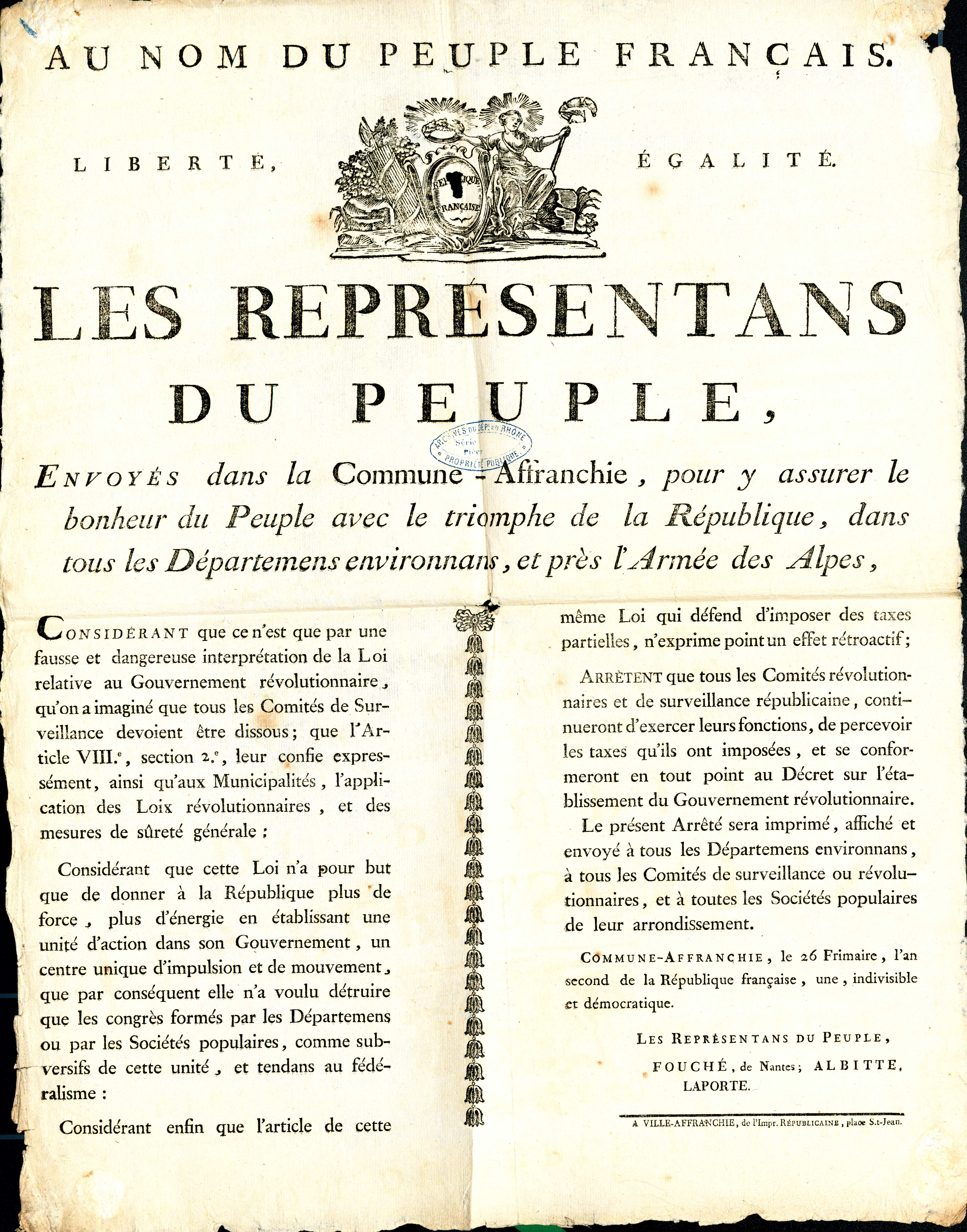
Arrêté des représentants en mission ordonnant la poursuite de l'activité des comités révolutionnaires, 13 décembre 1793. ADRML.

Le 1er décembre, la Convention reçoit le buste et la tête moulée de Chalier.

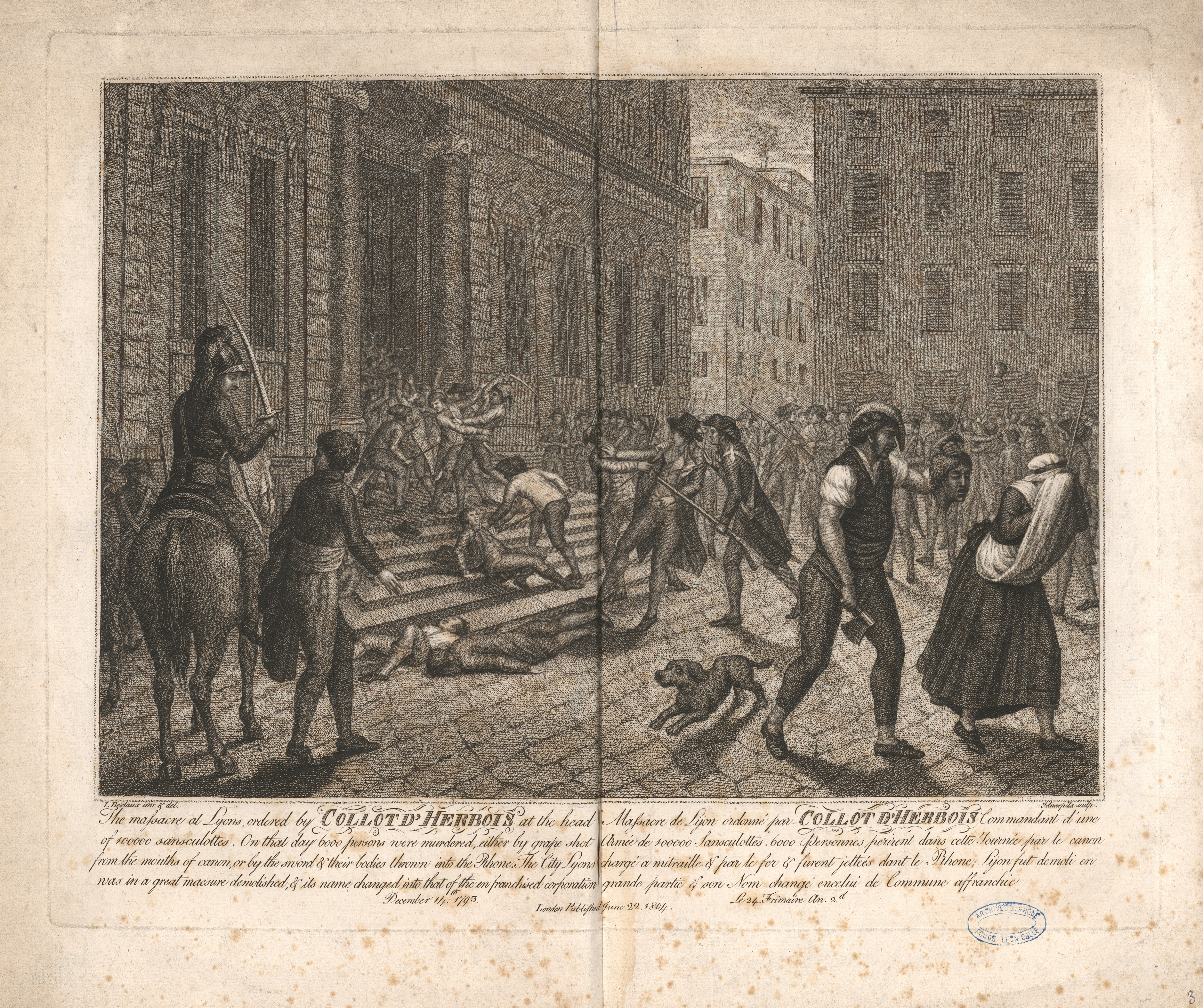
Massacre de Lyon ordonné par Collot d'Herbois

Les 4 et 5 décembre, plus de 200 condamnés sont abattus à la mitraille dans la plaine des Brotteaux. C'est le début d'un mois de décembre de condamnations et de massacres.
Le 18, le comité révolutionnaire de Porte-froc demande de changer de nom pour porter celui de Riard, de nommer la rue Saint-Jean rue Maraut et le quai des comtes quai Sautemouche.
Les 18 et 19, en raison de plusieurs évasions de prisons, des visites domiciliaires sont organisés et certains sont menacés au canon.
Le 20, la Convention reçoit une députation de Lyonnais venus se plaindre des abus de la repression.
Le 21, Collot d'Herbois vient se justifier de mitraillades par l'ampleur des crimes lyonnais devant la Convention. La Convention décide que les cendres de Chalier seront portées au panthéon.

"Jugement
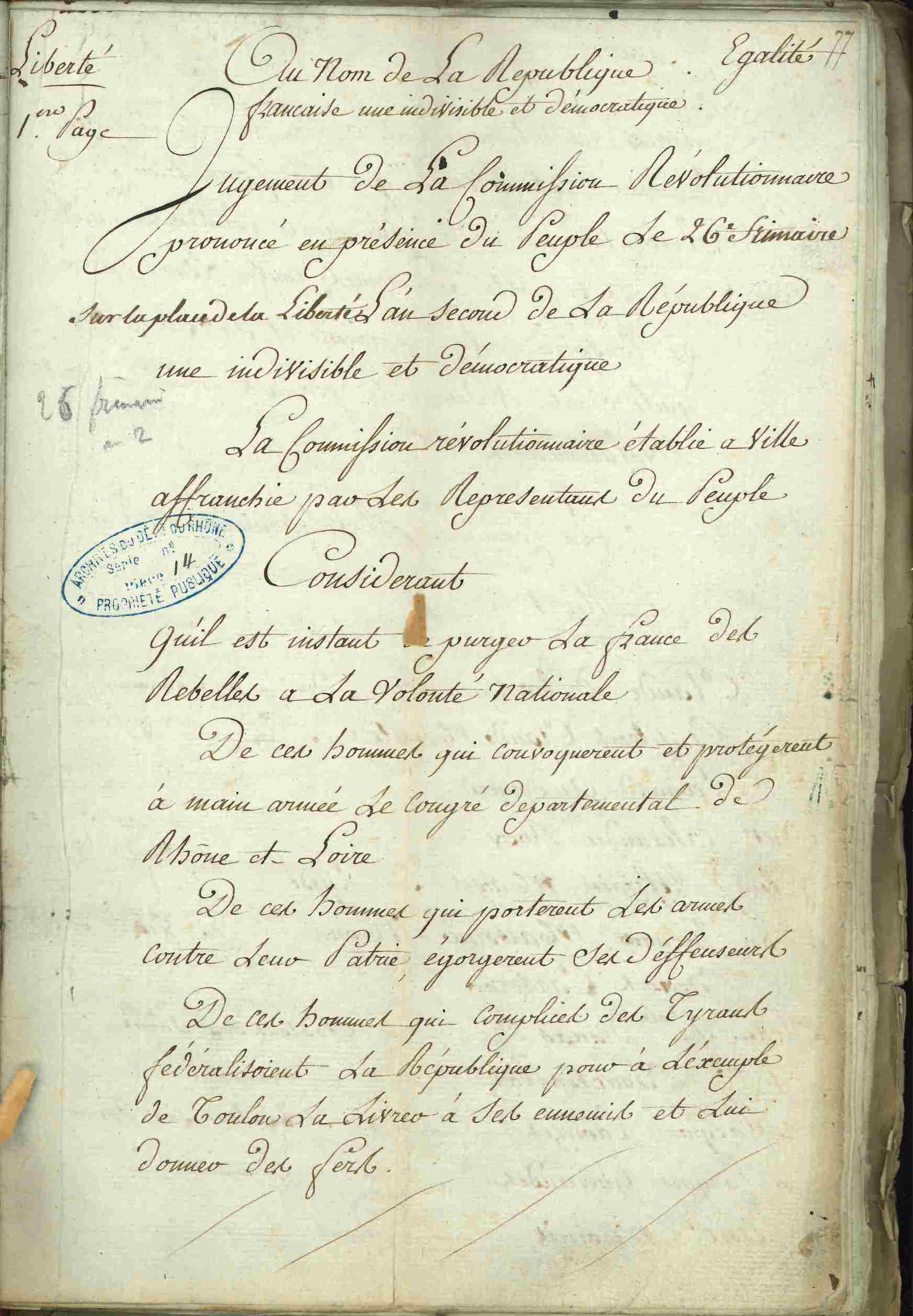
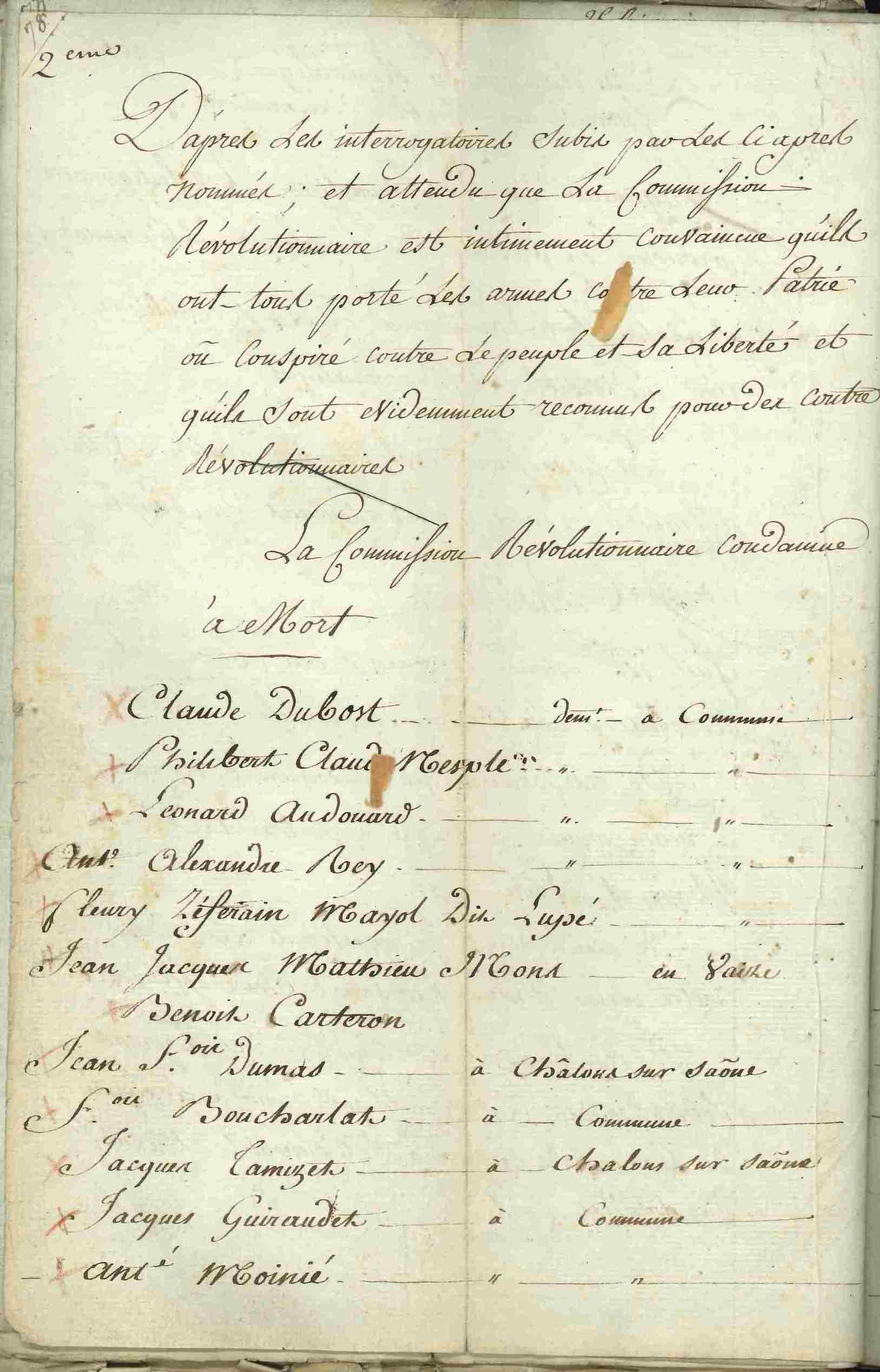

- Jugement et condamnation à mort par la commission révolutionnaire de 12 personnes le 16 décembre 1793. ADRML.

## 1794

### Janvier 1794
Durant tout le mois, les exécutions se poursuivent et la disette règne toujours, aggravées par la fuite de nombreux commerçants.
La séance du 5 janvier du club des Jacobins de Lyon est houleuses, de nombreuses personnes venant se plaindre des excès et abus des maîtres de la ville.
Le lendemain, Fouché tient un discours devant le club des Jacobins et menace de dissoudre le club. Des membres de la commission temporaire se tiennent dorénavant présent à chaque réunion. Le même jour, le représentant en mission Albitte organise une exécution de l'effigie de toutes les têtes couronnées d'Europe.
Le 8 janvier, des bagarres ont lieu entre l'armée révolutionnaire et les dragons stationnés à Lyon. Albitte est déplacé dans l'Ain et le Mont-Blanc, et remplacé par Méaulle.
Le 11, Lamourette est exécuté à Paris, accusé d'avoir participé au complot de Lyon. Le même jour à Lyon parait le premier numéro du "Journal républicain des 2 départements du Rhône et de la Loire". Il est dirigé par Duviquet.
Le 24 janvier, les trois représentants en mission réorganisent Lyon. Ils fusionnent les 32 comités révolutionnaires à 9, créant neuf arrondissements. Ils nomment directement toutes les personnes responsables des opérations de séquestres.
Le 26, le conseil municipal décrète que les domestiques, personnes oisives et indignes de confiance, doivent quitter Lyon.
Le 28, les commissaires aux inhumations font un rapport décrivant les dangers de laisser les cadavres du siège sans sépulture.

### Février 1794

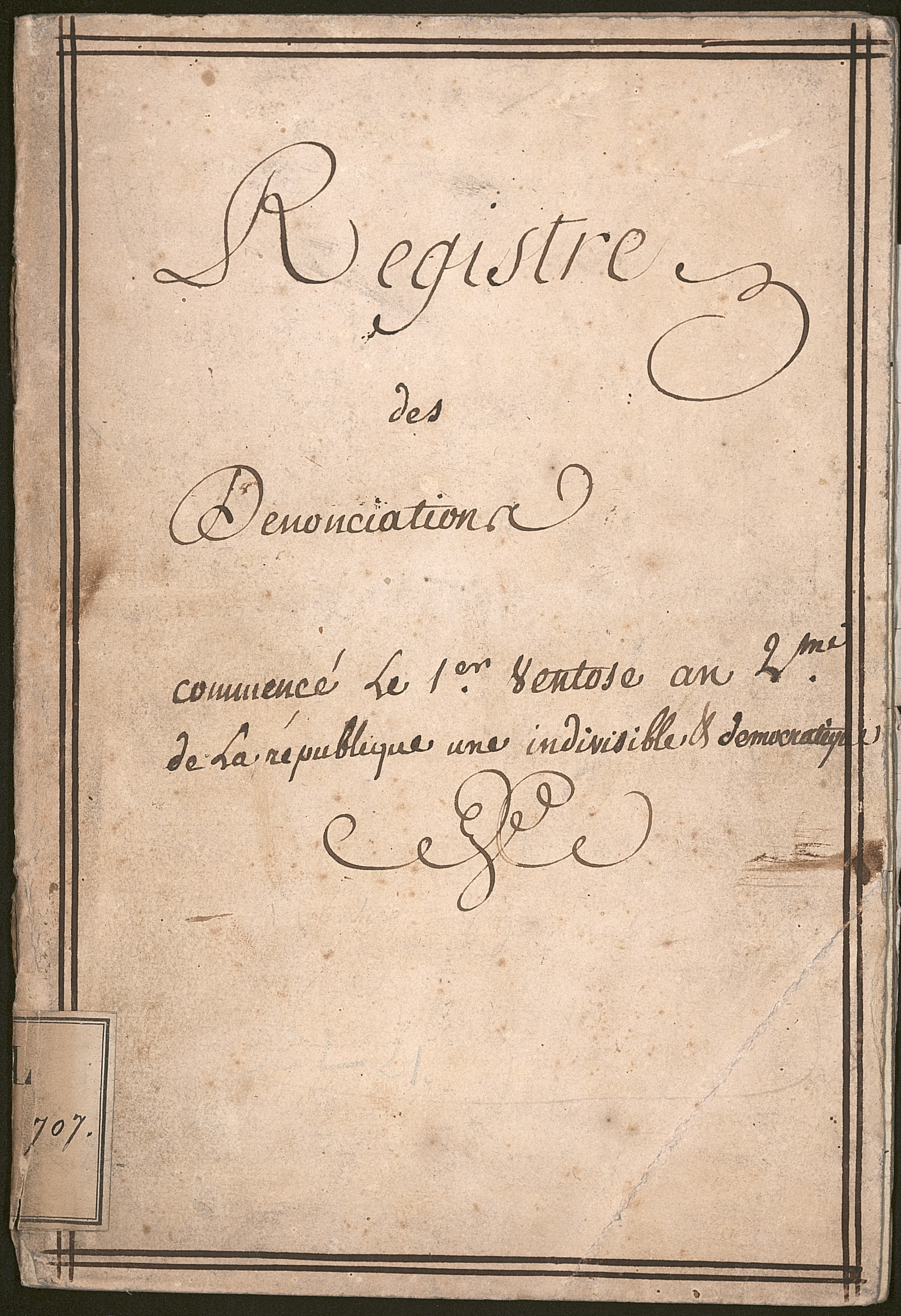
Registre de dénonciations de la commission révolutionnaire de Lyon. ADRML

Les exécutions ralentissent. La disette sévit toujours cruellement. Durant tout le mois, des divisions se font jour entre la société populaire, qui supporte de moins en moins les jacobins parisiens et la commission temporaire.
Le 12 février, des représentants organisent le gouvernement révolutionnaire dans le département du Rhône. Le même jour, des plaintes sont entendues à la Convention contre le tribunal des Sept.
Le 18 février, les représentants envoient une lettre à Paris défendant l'action du tribunal des Sept.
Le 21 février, un membre du district de Lyon propose de ne plus fêter le dimanche et les fêtes religieuses.
Le 28, le sculpteur Chinard, qui était en prison depuis octobre, est acquitté.

### Mars 1794
Le 10 mars, une grande fête de l'égalité est organisée avec un défilé de Perrache aux Brotteaux, où une montagne a été dressée par Hennequin.
Le 16 mars, de nouveaux comités révolutionnaires sont mis en place. Ils s'appuient sur le nouveau découpage en neuf "cantons", remplaçant les sections supprimées. Autour de Bellecour est créé le canton de la Fédération et le canton Égalité, autour de l'hôtel-Dieu le canton sans-culotte, autour de la Halle aux blés le canton Chalier, autour de "la Métropole" le canton de la Raison, autour de "la Montagne", le canton Le Pelletier, autour du Gourguillon le canton de la Montagne, autour de la Maison commune (l'hôtel de ville) le canton de la Liberté, au nord-est le canton de la Convention et au nord-ouest le canton Marat.
Le 22, les représentants en mission fixent les administrations permanentes de la commune, qui sont le district de Lyon, le tribunal des Sept, le conseil général de la commune et les neuf comités révolutionnaires. L'administration du département est établie à Villefranche, le tribunal criminel à Neuville et le tribunal de district à Saint-Genis-Laval.
Le 26, la société populaire de Lyon est dissoute sur ordre des représentants. Les Jacobins en mission créent dans la foulée une société nouvelle avec Duviquet.
Le 27, le comité de salut public rappelle Fouché pour qu'il s'explique sur son action à Lyon. Il interdit immédiatement toutes poursuites contre les patriotes de la ville.
Le 30, avant la dissolution de la commission temporaire, de dernières exécutions ont lieu.

### Avril 1794
Le 4 avril, l'armée révolutionnaire est dissoute.
Le 6, les représentants proclament que l'ère est à présent à la reconstruction de la ville, et au redémarrage de son industrie.
Le 16, les dernières exécutions de la Terreur lyonnaise son le bourreau Jean Ripet et son aide. Des dénonciations montent à Paris pour accuser les amis de Chalier de vol pendant la Terreur. Ces malfrats menaceraient les représentants en mission qui seraient au courant.
Le comité de salut public imposent aux représentants le rétablissement de la société populaire de Lyon, lui restituent son local et réintègrent les officiers municipaux destitués.
Le 22 avril, le comité de salut public rétablit à Lyon les autorités qui avaient été transférées à l'extérieur. Laporte est envoyé à l'armée des Alpes, Méaulle réintègre la Convention et Dupuy est envoyé à Lyon.

### Mai 1794
Les représentants en mission souhaitent raviver la société populaire en la purgeant de tous ceux qui ne sont pas les vrais amis de Chalier et de Gaillard. Le lendemain, la société prend le nom de "Société populaire des Jacobins de Commune-affranchie amis de Chalier et de Gaillard".
Le 18 mai, Bertrand propose de brûler le serment de la fête de la Fédération de 1790.
Le 22 mai, les deux représentants en mission envoient un rapport au comité de salut public pour présenter leurs propositions pour rétablir le commerce à Lyon. Leur proposition principale est de créer de petits établissements de soierie.

### Juin 1794
Durant le mois de juin, puis de juillet, les luttes internes du comité de salut public parisien rejaillissent à Lyon.
Fontenelle, agent municipal, publie un nouveau maximum.
Le 8 juin, fête de l'être suprême place Bellecour où le décor a été réalisé par Hennequin et Chinard.
Emery et Fillion partent à Paris et sont nommés juges au Tribunal révolutionnaire le 24 juin. Achard, revenu à Lyon, est nommé receveur de la ville, sous la direction de Dupuy.
À la fin du mois de juin, Reverchon, opposé à la Terreur, s'éloigne de la ville, laissant Dupuy diriger les affaires de la cité.

### Juillet 1794
Le 3, suppression de la commission des séquestres.
Le 14 juillet, la prise de la Bastille st célébrée sur la place Bellecour, renommée place de la Liberté.
Le 16 juillet, la société populaire de Lyon reçoit un diplôme d'affiliation du club des Jacobins.
Le 19 juillet, le journal de Commune-affranchie de d'Aumale reparaît. Il avait été suspendu en 1793 pour ses propos outrageusement déchristianisateurs.
Le 29 juillet, Emery, Fillion et Gravier sont arrêtés.

### Août 1794
Durant tout le mois d'août, Lyon connait des difficultés d'approvisionnement.
Le 1er août parvient à Lyon la nouvelle de l'arrestation de Robespierre. La société populaire adresse immédiatement ses félicitations à la Convention.
Le 3, ayant appris la nouvelle, Reverchon revient à Lyon et publie la proclamation de l'exécution de Robespierre conjointement avec Dupuy.
Dès le lendemain, des robespierristes sont arrêtés, dont Fontenelle et Revol. Achard et d'Aumale, qui se cachent sont recherchés.
Les représentants en mission Reverchon et Dupuy font le 5 août une nouvelle proclamation contre Robespierre, bien hypocrite pour Dupuy.
Le 8, la société populaire décide de changer de nom pour s'appeler la "Société des amis de la Liberté et de l'Égalité".
Le 10 août, une cérémonie commémorant l'anniversaire du 10 août 1792 est organisée où Reverchon tient un discours sur la chute du "tyran Maximilien 1er".
Le 11 août, les représentants renouvellent les administrations, laissant la mairie à Bertrand.
Le 12 août, Dupuy est rappelé à Paris, remplacé par Laporte.
Le 15 août, le comité des démolitions est supprimé.
Pour lutter contre la circulation des faux assignats, des contrôles sont organisés à partir du 17 aux portes de la ville.
Le 22 août, la municipalité organise des écoles primaires.
Le 23 août, Reverchon et Laporte dissolvent à nouveau la société populaire et nomment directement les membres de la nouvelle société. Ils renouvellent également les membres des administrations.
Le 24 août, une députation de la ville vient réclamer justice à la Convention, notamment contre les arrestations décidées par Fontenelle. Un rapport est demandé sur la situation lyonnaise a établir devant le comité de salut public.
Le 26 août, dans la foulée de la purge des administrations par Reverchon et Laporte, la mairie est confiée à Salamond.
Le 31 août, la réouverture du théâtre est décidée.

### Septembre 1794

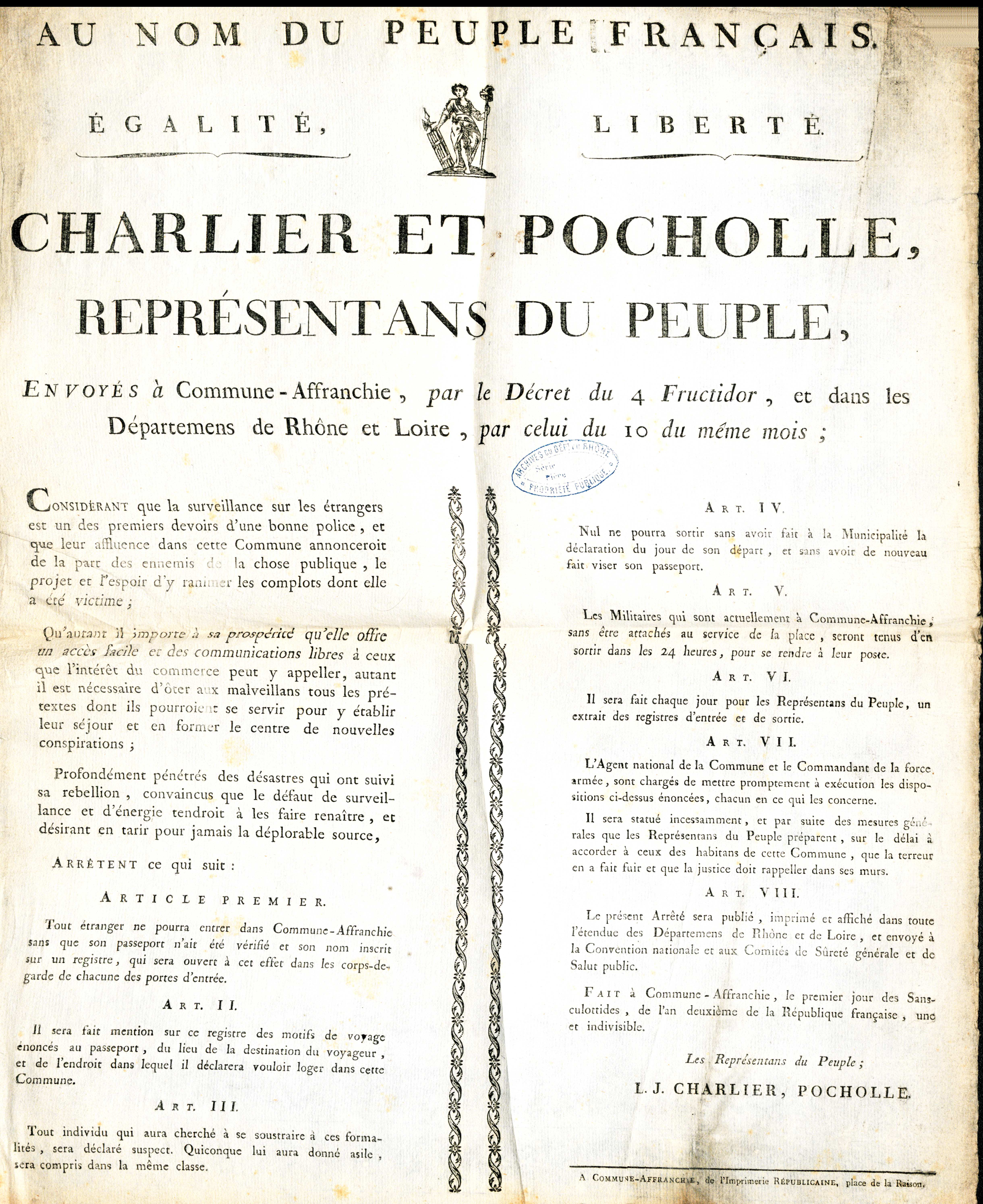
Arrêté des représentants en mission ordonnant le contrôle des étrangers dans le Rhône, 17 septembre 1794. ADRML.

Le 3 septembre, Reverchon et Laporte quittent Lyon, remplacés par Pocholle et Charlier.
Les 17 et 18 septembre, des rumeurs font état du retour de Précy et de contre-révolutionnaires. On demande aux comités d'être vigilants envers les étrangers.
Le 20 septembre, une députation de la société populaire vient à la Convention et demande que tout soit fait pour relancer le commerce local. Elle demande également la levée du décret du 12 octobre 1793.
Le 21 septembre, une fête est organisée pour célébrer la République. Des pièces de théâtre sont jouées et les bustes de Marat et de Rousseau sont exposés.
Le 24 septembre, la société populaire placarde des affiches demandant la souveraineté de la commune. Cela déplait aux représentants qui suspendent les séances de la société et décident de l'expurger une nouvelle fois.

### Octobre 1794

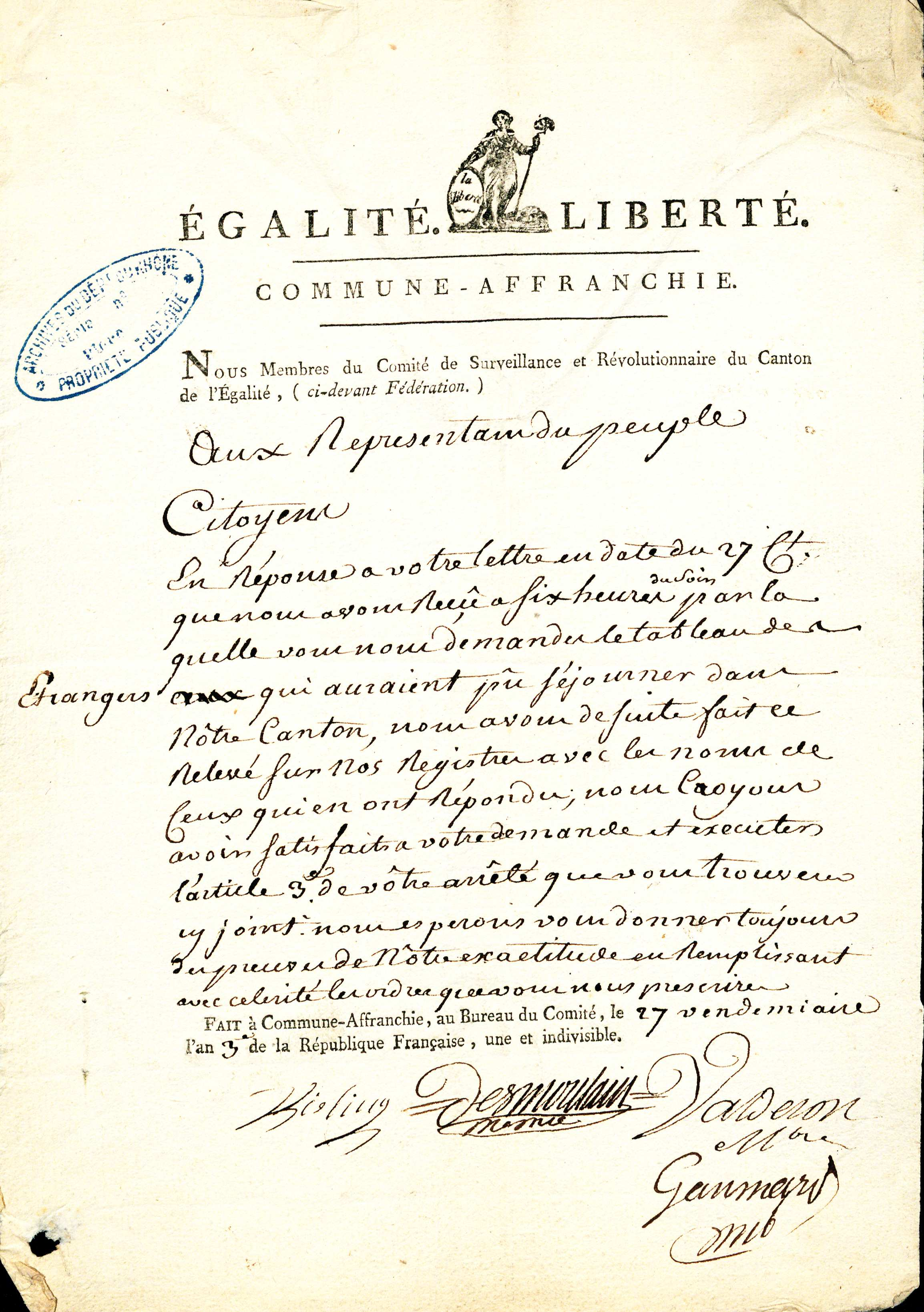
Lettre du Comité révolutionnaire du canton de l'Égalité aux représentants en mission leur fournissant la liste des étrangers résidant dans leur quartier. ADRML.

Les disettes et les manques provoquent des désordres. Un mouvement de foule se produit le 4 octobre lors d'une distribution de charbon de bois.
Le 7 octobre, la Convention décide que Commune-affranchie reprend son nom de Lyon, qu'elle n'est plus en état de rébellion, que la confiscation ne peut plus porter que sur les armes. Les propriétaires des biens confisqués doivent se faire connaître pour les récupérer. Elle décide que le projet de colonne portant mention "Lyon n'est plus" est annulé.
Le 12, quand ce décret est connu à Lyon, des scènes de joie se répandent dans la ville. Une souscription est ouverte pour offrir à la nation un navire nommé "Lyon".
Le 14 octobre, la grosse cloche de Saint-Jean est descendue pour être fondue et réaliser avec l'acier les canons du futur vaisseau.
Le 16 octobre, une grande fête est organisée en l'honneur de Jean-Jacques Rousseau. Un cénotaphe est élevé en face du pont Morand par Chinard.
Durant la seconde moitié du mois, des arrestations ont lieu et les détenus sont envoyés à Paris.
Le 26 octobre, les représentants en mission prennent un arrêté contre le fanatisme religieux. Ils excluent toutefois toute répression, mettant en avant la persuasion.
Le 28 octobre, les représentants réorganisent encore l'administration de la ville. Ils suppriment progressivement les neuf comités révolutionnaires et le conseil général de la commune est remplacé par un conseil municipal.
- Liste des nouveaux membres des administrations décidée par Charlier et Pocholle. ADRML.

"Liste
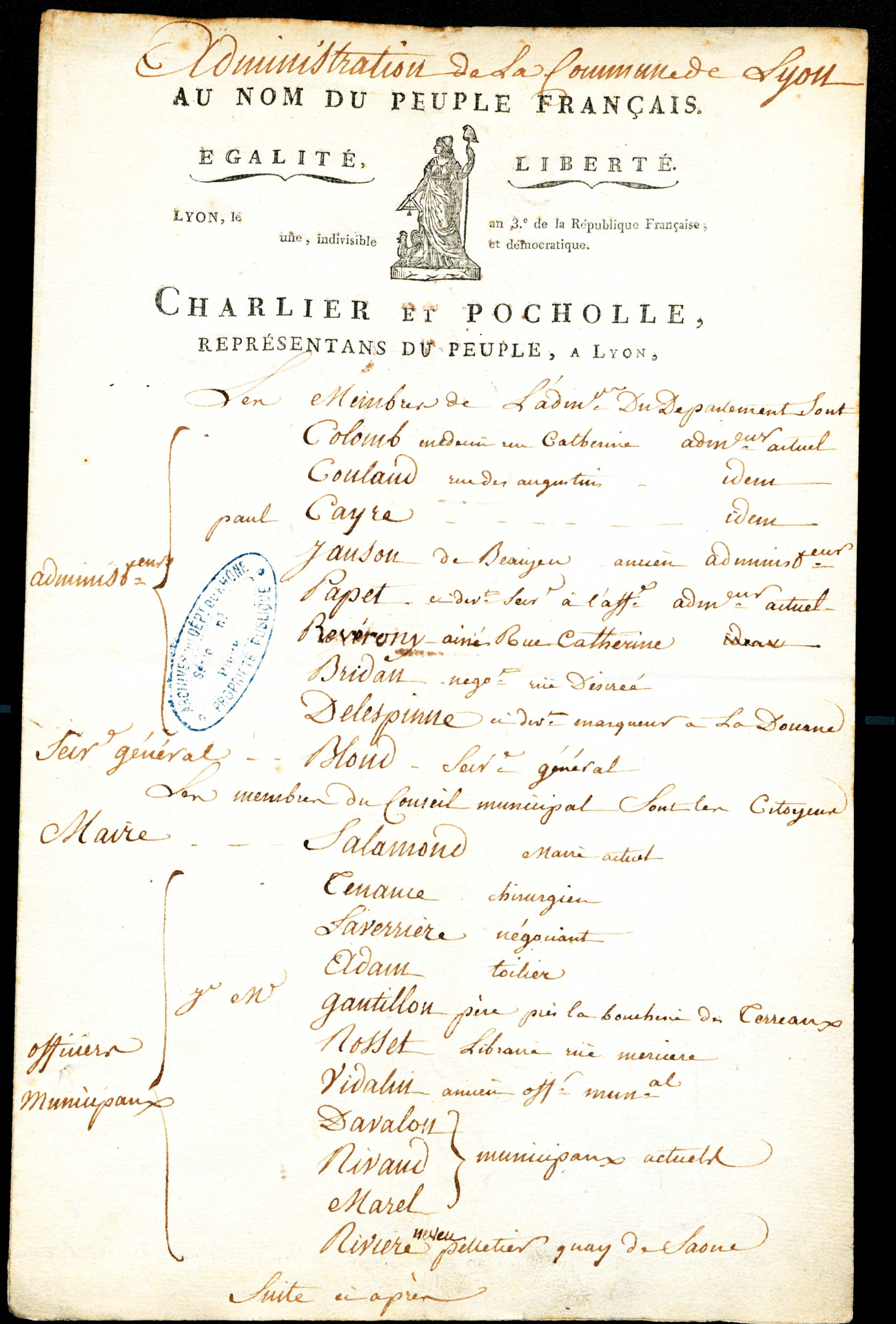
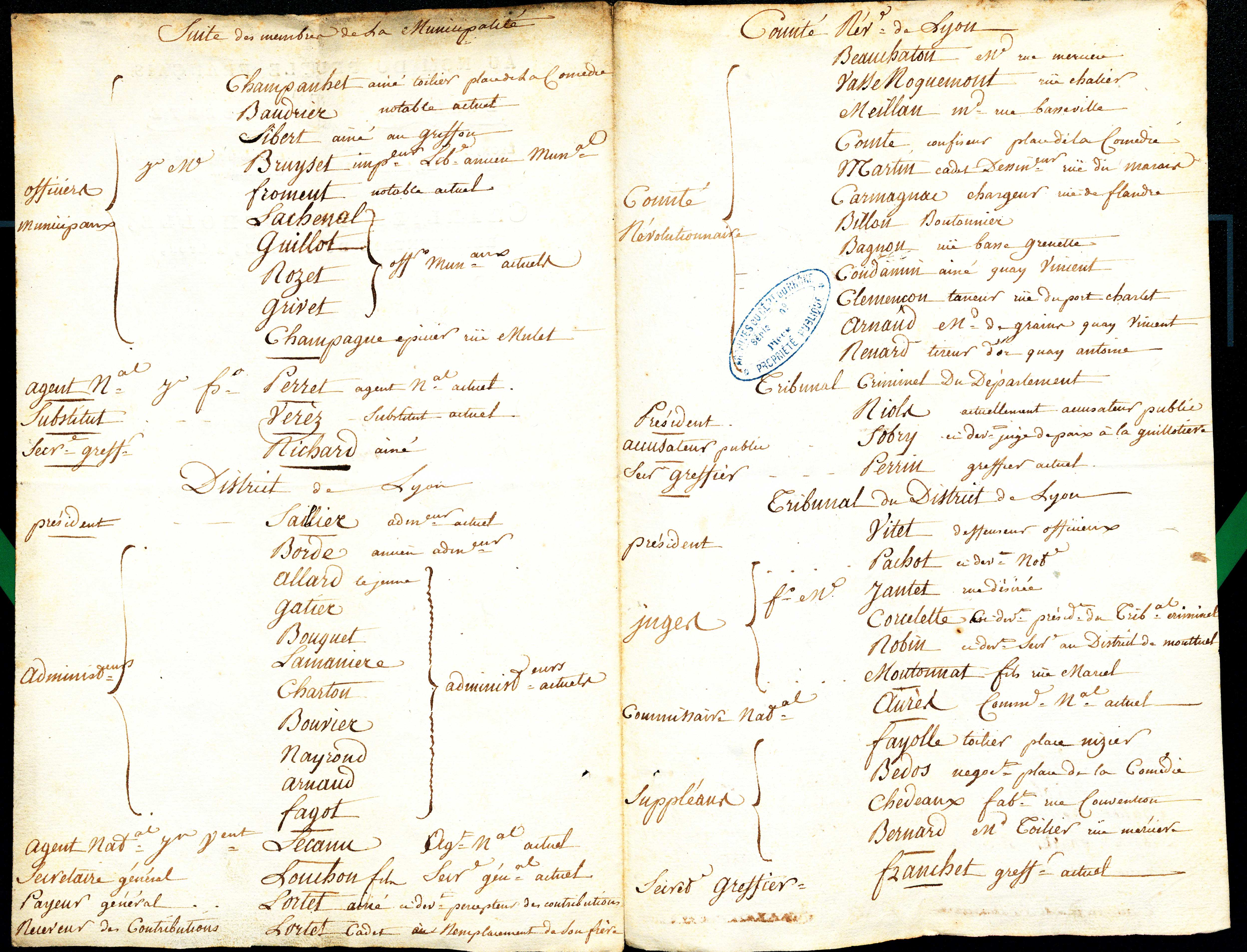
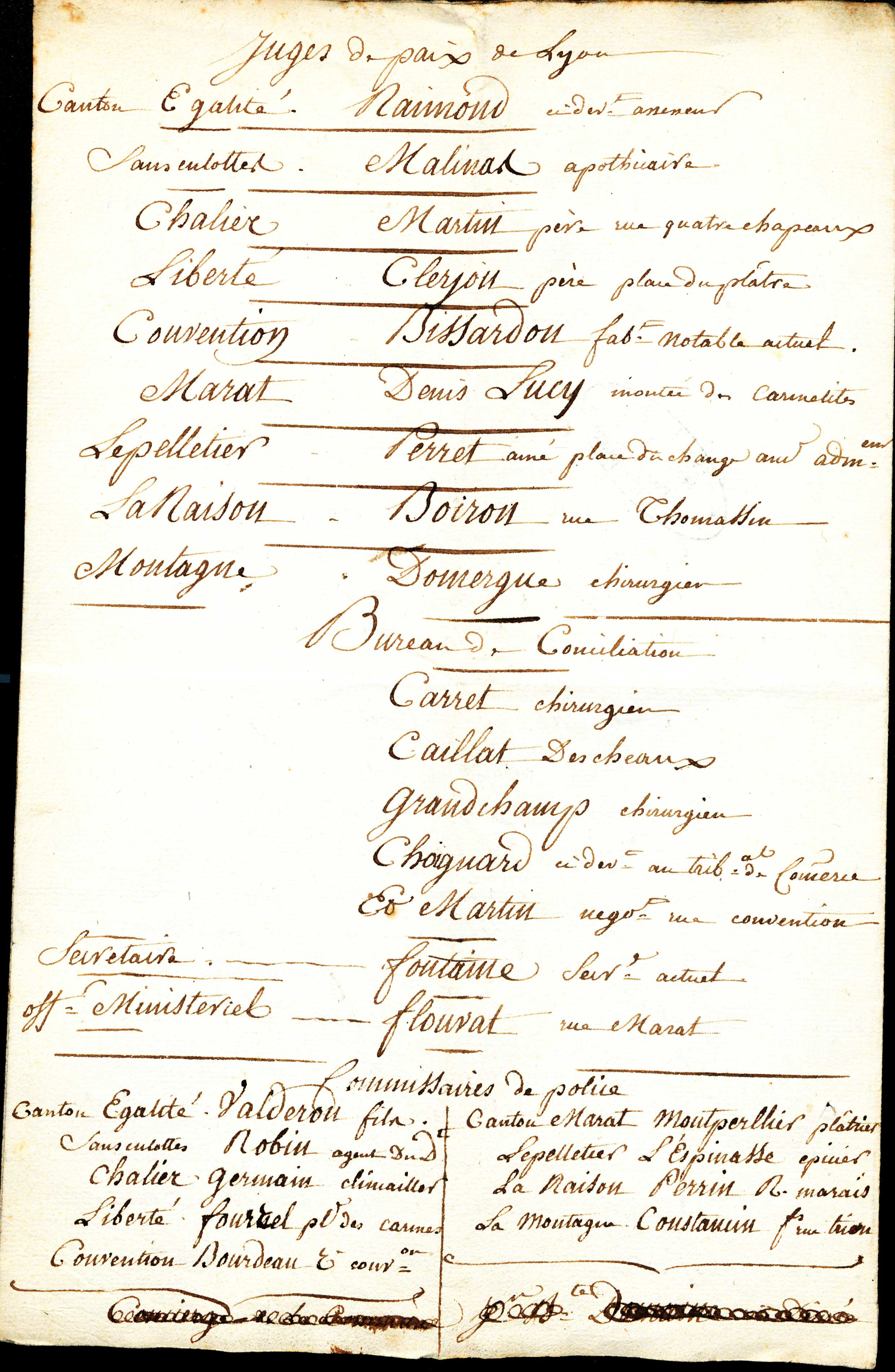

Le 30 octobre, Salamond arrive enfin dans sa ville, venant de Montélimar.

"Liste
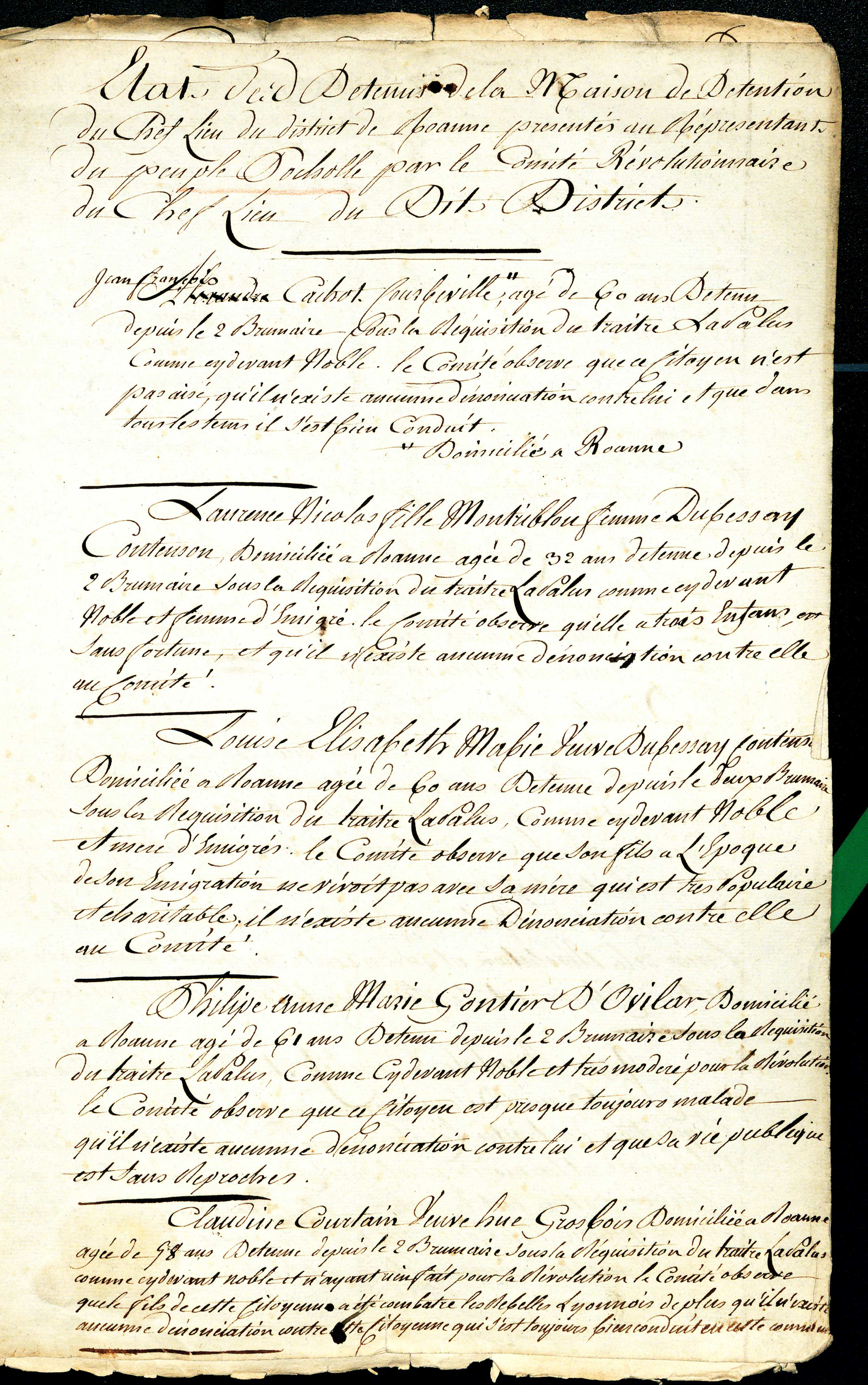
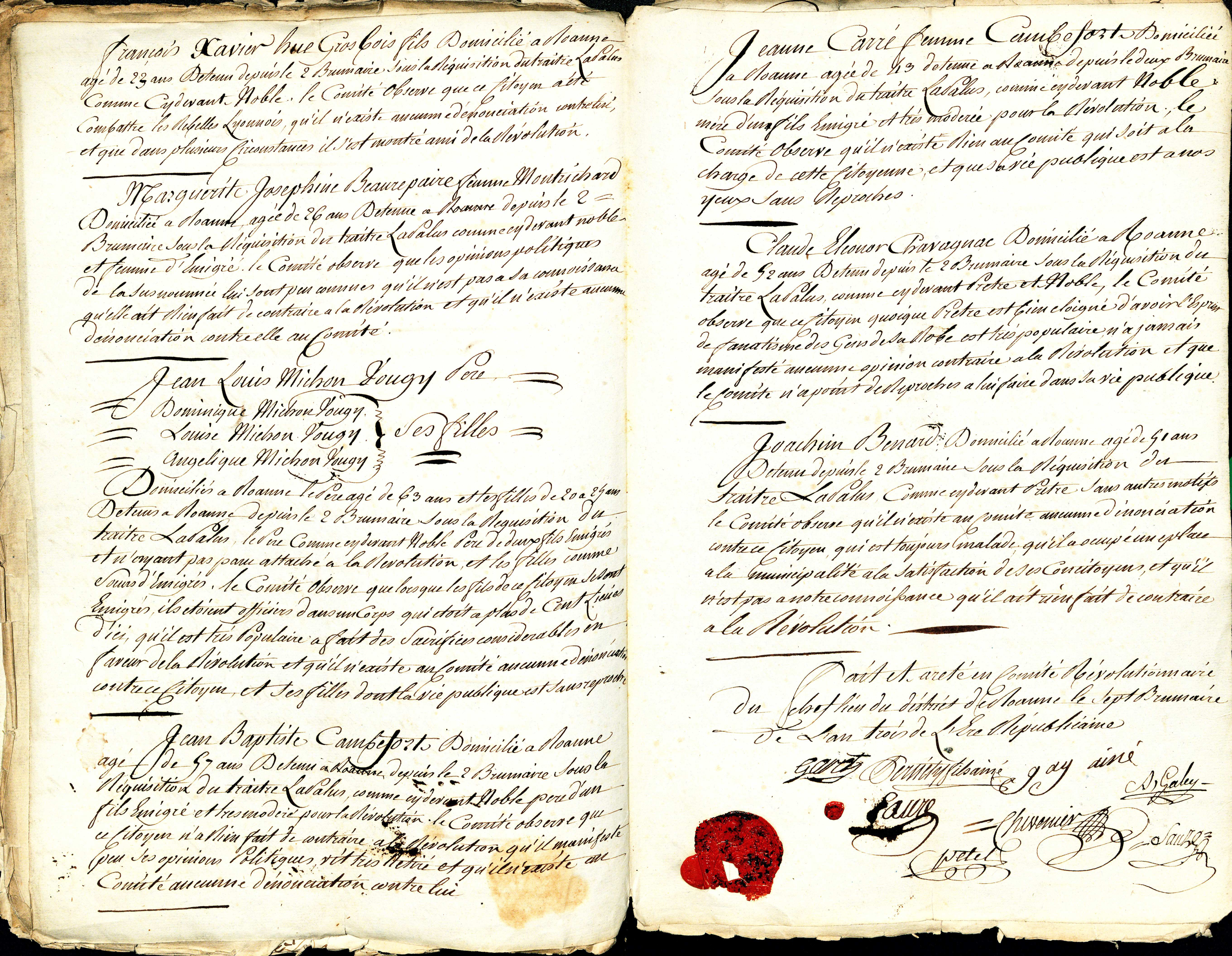
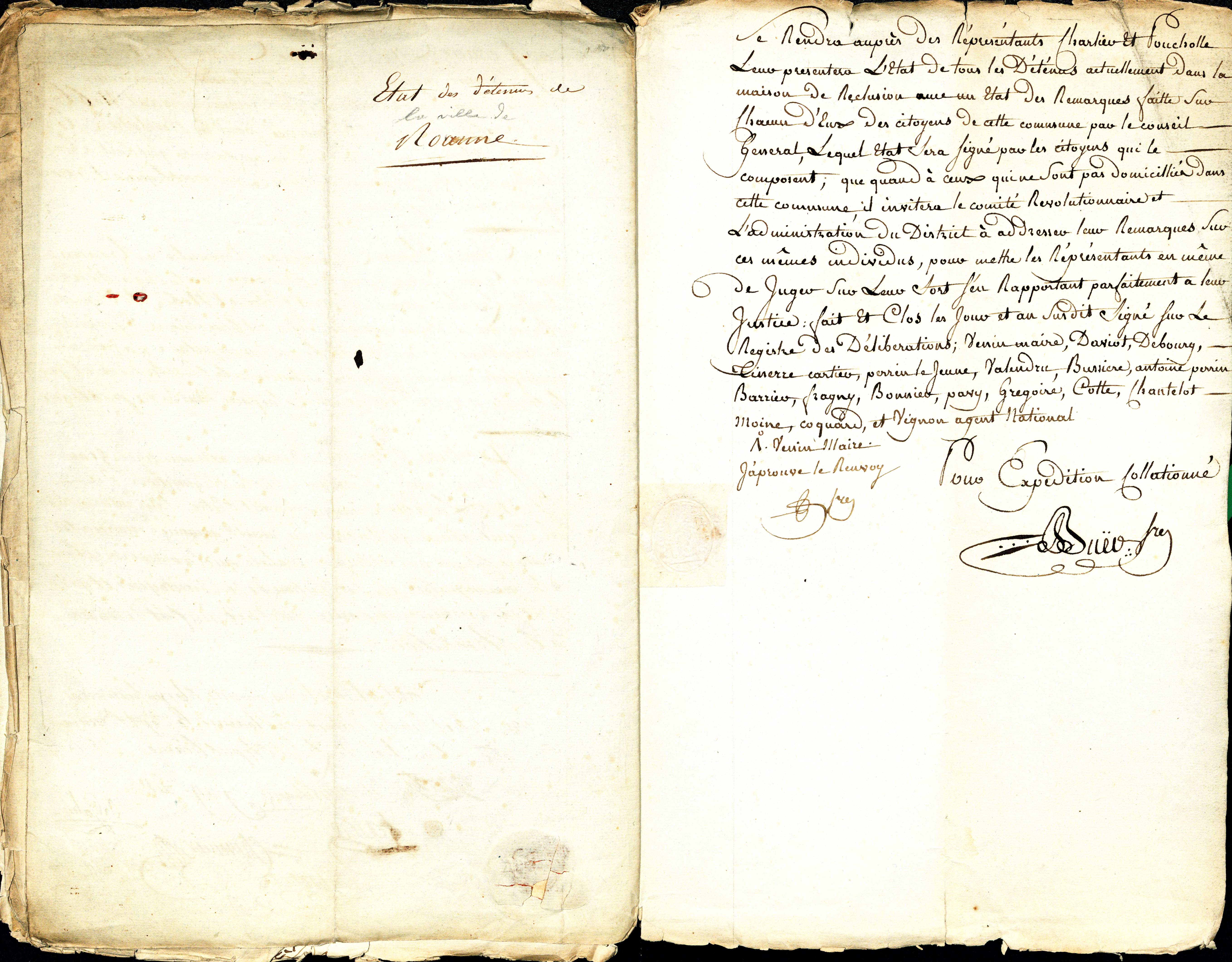

- Liste et description des détenus à Roanne présentés au représentant en mission Pocholle.

### Novembre 1794
Imbert-Colomès, sous un nom d'emprunt "Philibert", depuis la Suisse où il s'est émigré, prend contact avec des agents anglais pour discuter de ses menées contre-révolutionnaires
Le mois est perturbé par des brigands, appelés les "Machurés", qui parcourent les campagnes de Lyon. La rumeur veut que certains se soient introduits dans la ville.

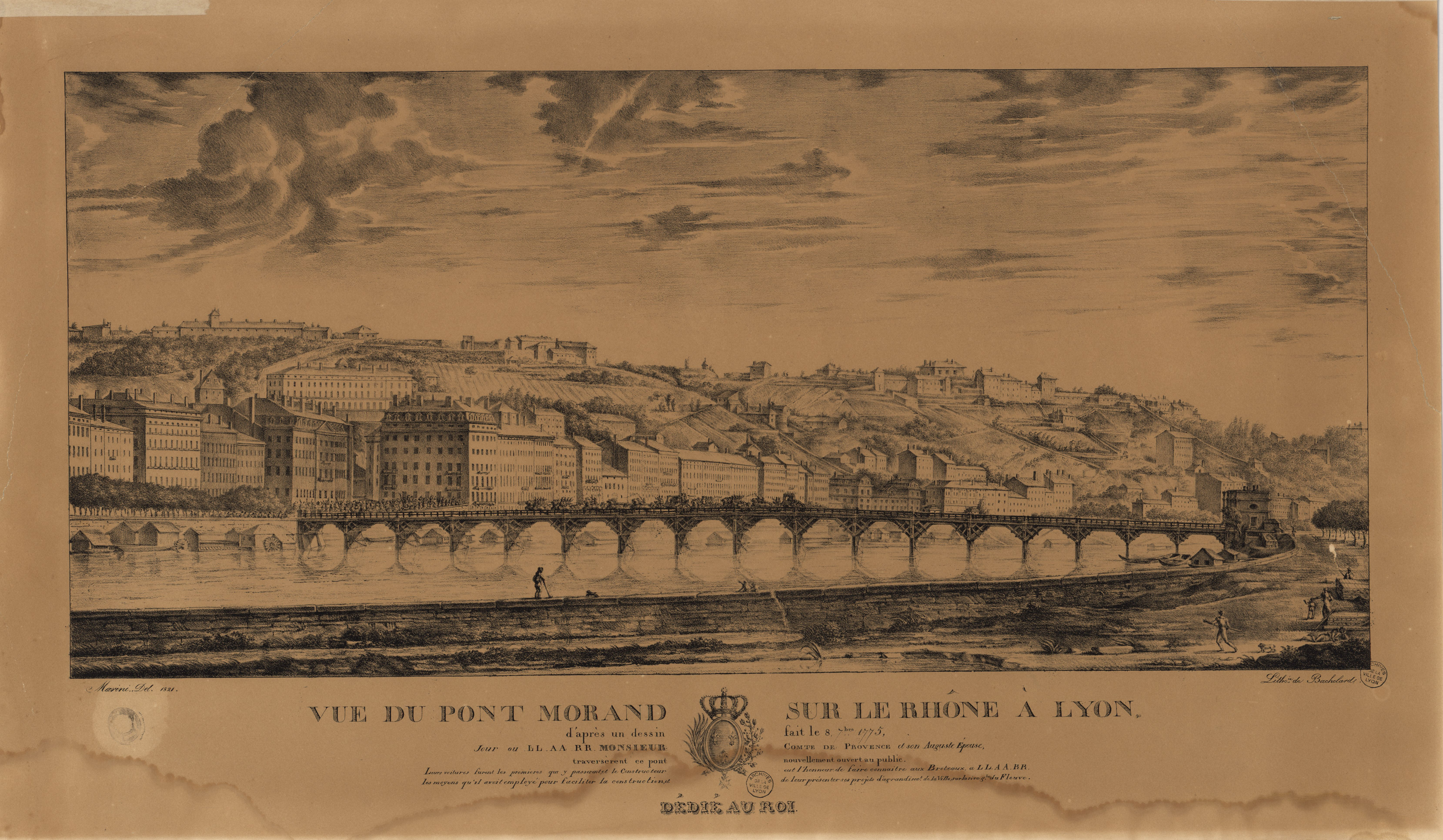
Pont morand, en 1821, archives municipales de Lyon

Le 7 novembre, l'école des évolutions des Brotteaux, qui devait recueillir des enfants isolés et les éduqués avec des exercices militaires, est abolie et les enfants sont envoyés au sein de la Fabrique pour y apprendre des métiers liés au tissage de la soie.
Les 11 et 12 novembre, les représentants en mission mandatent la municipalité pour vérifier que les agents municipaux destitués soient bien désarmés.
Le 13 novembre, les représentants en mission décident de renommer le pont Morand pont rouge des Victoires.
Le 20 novembre, une fête des Victoires est organisée, autour de deux statues des Victoires et de la Renommée réalisées par Chinard dressée à l'entrée du pont Morand, puis sur la place Bellecour.

### Décembre 1794
Tout au long du mois, des distributions de nourriture sont organisées devant la détresse du peuple. Le directeur du théâtre décide d'organiser pour les plus pauvre une représentation gratuite par décade.
Le 3 décembre, prise officielle des fonctions du maire Salamond.
Le 7 décembre, Charlier et Pocholle quittent Lyon, remplacés par Tellier. Le même jour, un décret demande aux héritiers des entreprises confisquées de les reprendre en charge.
Le 24 décembre, un second représentant en mission vient seconder Tellier, il s'agit de Richaud.

## 1795

### Janvier 1795
Le prix des denrées est élevé, ce qui attire des étrangers dans la ville, dont des déserteurs ou des émigrés. Les autorités ne font rien contre eux.
Le 2 janvier, l'ancien président de la commission militaire, dénoncé régulièrement pour des violences et des vols sur des prisonniers, panique en entendant un coup de feu, se jette sur un innocent et l'égorge.
Le 21 janvier, une fête est organisée pour célébrer la mort de Louis XVI. Un monument est érigé place des Terreaux avec comme allégorie des tyrans un roi en tigre, un noble en loup, un religieux en renard et un financier en vautour.

### Février 1795
Les premières rixes de la Terreur blanche commencent à Lyon. Des listes de dénonciateurs et de dénoncés imprimés en Suisse se diffusent dans la ville. Cette liste a été préparée par des monarchistes qui souhaitent attiser les haines de la Révolution pour tenter le rétablissement de la royauté.
Le 2 février, la Convention décrète l'annulation des dispositions pénales prises contre les révoltés de Lyon.
Le 14 février, Fernex est assassiné en plein jour, arraché à une escorte, tué et jeté dans le Rhône à la hauteur du petit collège. Les coupables ne sont pas inquiétés.
Le 16 février, la convention nomme Borel en remplacement de Tellier.
Le 17 février, création du "Journal de Lyon et du département du Rhône", réalisé par Pelzin.
Organisation le 18 février d'une fête de Retour de la Concorde. Elle a pour but de célébrer la levée des dispositions pénales frappant Lyon et de calmer les esprits. Elle est richement ornées de bannières, de décors, de mannequins représentant Robespierre et Chalier, un dénonciateur et un Jacobin. elle est ponctuée de chants et de discours.
Le 20, La Croix-Rousse reprend son nom en remplacement de Commune-Chalier. La déjacobinisation des noms de rue commence.

### Mars 1795
Le 3 mars parait le décret qui rend aux parents des condamnés les biens et propriétés des condamnés.
Le 4 mars, les représentants en mission Borel et Richaux arrivent à Lyon.
Le 6, à la suite de demandes pressantes, ils rétablissement les gardes nationales.
Le 8, les représentants modifient encore les administrations. Celle du département ne comprend plus que cinq membres et siège à la maison-commune. Celle du district est déplacé à l amaison Saint-Pierre.
Le 15, constatant que des troubles et bagarres ont lieu très fréquemment, et pensant que les problèmes viennent des étrangers, imposent aux aubergistes de tenir un registre avec les noms et qualités de ceux qui dorment chez eux.
Durant tout le mois de Mars, l'agitation est permanente, surtout autour des Terreaux, où se concentrent les cafés et les théâtres.

### Avril 1795
Le 2, la Convention rappelle Richaud et nomme à la place Boisset.
Le 7, Les états-majors de la garde nationale sont institués. Les chefs Madinier, Charles Seriziat et Chenaud prêtent serment.
Le même jour, la nouvelles de la déportation de Collot d'Herbois suscite des scènes de liesse de la part des Muscadins, et des réprobations de la part des Mathevons.
Le 13 avril, devant le manque d'argent, la municipalité arrête les travaux de réparation de l'hôtel de ville.
Le 14 avril, arrivée de Boisset à Lyon. Il constate rapidement l'état de ruine de Lyon et le manque d'argent dramatique de la municipalité. Il envoie un rapport à la Convention pour décrire la situation.
Le 17, parution du décret qui restitue l'ensemble de leurs attributions au département et au district. Les procureurs généraux de syndic de ces deux institutions sont à nouveau chargés de faire respecter les lois.
Le 20, le bataillon de la Côte-d'or quitte Lyon. La crainte d'exactions des « Blancs » monte chez les patriotes.
Le 23 avril, les représentants en mission et les autorités procèdent à une vaste perquisition destinée à débusquer les Jacobins ayant participé aux atrocités de la Terreur et à les faire juger par le tribunal criminel du Rhône. Ils arrêtent alors des dizaines de personnes.
Le 25, Boisset transfère l'école vétérinaire dans l'ancien couvent de l'observance, dit aussi des deux amants.
Le 30, le comité révolutionnaire somme deux suisses de quitter la ville, soupçonnés de trafic de métal précieux et d'assignats.

Lettre de Paul Alliot à Boisset se plaignant d'une incarcération injuste prononcée par Dérieux, président du comité révolutionnaire de Lyon.
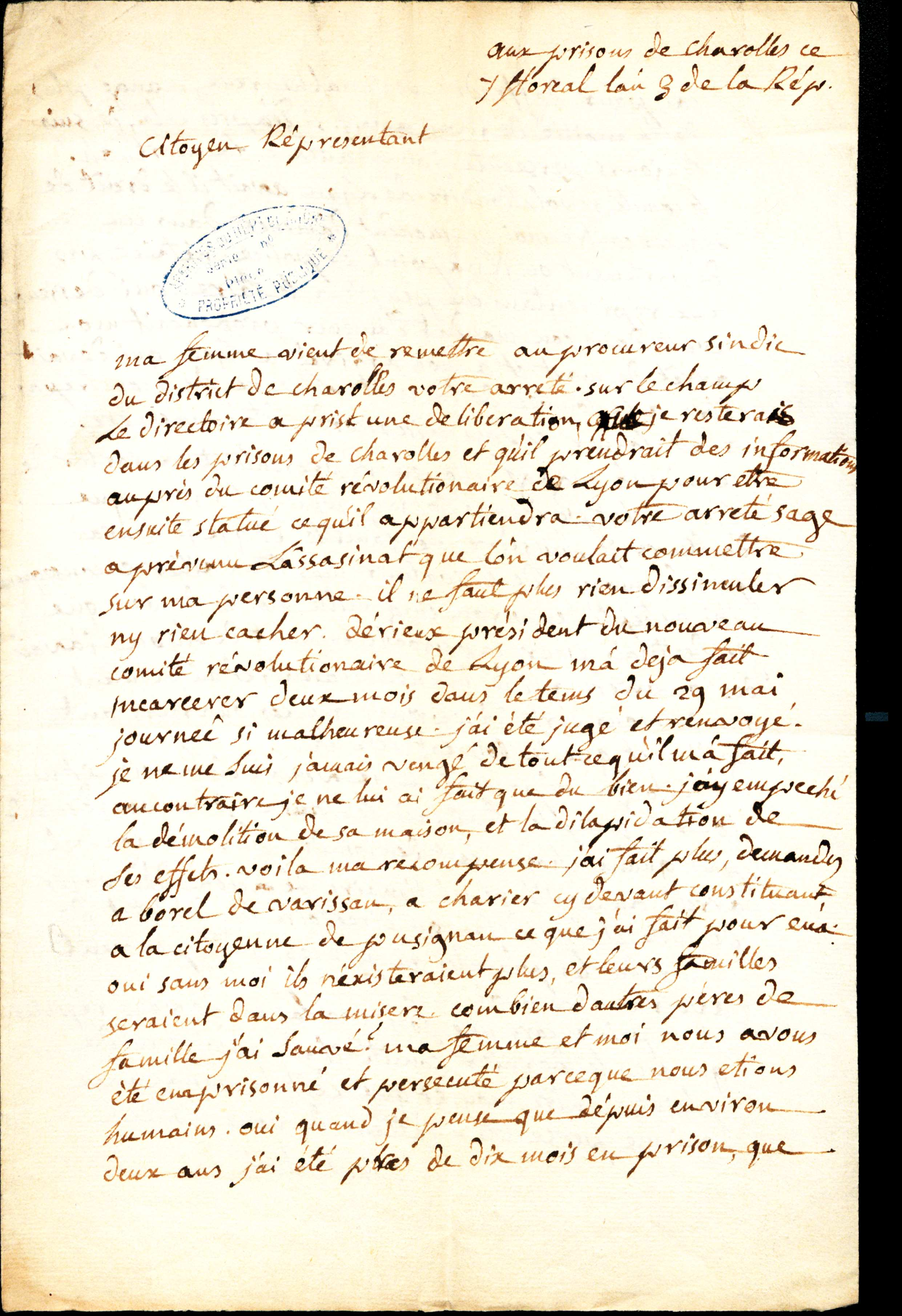
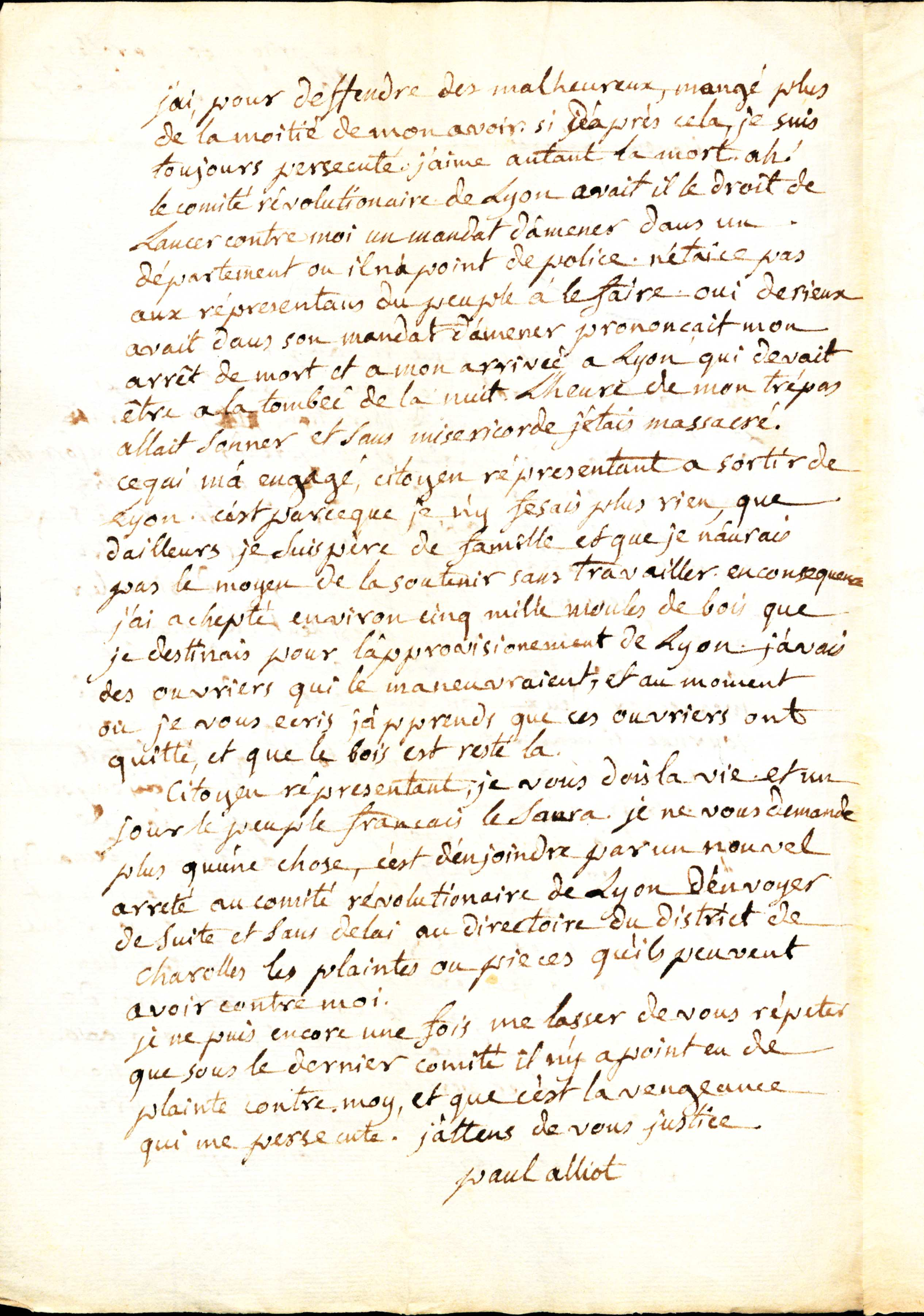

### Mai 1795

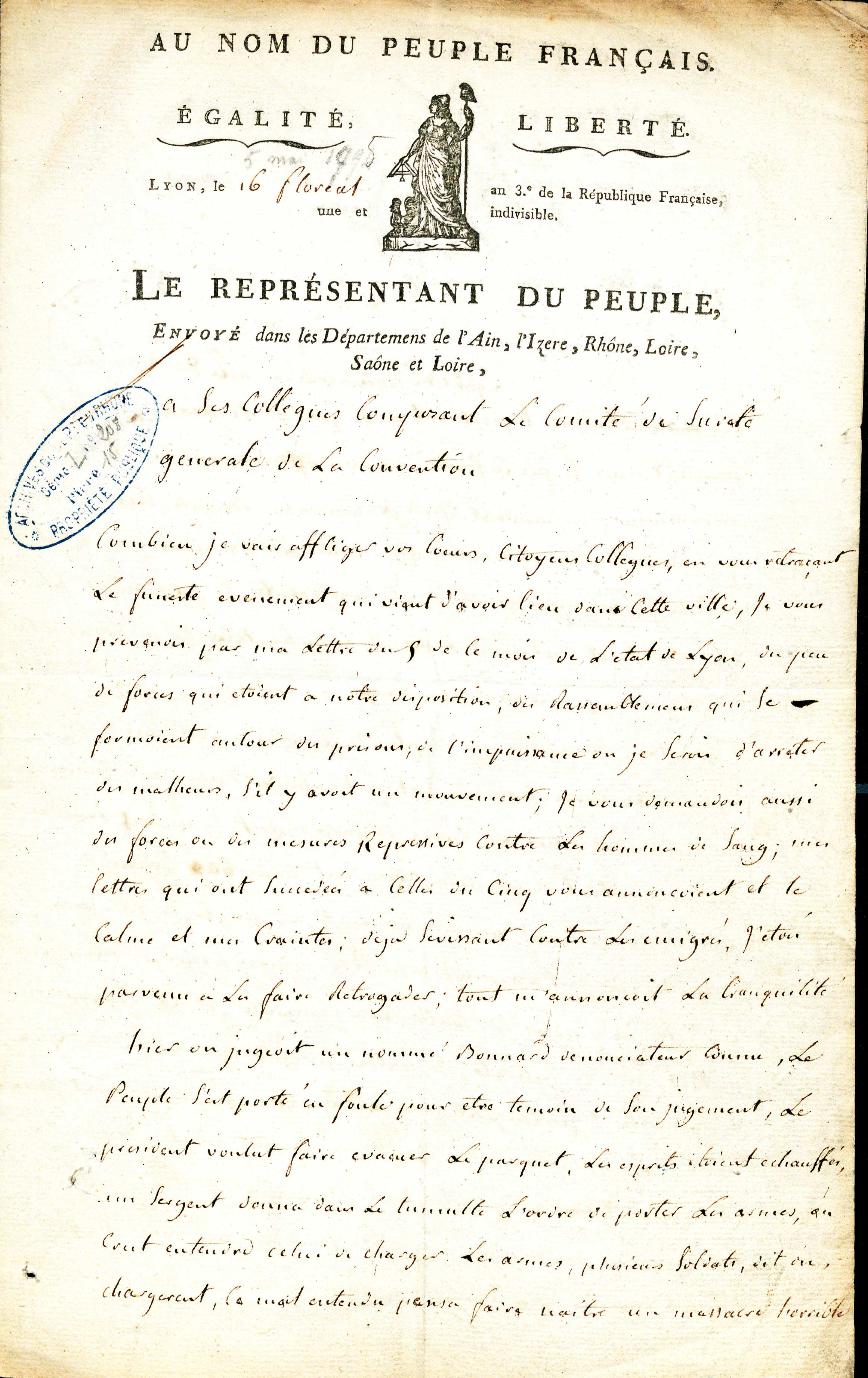
Le représentant Boisset livre ici son récit des évènements survenus la veille, dans la "prison de Roanne" (Palais de Justice de Lyon).

Le 4 mai, un mouvement de foule autour du tribunal criminel du Rhône déclenche une émeute massive. Il est estimé qu'entre 30000 et 40000 personnes se rassemblent rapidement à la prison de Roanne, forcent les portes et massacrent les prisonniers, surtout des dénonciateurs et des amis de Chalier. La foule se reporte ensuite aux prisons des Recluses et de Saint-Joseph. Le massacre continue jusque tard dans la nuit, et même encore les deux jours suivants. Il y a près de 100 morts, et de nombreux évadés. Immédiatement, une action secrète de la compagnie de Jéhu est accusée par certains de pousser les Lyonnais à la vengeance aveugle et contre-révolutionnaire. Cette émeute est facilitée par la passivité ou la complicité d'une partie de la garde nationale.
Le 5 mai, Antoine Dorfeuille, ancien président du tribunal de justice populaire après le siège de Lyon est assassiné dans la prison de Roanne.
Le 7 mai, le calme revenu, une adresse aux habitants et au peuple français est placardée pour appeler au calme.
Le 10 mai, Fouché envoie une lettre à Boisset où il exprime sa compassion vis-à-vis des massacres, mais où il dit qu'une justice plus rapide et sévère aurait pu éviter la colère du peuple.
Le 13 mai arrive le représentant en mission Cadroy, qui exprime ouvertement l'idée que les Lyonnais ont tenté de sauver la Convention en mai 1793.
Le 15 mai, les trois représentants en mission signent un décret en 22 articles destiné à purger Lyon de tous les indésirables. La rumeur d'un retour de la Terreur se répand, et le décret mentionne explicitement comme adversaire la Compagnie de Jéhu.
Le 20 mai, le palais Saint-Pierre est ouvert pour la bourse de Lyon, et pour un musée.
Le 21 mai, Cadroy supprime le comité révolutionnaire, puis quitte Lyon pour Toulouse. Le 24, Boisset le reconstitue.
Le 29 mai, une cérémonie de réconciliation nationale est organisée en l'honneur des victimes du siège de Lyon. La garde nationale, tambours et drapeaux ornés de crèpe, accompagne un cortège qui se rend aux Brotteaux où un cénotaphe a été construit en l'honneur des massacrés. Les discours attendent une vengeance juste de la part de la République,.
Le 30 mai, deux nouveaux représentants en mission arrivent en ville ; Poullain-Grandprey et Despinassy, qui est vite remplacé par Ferroux. Borel et Boisset sont rappelés. Les nouveaux représentants constatent vite les ressentiments de la population à l'égard de la République qui a massacré et voulu détruire la ville.

### Juin 1795
Le 3, des troubles apparaissent à cause de problèmes d'approvisionnement de Lyon.
Le 7 juin, à la suite du rapport des représentants, décrète que les accusés des massacres commis pendant la Terreur soient déférés devant le tribunal criminel de l'Isère. elle se rétracte quelques jours plus tard.
Le 8 juin, l'école centrale est installée au Grand collège.
Le 13 juin, à nouveau, sur pression des représentants en mission, la municipalité acte de mesures de surveillance des étrangers présents en ville.
Le 24 juin, sur ordre de la Convention, les représentants en mission quittent la ville pour s'installer à Trévoux, emmenant avec eux les dragons. Le décret de la Convention suspend les pouvoirs administratifs, qui sont confiés à l'état-major militaire, le maire Salamond est convoqué à Paris pour rendre des comptes, la garde nationale voit ses chefs démis, les fusils lui sont repris et les étrangers doivent immédiatement quitter la ville. Le décret place la ville « hors la loi ».
Le 26 juin, quatre bateaux de blés arrivent à Lyon, soulageant le peuple.
Le 28 juin, la municipalité envoie une adresse à la Convention estimant la mesure injuste, mais déclarant qu'elle s'y pliera.
Le 30 juin, le général Ouxbet, dit "César", qui commande la ville, ordonne le départ des étrangers sous 24 heures.

### Juillet 1795
Le 4 juillet, les représentants en mission écrivent un rapport qui indique que la population lyonnaise s'est soumise aux décret du 6 messidor. Il n'y a pas eu de réactions contre-révolutionnaires.
Delhorme, Champanhet et Lemontey, des Lyonnais missionnés par la municipalité présentent le 6 juillet à la Convention et aux comités parisiens une adresse où ils les supplient de supprimer le décret du 24 juin car les étrangers dangereux ont disparus de Lyon, et, soulignent-ils les « reptiles » sont venus car les « barbares » ont ravagés la ville.
Le 11 juillet, un camp militaire s'installe aux Brotteaux.
Le 13 juillet, les administrations de Lyon comparaissent devant la Convention, puis, devant les comités.
Dans le numéro du 14 juillet, le Journal de Lyon et du département du Rhône évoque un complot contre la ville de Lyon.

### Août 1795
La fête du 10 août est présidée par les représentants en mission Poullain-Grandprey, Ferroux et Despinassy, ainsi que par les administrateurs provisoires de Lyon.
Le 23 août, une adresse signée par un grand nombre de Lyonnais demande à la Convention que les ministres des cultes puisse, dans l'acte de soumission qui leur incombe, relever toutes les restrictions de conscience qu'ils jugent indispensables.

### Septembre 1795
Le 7 septembre, la nouvelle Constitution du 5 fructidor an III est présentée aux troupes campées sur les Brotteaux. En signe de réjouissance, elles tirent au canon.
Les 10 à 12 septembre, le prince de Conti et la duchesse de Bourbon passent à Lyon.
Le 15 septembre, un banquet est organisé par une soixantaine d'anciens défenseurs de la ville, qui exhibent leurs cicatrices. Les représentants placent autour de la salle des soldats pour prévenir les désordres, qui n'ont pas lieu.

### Octobre 1795
Le 8 octobre, une nouvelle municipalité est installée pour reprendre en main la gestion de la ville. Elle est entièrement nommée par les représentants.
Le 12 octobre, élection des députés du Directoire et des tribunaux. Les électeurs des assemblées primaires se réunissent à Saint-Jean. Les députés choisis parmi les anciens conventionnels ne sont ni des régionaux, ni des régicides (sauf Lepage) ; et ceux choisis hors de la Convention sont tous des monarchistes constitutionnels. Les milieux jacobins lyonnais sont désespérés.
Le 22 octobre, départ des représentants Ferroux et Despinassy, ne reste que Poullain-Grandprey.

### Novembre 1795
Le 10 novembre, la salle de la bourse ouvre réellement dans le Palais Saint-Pierre. Auparavant, les échanges se tenaient sur la place des Terreaux, et les discussions étaient quelquefois tumultueuses en raison de la dépréciation des assignats.
Durant le mois de novembre, en raison de l'amnistie décidée par la Convention, une recrudescence de violence a lieu.
Le représentant Poullain-Grandpery prend plusieurs arrêtés pour favoriser l'instruction, concernant l'école centrale, les bibliothèques, le jardin botanique, la conservation des monuments, etc..
À la fin du mois de novembre, un complot royaliste avorte en raison de l'abandon par le général autrichien Wurmser de son attaque. Le complot est dirigé par Condé, et à pour agents lyonnais Terrasse de Tessonnet et Imbert-Colomès. Précy, alors à Turin auprès de Louis XVIII se tenait prêt. À Lyon, les arrestations ne concernent que des hommes de main.

### Décembre 1795
Les élections pour l'administration départementale sont organisées en début de mois. Le poste de commissaire du pouvoir exécutif est confié à Paul Cayré, républicain.
Le pouvoir parisien, mis au courant du complot, tempête contre les autorités lyonnaises incapables d'arrêter les organisateurs.

## 1796

### Janvier 1796
Le début de l'année est terrible pour la population. Le chômage est partout, la misère élevée et la crise de subsistance permanente. La mortalité est très forte.
Le 8 janvier, le représentant en mission Jacques Reverchon remplace Poullain-Grandprey. Il entre dans Lyon avec 300 à 400 hommes, et avertit la population qu'il est là pour nettoyer la ville des conspirations contre-révolutionnaires. Rapidement, il procède à des arrestations pour faits de conspiration et révoque les magistrats,.
La police de Lyon envoie une protestation le 10 janvier au ministre de l'intérieur pour contester le faits de violence relayés par la presse, l'accusant de grossir les problèmes de la population.
Le 24 janvier, le cénotaphe des Brotteaux est incendié par les Jacobins, après qu'ils ont détruit les statues de la Victoire et de la Renommée dressées à l'entrée du pont des Victoires. Le Directoire décide de nommer directement les administrateurs municipaux de Lyon.
Le 26 janvier, les signes de ralliement à la Vendée sont interdits par Reverchon, qui liste les gances blanches, les cadenettes ou nattes retroussées, les cravates ou collets verts.

### Février 1796
Le 26 février, un arrêté du Directoire destitue les administrateurs du département.

### Mars 1796
Le 30 mars, la fête de la jeunesse est célébrée place Bellecour.

### Avril 1796
Le 3 avril, les assignats cessent d'avoir cours sur Lyon, ils sont remplacés par les mandats territoriaux.
Le 27 avril, le Courrier de Lyon est attaqué près de Melun, c'est le début de l'Affaire du courrier de Lyon.
Le 29 mars est célébré la fête des époux sur la place Bellecour.

### Mai 1796
Le 20 mai, une bagarre dont l'origine reste floue a lieu entre citoyens Lyonnais et soldats. Elle se solde par plusieurs morts. Le commissaire du pouvoir exécutif rend collectivement les Lyonnais responsables.
Le 27 mai, à la suite de la bagarre du 20 mai, le Directoire destitue le général Montchoisy, commandant militaire du Rhône, elle installe les trois municipalités d'arrondissement et le bureau central et ordonne à ce dernier de ne plus tolérer aucune pièce de théâtre propre à échauffer les esprits.
Le 28 mai, le général Montchoisy, non encore informé de sa destitution interdit à Lyon de porter et vendre épées et bâtons ferrés.
Le 29 mai, place Bellecour, célébration des fêtes de la Reconnaissance et des Victoires.

### Juin 1796
Le 5 juin, les officiers de la garnison de Lyon envoient une protestation conte la destitution de Montchoisy.
Le 11, le général Elie arrive pour le remplacer.
Le 24 juin, une loi pour l'activité industrielle comprend dans son article 2 l'obtention d'un million de francs de prêts à la Fabrique lyonnaise.
Le 27 juin, l'ambassadeur de Tunisie est de passage à Lyon.
Le 28 juin, la place Bellecour accueille la fête de l'agriculture.

### Juillet 1796
Le 2 juillet, l'ambassadeur de Tunisie et Joséphine de Beauharnais assistent au Grand-théâtre à une représentation d'Iphigénie en Aulide.
Le 14, un corse auparavant blessé pour avoir dit que Lyon n'avait pas été assez punie, est assassiné sur son lit d'hôpital après avoir récidivé.
Le 25, après des élections tenues en début de mois, les trois municipalités de Lyon s'installent.
Les 27 et 28 juillet a lieu la fête de la Liberté, qui commémore les 8 et 9 thermidor an II.
Les 28 et 30 juillet, Vitet, élu au conseil des Cinq cents, se plaint auprès de la municipalité d'exactions sensément réalisées à l'instigation de la compagnie de Jéhu à Lyon.

### Août 1796
La municipalité décide le 11 aoüt d'interdire le port de toute forme d'ornement en forme de fleur de lys, qui seront considérés comme des signes de ralliement à la contre-révolution et dont les porteurs seront poursuivis comme tels.
Durant le mois d'août, un camp militaire s'établit aux Brotteaux.

### Septembre 1796
Rodolphe Kreutzer donne un concert au théâtre des Célestins le 8, avec peu de succès.
Le 19 septembre a lieu l'inauguration de l'École centrale au palais Saint-Pierre, le grand collège étant occupé par des militaires. Gilibert fait le discours inaugural.
Le 22 septembre, sur la place Bellecour se déroule la fête de la Fondation de la République.

### Octobre 1796
La commission militaire de Lyon, chargée de juger les conspirateurs du camp de Grenelle condamne à mort les 9 et 10 octobre l'ancien maire de Lyon Antoine-Marie Bertrand, Joseph Cusset et Claude Javogues.
Le 10 octobre, le général Canuel remplace le général Élie.
Le 21 octobre, le camp militaire installé aux Brotteaux est levé.

## 1797

### Janvier 1797
Le journal Le Petit Tachygraphe sans couleur politique, qui adopte un ton neutre.
Les archives publiques du Rhône commencent à être regroupées à la suite de la loi du 26 octobre 1796.

### Février 1797
Dans la nuit du 20 février, des sentinelles en poste sont agressées. Une semaine plus tard, pour répondre, le général Canuel donne l'ordre de tirer à vue après trois sommations sans réponse.

### Mars 1797
Le 7 mars, l'ordre de tirer à vue est modéré à cause d'abus et de tirs sur des citoyens sourds.
L'Institut philanthropique du Rhône est créé par l'abbé de Lacombe. Son but est de lutter contre les Jacobins et de préparer le retour de la monarchie via les élections.

### Avril 1797
Camille Jordan et Imbert-Colomès sont élus au Conseil des Cinq-Cents par l'assemblée électorale du Rhône.

### Mai 1797
La grosse cloche de la cathédrale, muette depuis le siège, sonne le 2 mai pour annoncer la paix de Leoben.
Le 19 mai, malgré l'intérêt du public modéré et conservateur qui y voit des pièces raillant les révolutionnaires, le théâtre des Célestins fait banqueroute.

### Juin 1797
Le 16 juin est inauguré un pont de bois sur la Saône en face du palais de Justice.

### Juillet 1797
Des assassinats étant perpétrés régulièrement et des corps repêchés dans le fleuves, sans que les assassins ne soient retrouvés. Le Directoire autorise le 1er juillet le commandement militaire de Lyon à déclarer la ville en état de siège quand il le juge nécessaire.
Un débat a lieu le 4 juillet sur la situation lyonnaise. Le Directoire accuse les brigands, les chauffeurs, la compagnie de Jéhu et les émigrés d'être responsables de l'insécurité lyonnaise. Il accuse également les tribunaux de manquer de fermeté. Camille Jordan s'oppose à ce constat et renvoie la faute au régime militaire sous lequel est la cité.
Le 14, célébration de la fête nationale, avec Kellermann et son état-major.
Le 27, célébration, du 9 thermidor.

### Août 1797
Le 10 août, célébration d'une fête nationale commémorant l'insurrection parisienne.

### Septembre 1797
Le 7 septembre arrive à Lyon une lettre de Camille Jordan parlant de crime de lèse-nation, d'horrible attentat, dans une ville qui n'a pas encore connaissance du coup d'état du 4 septembre.
Le 8 septembre, un courrier du Directoire arrive à Lyon. Il annonce que le complot royaliste est déjoué, la cassation des élections et une affiche placardée sur tous les murs de la ville proclame : « Tout individu qui se permettrait de rappeler la royauté, la constitution de 1793 ou d'Orléans sera fusillé à l'instant ».
Le 9 septembre, à la suite de la loi suspendant la liberté de la presse, le dernier numéro du Journal de Lyon de Pelzin s'en prend à Barras.
Le même jour, Paul Cayre suspend le bureau central, accusé de négligence et de collusion avec la Compagnie de Jéhu.
Le 22 septembre, à la Fête de la fondation de la République, il y a très peu de spectateurs.
Établissement d'une nouvelle administration qui met sous séquestre les biens de Camille Jordan et d'Imbert-Colomès. De nombreux prêtres réfractaires et d'émigrés fuient la ville.
Le général Pouget remplace Canuel.

### Octobre 1797
Le 6 octobre, Paul Cayre écrit au ministre de l'intérieur que la loi du 19 fructidor a amélioré les choses à Lyon. La prohibition des journaux royalistes, la fuite des émigrés et des prêtres réfractaires a allégé la situation.
Le 21 octobre, cérémonie funèbre en mémoire du général Hoche.

### décembre 1797
Le 4 décembre, le nouveau général commandant le département, Rey menace les Lyonnais qui, malgré les mesures de retour aux calmes menacent toujours les soldats de la République.
Le 10 décembre, une cérémonie civique de replantation d'arbres de la Liberté a lieu dans chacun des trois arrondissements de Lyon.
Le 19 décembre, Joséphine de Beauharnais passe à Lyon pour rejoindre en Italie son mari Napoléon Bonaparte. La ville lui remet une médaille célébrant ses victoires sur laquelle est inscrit : « Il ne combattit que pour la paix et les droits de l'homme ».

## 1798

### Janvier 1798
Le 19 janvier est célébré la paix continentale.

### Février 1798

Rapport sur la situation critique du département et la Ville de Lyon mise en état de siège, 2 février 1798
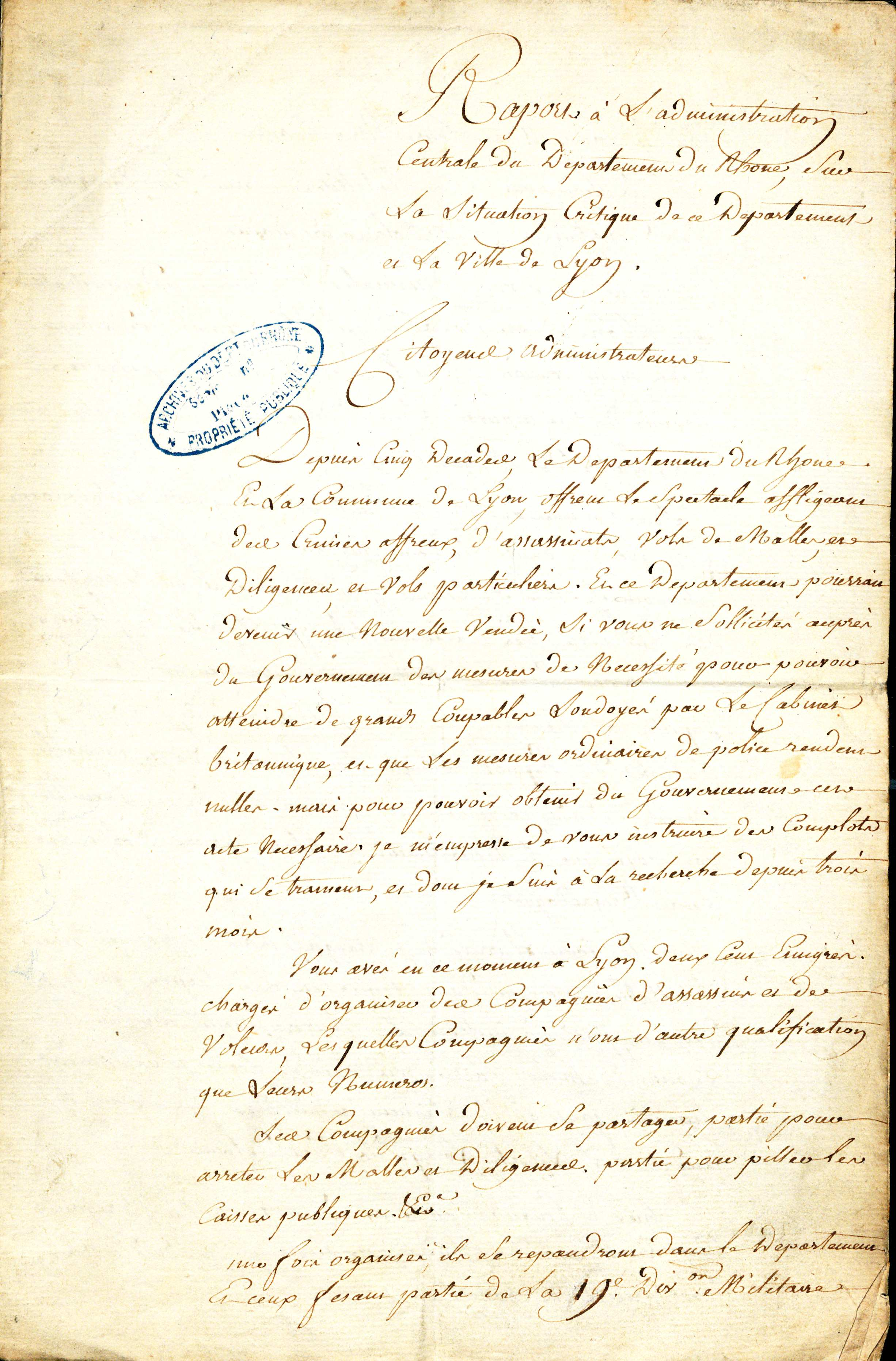
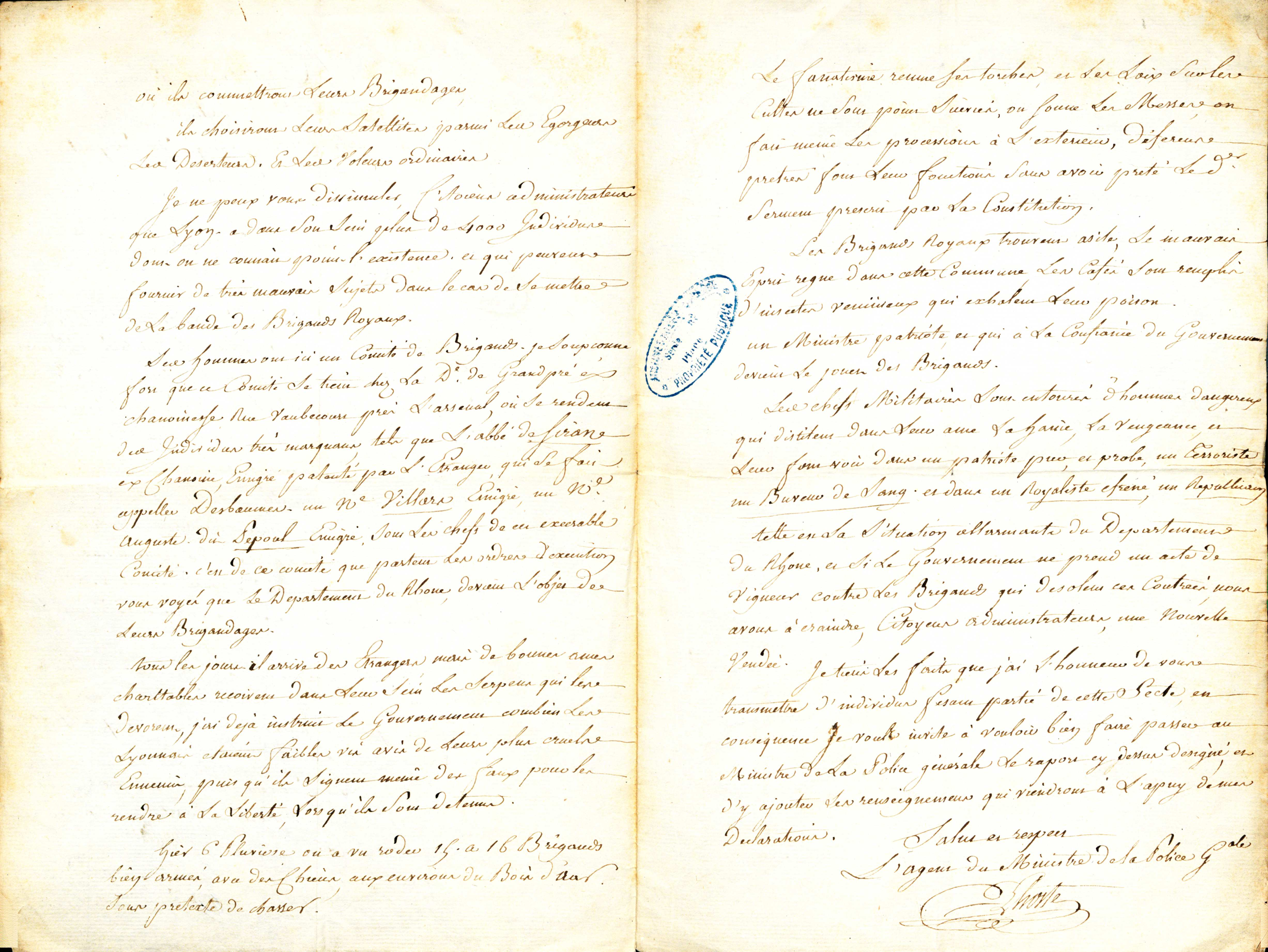

Le 2 février est appliqué le décret de mise en état de siège de la ville, compte tenu des exactions qui se poursuivent. Le Directoire promet un état de siège court si les administrations parviennent à faire travailler les bons citoyens dans les travaux offerts par l'État.
Le 12 février, le général Rey interdit toute particularité vestimentaire, il rend le port de la cocarde obligatoire.

### Mars 1798
L'assemblée électorale du Rhône se tient à Condrieu et non Lyon, le Directoire jugeant la ville non sûre.
Le 20 est célébré la fête de la souveraineté du peuple, le 30, c'est au tour de la fête de la jeunesse.

### Avril 1798
Le 29 avril, une fête des époux est organisée. Elle est très peu suivie par une population lassée de la multiplication des célébrations, et demandant un financement important dans une ville toujours lourdement endettée.

### Mai 1798
Le 6 mai est annoncé le coup d'état de floréal, qui invalide une partie de l'élection, et porte ainsi Vitet, Paul Cayre et Pressavin au conseil des cinq cents.
Le 11 mai, Jean Storkenfeld, artiste du Grand-théâtre de Lyon est condamné à mort pour avoir été l'un des chefs de la Compagnie de Jéhu, et pour l'assassinat du 14 juillet 1796.
Le 27 mai, Claude-François-Marie Primat est nommé évêque constitutionnel de Lyon. Mgr de Marbeuf vit toujours en exil.
Le 29 mai a lieu la fête de la Reconnaissance.

### Juin 1798
Les vogues ne doivent plus avoir lieu que les decadis.

### Septembre 1798
L'été est l'occasion d'une avalanche de célébrations qui se clôt le 4 septembre avec la célébration du 18 fructidor. La fête de l'agriculture a eu lieu le 28 juin, celle de la Liberté le 28 juillet, la commémoration du 10 août et celle des vieillards le 24 août.
Le 5 septembre, on constate que comme partout, la loi sur la conscription est largement rejetée. Il manque 2000 personnes pour la région de Lyon.
Le 22 septembre, fête de la fondation de la République française.
Le 27 septembre, décret demandant aux Lyonnais de se rendre chaque décadi à l'église de l'hôpital pour y entendre les lois.

### Octobre 1798
Le 3 octobre, le conseil des Anciens entérine la décision du conseil des cinq-cents d'annuler les élections primaires et communales du Rhône.
Le 13 octobre, pour tenter de faire adhérer la population au culte décadaire, la municipalité interdit toute autre activité religieuse lors des décadis.

## 1799
Au premier trimestre, plusieurs fêtes révolutionnaires ont lieu, le 21 janvier la fête de la juste punition du dernier roi français, le 20 mars celle de la souveraineté du peuple, le 30 mars celle de la jeunesse.

### Août 1799
Le 2 août, Organisation des forces de gendarmerie pour lutter contre les contre-révolutionnaires à Lyon et dans les cantons du Rhône.

Ordre d'arrestation des contre-révolutionnaires dans le Rhône, 2 août 1799, ADRML, 1L385
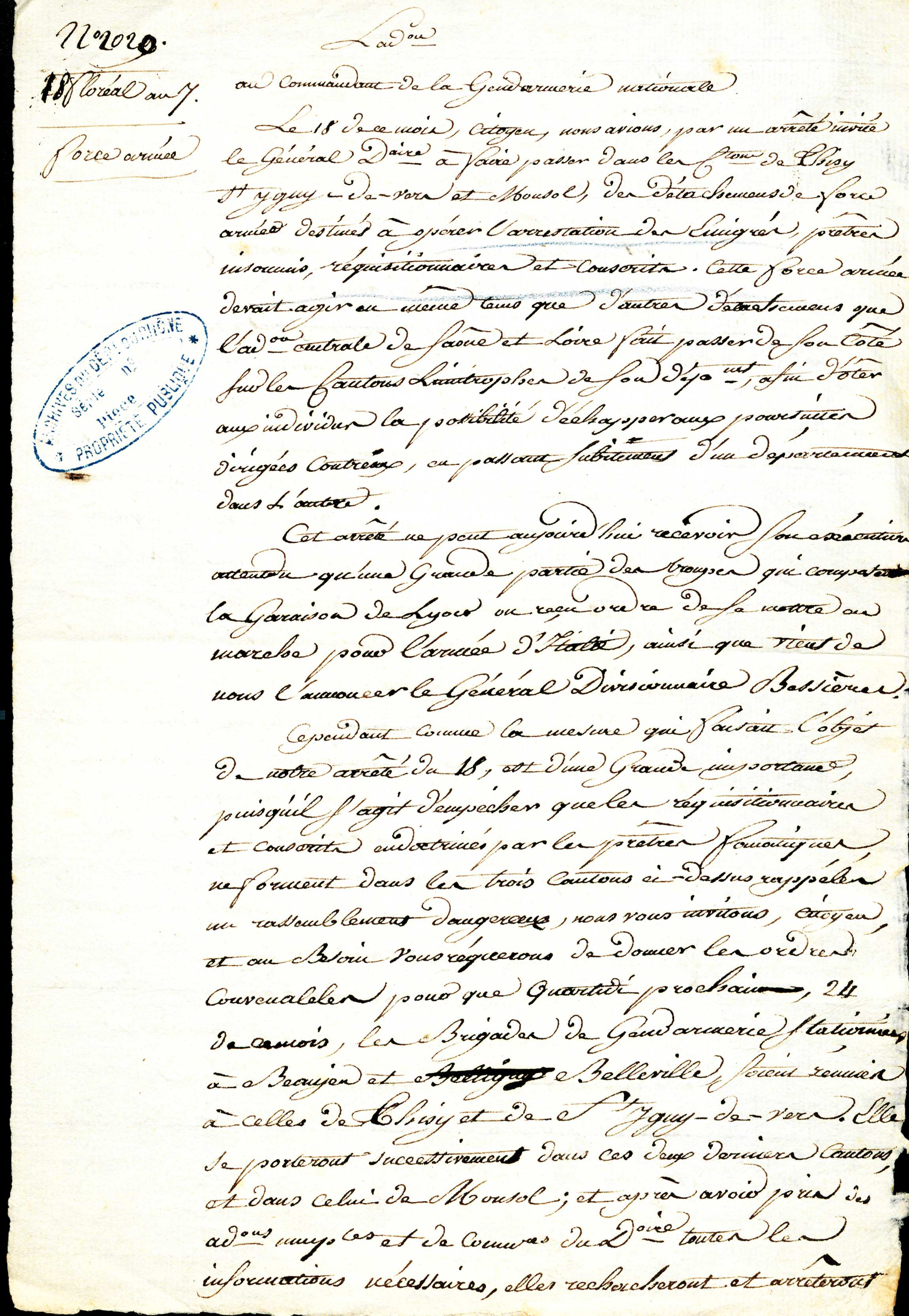
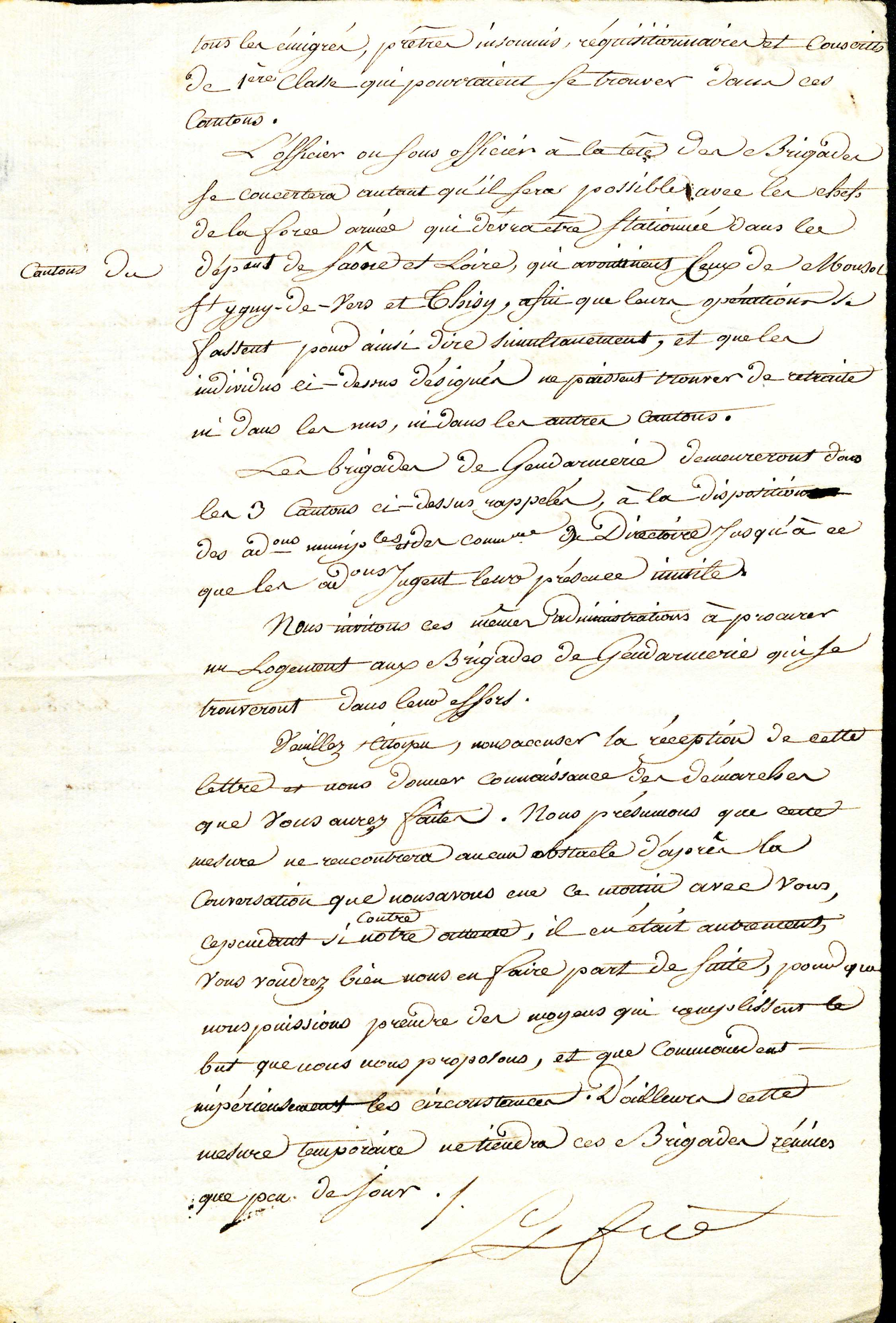

- Ordre d'arrestation des contre-révolutionnaires dans les cantons de Tarare et Amplepuis, 7 mai 1799, ADRML, 1L385

Après la mort de Marbeuf, la Sacrée Congrégation institue Jean-Baptiste Verdollin administrateur apostolique du diocèse de Lyon.

### Septembre 1799
Le 23 septembre, fête de la Fondation de la République.

### Octobre 1799
Le 2 octobre, fête funèbre en l'honneur du général Joubert. La cérémonie des funérailles est organisée par Joseph Chinard.
Le 13 octobre, Napoléon Bonaparte de retour d'Égypte s'arrête à Lyon. La foule l'acclame et la ville est illuminée. Il se rend au théâtre où est jouée une pièce improvisée : « Le héros de retour » il est applaudi.